# Abbaye de Saint-Martin-aux-Bois
Pour les articles homonymes, voir Abbaye de Saint-Martin.
L’abbaye Saint-Martin-aux-Bois, de son premier nom abbaye de Rurecourt, ou Ruricourt, est une ancienne abbaye pour hommes située dans le village français de Saint-Martin-aux-Bois dans l’Oise, en région des Hauts-de-France. Elle a été fondée vers 1080, soit par un groupe de moines indépendants, soit par des chanoines réguliers de saint Augustin ; les jésuites ont également été présents dans l'abbaye entre 1675 et 1772. Les six derniers moines se sont dispersés en 1790.
De l'abbaye médiévale, la guerre de Cent Ans n'a laissé subsister que la muraille d'enceinte, un bâtiment conventuel au sud de l'ancien cloître - fortement remanié depuis - et l'église. De l'abbaye reconstruite à la fin du XVe et au début du XVIe siècle, ne restent que la porte fortifiée, des vestiges peu évocateurs et notamment des bâtiments agricoles, dont un colombier. Saint-Martin-aux-Bois est connue au premier chef pour son église, l'un des premiers monuments historiques français, classée en 1840. C'est l'un des monuments importants du département de l'Oise et l'une des plus remarquables œuvres de l'architecture gothique du milieu du XIIIe siècle dans le nord de la France. L'église n'a pas (ou n'a plus) de nef. Seul le chœur du XIIe siècle et ses collatéraux sont présents. Le chœur peut être rattaché au courant gothique rayonnant, mais montre à la fois des archaïsmes et des innovations. Des choix audacieux, en particulier une étonnante minceur des supports, allègent les structures au maximum afin de renforcer le caractère élancé de l'espace intérieur. L'abside est une immense cage de verre à sept pans, où pour la première fois les fenêtres sont subdivisées par des étrésillons horizontaux en pierre afin d'augmenter leur hauteur. À cette hardiesse technologique s'ajoute le renoncement à tout élément non indispensable sur le plan esthétique et statique : pas de triforium, transept, déambulatoire ni décoration extérieure. L'extérieur revêt un aspect presque purement fonctionnel où seule la verticalité des lignes est soulignée. À l'intérieur, l'élégance prime toutefois sur l'austérité.
Depuis la désaffectation de l'abbaye, l'église sert d'église paroissiale. En effet, l'absence d'église paroissiale l'a préservée de la vente comme bien national à la Révolution française. Elle n'a cependant jamais fait l'objet des attentions nécessaires de la part des autorités publiques, et la petite commune de Saint-Martin-aux-Bois n'est pas en mesure d'assumer seule les charges d'entretien.

## Situation

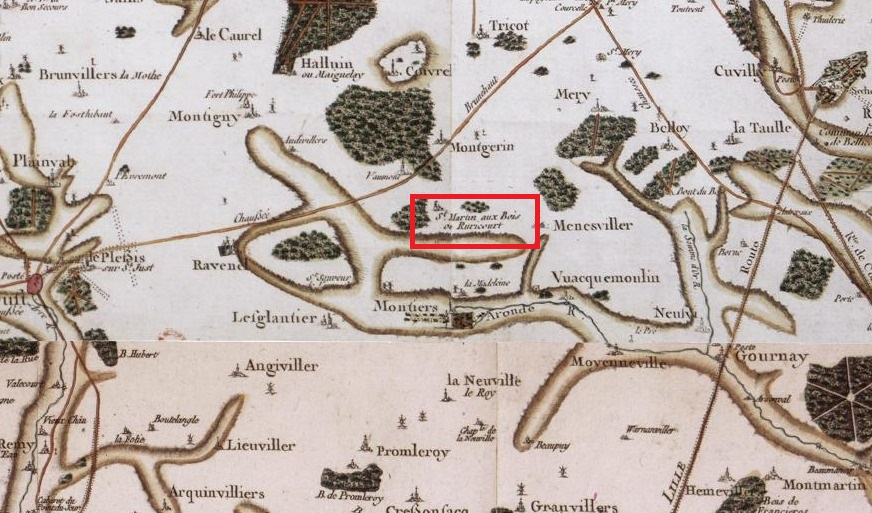
L'abbaye « Saint Martin aux Bois de Ruricourt » sur la carte de Cassini.

L'abbaye se trouvait dans l'ancien et l'actuel diocèse de Beauvais, sur la commune actuelle de Saint-Martin-aux-Bois (qui en tire son nom), dans l'actuel canton de Maignelay-Montigny. Elle était à 10 km à l'est de Saint-Just-en-Chaussée, entre Beauvais (37 km au sud-ouest) et Compiègne (21 km au sud-est). La source de la rivière Aronde (affluent de l'Oise) est à 2,5 km au sud, à Montiers. À moins d'un kilomètre au nord-ouest passait l'une des chaussées Brunehaut (plus tard appelée voie romaine), en l'occurrence celle reliant Beauvais à Bavay près de Valenciennes.

## Toponymie
Son nom est Ruricourt (latin Ruricurtenſis) et l'abbaye, dédiée à saint Martin de Tours, utilise le nom de Saint-Martin-de-Ruricourt jusqu'à la fin du XIIIe siècle. Au cours de ce siècle, Ruricourt devient parfois Relincourt, avant que ce toponyme ne s'efface en faveur du nom du saint patron de l'abbaye. Le nom de Saint-Martin-aux-Bois est dû aux grands bois situés entre l'abbaye et Saint-Just-en-Chaussée, dont le déboisement est postérieur au XIIe siècle ; il paraît pour la première fois dans une lettre de Philippe le Bel datée de 1297,,,,,. Une carte dans Gallia Christiana en indique l'emplacement, sous le nom de « S. Martinus in bosco »,.

## Historique

### Les origines

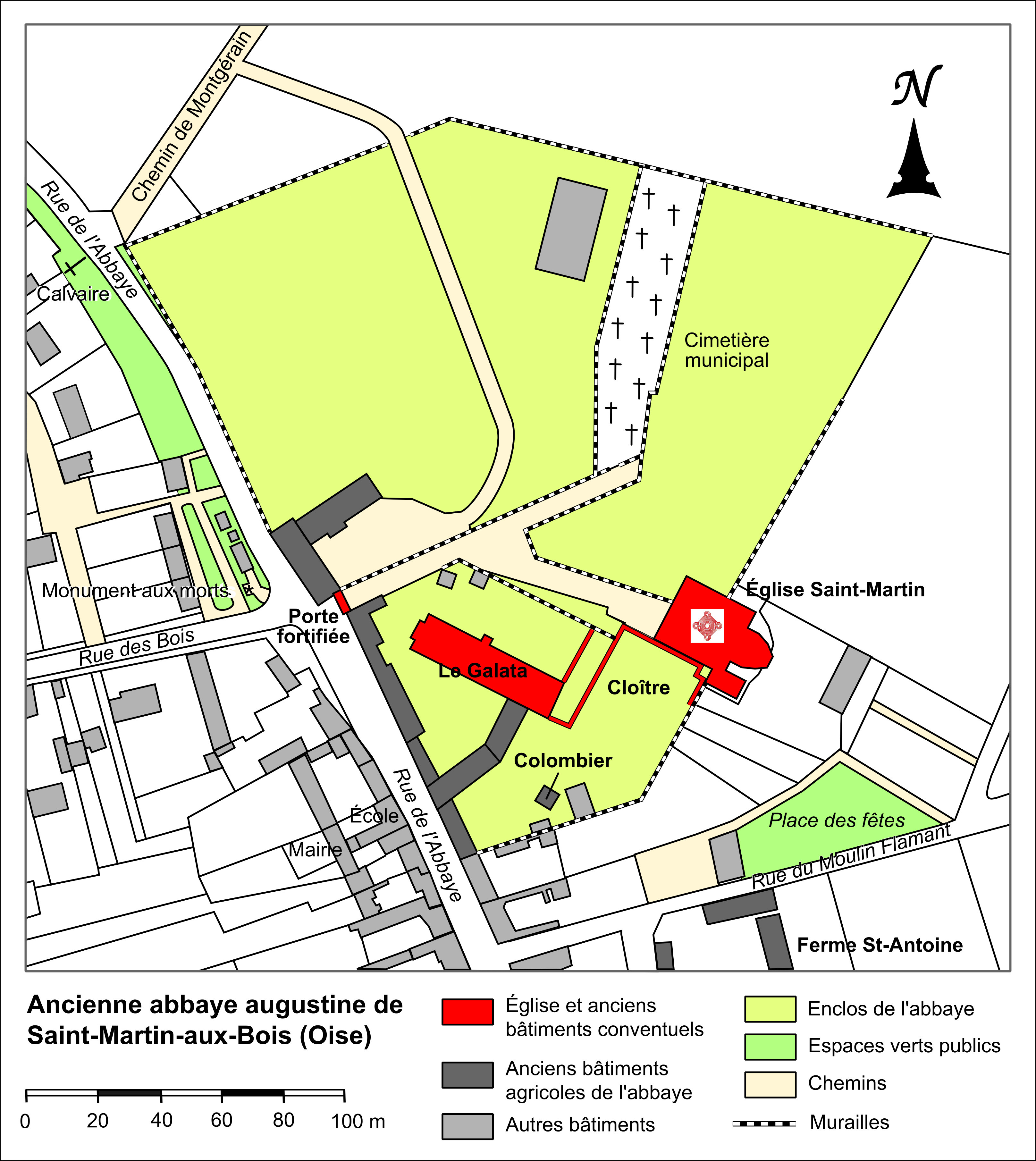
Plan de situation.

D'après la Gallia Christiana, les premiers chanoines arrivent de l'abbaye Saint-Quentin-lès-Beauvais, sur l'actuelle commune de Beauvais. Or les récentes recherches entreprises par Christopher Henige de l'Université du Wisconsin à Madison remettent cet élément en question, car aucune source ne le confirme. L'on suppose maintenant que les premiers moines sont des hommes qui avaient décidé librement de se réunir en communauté pour vivre selon la règle de saint Augustin, sans affiliation à un ordre religieux ou une autre abbaye. Le premier abbé, Hernand de Coivrel, est élu en 1080. C'est la seule certitude sur les origines de l'abbaye : l'on ignore qui est son fondateur et les sources d'archives sur les premiers siècles de son existence sont très peu nombreuses. L'affirmation de Nicole et Louis Bardon qui indiquent les moines de l'abbaye Saint-Quentin comme fondateurs est hasardeuse : le fondateur est le plus souvent celui qui finance la construction du nouveau monastère. Sachant que le seigneur local fait partie de la famille des comtes de Dammartin-en-Goële, il paraît plus évident de chercher le fondateur parmi la famille de Dammartin,,,,,.

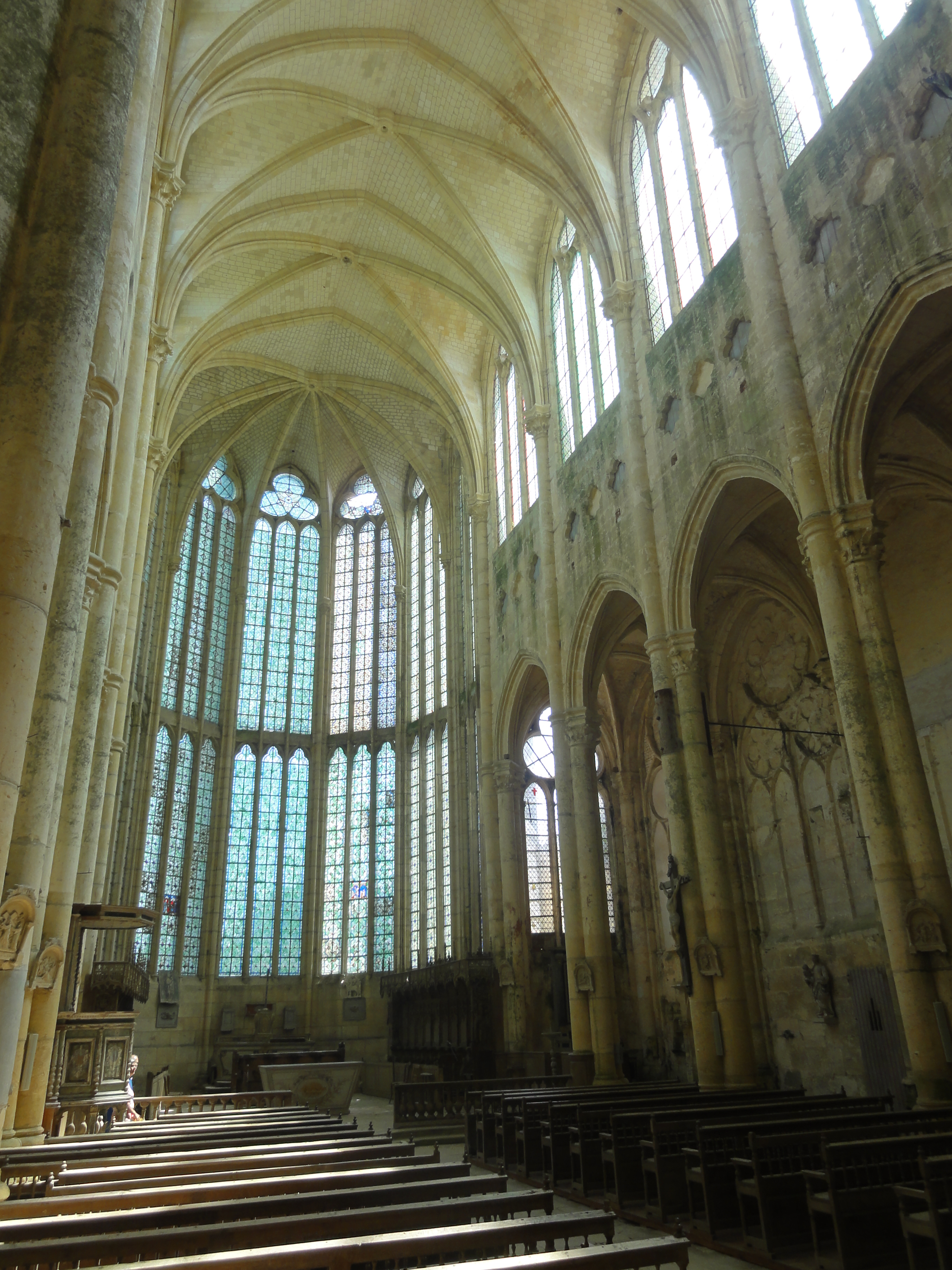
Église Saint-Martin.

Une première abbaye doit se trouver en construction au moment de l'arrivée des premiers chanoines. Rien n'en subsiste et aucun texte n'évoque son aspect, et des fouilles archéologiques n'ont jamais été entreprises. Mais un bâtiment est probablement antérieur à l'église abbatiale Saint-Martin : il s'agit du Galata, situé au sud de l'ancien cloître et bâti au XIIe siècle comme réfectoire et maison d'hôtes, avec un grand cellier au rez-de-chaussée. Maryse Bideault et Claudine Lautier, qui ont été parmi les dernières scientifiques à soumettre l'architecture de l'église à un examen archéologique, estiment que les travaux ont dû commencer vers la fin des années 1240. La date d'achèvement est en tout cas donné par une inscription sur le vitrail à gauche du chevet, c'est l'année 1260 : l'on considère généralement que la pose des vitraux marque la fin du chantier. Il n'y a donc qu'une unique campagne de construction. Une seconde campagne aurait dû porter sur la nef et les collatéraux de la nef, mais puisque rien n'en subsiste, il n'est toujours pas clair si ces parties ont bien été construites ou pas. L'église se résume ainsi à son vaste chœur abbatial. Christopher Henige ne revient pas sur cette datation. Le chantier de l'église coïncide à peu près avec l'abbatiat de Walon de Montigny, qui est élu en 1241 et démissionne en 1271 pour se faire de nouveau simple moine. Son rôle décisif dans la construction de l'église semble confirmé par son enterrement devant l'autel, ce qui est un grand honneur.

### La vie de l'abbaye
Dès ses débuts, l'abbaye est richement pourvue de donations par les seigneurs des environs, en particularité ceux de Léglantiers qui offrent un grand domaine sur ce village. Au milieu du XIIe siècle, l'abbaye possède déjà de nombreux autres biens comme le confirme une bulle du pape Eugène III : le hameau de Vaumont à distance à vue de l'abbaye et des terres à Pronleroy, l'église de Belloy, et les dîmes de Dammartin, Noroy, Rouvillers et Sains. Elle détient la haute, moyenne et basse justice à Belloy, Buzorlon et Ménévillers, ce qui ne change pas sous tout l'Ancien Régime, alors que les possessions de l'abbaye évoluent avec le temps. C'est peut-être cette richesse qui amène un déclin rapide de la ferveur religieuse, constatée dès 1145 ; en 1147 le pape Eugène III place l'abbaye sous son contrôle en la confiant, avec de nombreuses autres abbayes, à Henri de France, évêque de Beauvais. Le déclin est associé à une mauvaise gestion des biens, car Eugène III écrit que l'abbaye avait été riche dans son passé. Une réforme est sans doute entreprise après l'élection vers 1175 de l'abbé Michel qui arrive de l'abbaye Saint-Victor de Paris, centre de la réforme augustinienne depuis 1140. La réussite de la réforme donne de nouveau du crédit à l'abbaye. En 1185, Albéric II de Dammartin lui donne ainsi une grande partie de sa ville ainsi que le prieuré, avec lequel l'abbaye avait déjà entretenu des rapports depuis 1157 (l'abbé de Rurecourt avait aussi le droit de présentation pour le prieuré-cure de Saint-Jean de Dammartin). En 1190 le roi Philippe Auguste (1180-1223), qui possède des vignes à Rurecourt, offre le village voisin de Wacquemoulin à l'abbaye, et en 1199 l'évêque de Meaux, Anseau, lui cède le prieuré de Betz et sa dépendance d'Antilly. En 1251 Alix de Mogneville, dame de Ménévillers, laisse tout ce qu'elle possède sur cette dernière paroisse à l'abbaye Saint-Martin. Les revenus dégagés par ces possessions permettent à l'abbaye de se doter de bâtiments plus somptueux,.
Une fois le chœur de l'église terminée en 1260, l'abbaye mène une existence tranquille pendant un peu plus de 150 ans. La plupart des moines sont des chanoines, et donc ordonnés prêtres. L'ordre admet aussi des oblats et des frères lais ou convers qui sont importants pour l'exécution des travaux des champs et l'entretien du domaine. Les chanoines réguliers de Saint-Augustin ont la particularité de faire partie du clergé diocésain. Ainsi, l'abbé est d'office curé de Saint-Martin-aux-Bois. Cette cure est qualifiée d'insignifiante du fait du faible nombre d'habitants, et le village ne possède même pas d'église paroissiale. Contrairement à la plupart des abbayes, mais conformément à l'usage de la plupart des prieurés, les habitants ont donc accès à l'église abbatiale, mais seulement au bas-côté nord où leurs messes sont célébrées par l'un des chanoines. Jusqu'à la fin du XIVe siècle, la guerre de Cent Ans (1337-1453) ne semble pas affecter l'abbaye. Les années 1330 et 1340 sont encore prospères, comme le montrent plusieurs œuvres d'art attribuables à cette période. Un aveu de 1382 dresse un long inventaire de biens et tout le village de Saint-Martin lui appartient désormais. La puissance de l'abbaye est illustrée par sa présence à la convention d'Arras en 1435, à la fin de laquelle est signé le traité d'Arras. Mais en 1445, date uniquement connue par la tradition orale, les Anglais incendient l'abbaye. Les bâtiments conventuels sont presque entièrement détruits, l'un des clochers et la façade occidentale de l'église sont endommagés, et le feu entre même dans le bas-côté sud et anéantit une partie du mobilier. Les Anglais emportent aussi une partie des archives de l'abbaye, qui sont retrouvées bien plus tard chez un marchand de poissons de Pontoise. Puis avec l'arrivée des Bourguignons, l'abbaye prend leur parti par crainte de représailles, ce qui lui vaut une punition par le roi sous la forme d'un pillage. Il semble que l'abbaye soit temporairement abandonnée : d'après les témoignages de plusieurs habitants recueillis en 1495, les messes n'étaient plus assurées pendant certaines périodes, et il n'y avait plus qu'un curé pour trois ou quatre villages,,,,.
En 1465 l'abbé Nicolas de Chancenay se déclare hostile à Charles le Téméraire, sous l'influence duquel la région est encore placée. Le duc de Bourgogne lui reproche en revanche ses fréquentes absences de l'abbaye et son intelligence avec l'ennemi, et désigne le chanoine Jacques de Cappieul pour administrer l'abbaye en l'absence de l'abbé. Le dernier abbé régulier de Saint-Martin-aux-Bois est Guillaume de Baudreuil ou Baudereuil, institué en 1474 en exécution d'une bulle du pape Sixte IV datée du 22 juillet 1473. Âgé de 23 ans, Baudreuil est issu d'une famille noble et apparemment moine profès des Augustins. Ni Jacques de Cappieul ni Guillaume de Baudreuil ne parviennent à redresser l'abbaye. C'est peut-être pour cette raison que Guillaume cède l'abbatiat à son frère Guy en 1492 sous réserve du versement d'une pension. Guy de Baudreuil, licencié en droit civil, bachelier en droit canonique et avocat au Parlement de Paris, est institué comme premier abbé commendataire par une bulle du pape Alexandre VI du 26 août 1492. Sa tâche n'est pas facile ; en 1521 il écrit que l'abbaye avait à deux reprises été spoliée de tous ses titres, c'est-à-dire qu'elle ne pouvait plus faire valoir ses droits sur divers revenus en cas de contestation. Il mentionne également deux incendies, dont l'un doit être celui de 1445. Guy de Baudreuil est fréquemment absent, et en 1505 il nomme le prieur Pierre Boucher comme vicaire général pour le remplacer dans la direction des affaires spirituelles. Nonobstant, le nouvel abbé prend sa mission très au sérieux ; il fait construire une nouvelle abbaye à côté de l'ancienne et meuble richement l'église. Sous son successeur François de Clèves, qui arrive après le départ de Baudreuil pour Corbeil en 1521, les affaires de l'abbaye sont encore bien administrées. Mais les abbés commendataires qui arrivent après lui ne s'intéressent plus à l'abbaye. En 1547, l'abbaye ne possède plus beaucoup de terres mais a encore des revenus dans de nombreux lieux. Cependant elle ne peut plus fournir les titres prouvant ses droits ; des terres sont usurpées et les dîmes ou apports en nature restent impayés, sans que l'abbaye puisse engager des poursuites judiciaires. Son influence sur les affaires spirituelles reste toutefois importante, car elle possède le patronage de nombreuses cures : Antilly, Belloy, Betz, Saint-Martin-sous-Goyencourt, Maignelay, Ménévillers, Morenvillers, Noroy, Le Quesnoy, Rouvillers, Tricot et Wacquemoulin ; ainsi que des prieurés à Dammartin, Montjay, Pomponne, Rouvres-sous-Dammartin, Saint-Mard-lès-Roye, Vaumont ; et des chapelles à Ladrancourt, Pontpoint et Sacy-le-Grand,,.
Avec la situation économique difficile du début du XVIIe siècle et les problèmes matériels qui s'ensuivent, l'observation de la règle se relâche dans de nombreuses abbayes de la Congrégation de France à laquelle Saint-Martin-aux-Bois est affiliée. Lors de la visite annuelle de 1607, les frères envoyés par la congrégation sont mal reçus et peuvent constater l'état de ruine matérielle et morale de l'abbaye. En 1620, le bénéfice de la cure est supprimé, c'est-à-dire que l'abbé n'est plus curé de Saint-Martin-aux-Bois ; cet office est confié à l'un des chanoines. Le crédit d'Anne de Lévis de Ventadour, futur archevêque de Bourges (1649-1662) installé comme abbé commendataire en 1625, permet au moins à l'abbaye d'obtenir des lettres de sauvegarde de Louis XIII, Louis XIV et du Grand Condé, ce qui la préserve du pillage par une troupe d'Espagnols venant de Flandres en 1636 et pendant la Fronde (1648-1653). Toujours sous l'abbatiat d'Anne de Lévis de Ventadour en 1644, la réforme de l'abbaye est enfin opérée par le père Charles Faure, qui était entré dans l'ordre à l'abbaye Saint-Vincent de Senlis et qui avait été le principal instigateur de cette réforme. Comme ailleurs, elle entraîne pour Saint-Martin-aux-Bois la sortie de la congrégation de France et l'affiliation aux génovéfains de l'abbaye Sainte-Geneviève de Paris. Ceci implique que des chanoines de l'abbaye Sainte-Geneviève s'installent à Saint-Martin-aux-Bois pour y vivre le bon exemple pour les autres moines. Cependant, pour Saint-Martin-aux-Bois, la réforme vient trop tard pour résoudre les difficultés économiques. En 1662, elle n'abrite plus que dix religieux et l'église a besoin de nombreuses réparations. En 1675, une bulle du pape Innocent XI réunit la mense abbatiale à celle du collège de Clermont. Le titre d'abbé de Saint-Martin-aux-Bois s'éteint et l'abbaye est divisée en deux parties : l'une reste aux génovéfains, et les jésuites venus de Paris prennent possession de l'autre partie en 1676. La coexistence de ces deux groupes ne semble poser aucun problème, et les rapports de visitation de 1728 et 1728 émettent des conclusions favorables. Puisqu'il n'y a plus de convers, l'abbaye procure du travail à de nombreux artisans des environs,,,.
En 1762 les jésuites, fortement endettés, sont expulsés hors de France. Non seulement la pérennité de l'abbaye est désormais en péril, mais elle doit de surcroît contribuer à réunir la somme de 300 000 livres fixée par le roi pour satisfaire les créanciers. Elle est ainsi contrainte de couper les arbres des bois entourant Saint-Martin, et qui avaient valu son nom à l'abbaye et au village, aujourd'hui entouré d'un plateau dénudé. En 1766, la Commission des réguliers formée par le roi Louis XV de France fixe à huit le nombre minimum de religieux d'une abbaye. Il semble que l'abbaye de Saint-Martin-aux-Bois n'est finalement soumise à l'inspection de cette commission qu'en 1788. L'on n'y trouve plus que cinq religieux. Ainsi, même sans la Révolution française qui éclate un an plus tard, la suppression de l'abbaye n'est plus qu'une question de temps. En 1790 le nombre minimal de religieux est porté à douze, et le procureur et les officiers municipaux du village font l'inventaire de l'abbaye afin d'évaluer la valeur de ses biens et revenus, et afin de s'enquérir sur la volonté des derniers religieux quant à leur future vie. Le nombre de religieux est passé à six, âgés entre 33 et 51 ans pour cinq parmi eux, et de 81 ans pour le sixième, le seul convers. Treize autres religieux peuplent les prieurés que l'abbaye possède toujours. Étant donné les circonstances et la possibilité de toucher une pension en attendant que la situation des ordres religieux s'améliore, les religieux résidant à Saint-Martin-aux-Bois se dispersent dès 1790 ou le début de 1791. Ne restent qu'André Babault de l'Épine, prieur et curé de la paroisse, et Louis Gourdin, le frère lai infirme de 81 ans. Cette évolution précipite la dissolution de l'abbaye, avant même l'interdiction définitive des ordres religieux et la suppression du culte : la vente des biens immobiliers comme bien national commence dès le 24 février 1791, et la vente des biens mobiliers est fixée pour le dimanche 31 juillet de la même année. Seule l'église n'est pas vendue car servant d'église paroissiale, ce qui lui réserve un meilleur destin qu'à la plupart des autres églises abbatiales de France qui sont, au mieux, désaffectées au culte, ou au pire, utilisées comme carrières de pierre.

### Le destin de l'église depuis le début duXIXesiècle
L'importance artistique de l'église abbatiale est en principe reconnue assez tôt, car elle aurait figuré sur une première liste de propositions pour un classement aux monuments historiques en 1833. Cette année est même citée comme année du classement par Vergnet-Ruiz et Vanuxem : sachant que les classements n'existent pas encore en cette année, les auteurs commettent une erreur, mais l'année 1833 correspond sûrement à l'une des premières ébauches. Les premiers classements provisoires ne datent que de 1835. En tout cas, l'église est classée officiellement par la liste des monuments historiques de 1840, soit parmi les treize tout premiers monuments de l'Oise. En 1839, Louis Graves avait écrit « L'église Saint-Martin est un des monuments importants du département de l'Oise », jugement aussi laconique que sans appel. Louis Graves avait été consulté lors de l'élaboration de la liste en tant que correspondant du Comité des Arts et Monuments au ministère de l'Instruction publique, et c'est probablement lui qui attire l'attention sur Saint-Martin-aux-Bois, mais il ne faut pas lui attribuer la paternité de la liste avec laquelle il est en partiel désaccord. Mais pendant les premières années, le classement n'est pas une garantie que des moyens pour la restauration et l'entretien soient disponibles. Trois nouvelles cloches ont été fondues et montées dans la tour nord en 1839, ce qui indique peut-être que les priorités sont parfois mal définies. L'église se trouve dans un fort mauvais état quand elle est frappée par un violent ouragan en 1841. La plupart des vitraux sont arrachés, la toiture est endommagée et s'écroule partiellement. Les habitants sont laissés seuls face au problème. Heureusement très attachés à leur église, ils multiplient les pétitions mais sont eux-mêmes incapables de payer les réparations. On ne leur accorde que la remise en plomb de certains vitraux et le bâchage des stalles, ce qui indique que le toit au-dessus de l'abside n'est toujours pas étanche ou manque carrément. Prosper Mérimée, connu généralement comme défenseur du patrimoine architectural puisque étant lui-même l'un des instigateurs des premiers classements, est chargé d'un rapport sur l'état de l'église en 1853. Il ne juge apparemment pas utile de se rendre sur place et se fait une opinion sans connaissance de cause : « Bien qu'il s'agisse d'une dépense peu considérable, il est inutile de réparer ce monument de second ordre. Malgré tout l'intérêt que présente cette petite église, je crois pouvoir proposer l'ajournement jusqu'à des temps plus heureux ». Ainsi l'église est abandonnée à son sort. Afin d'attirer l'attention sur elle, l'abbé Pierre-Constant Barraud, membre de la Commission française pour la conservation des monuments, publie une notice sur elle en 1843. L'on apprend ainsi que quelques panneaux de vitraux de grisaille subsistent encore dans la nef, qu'il qualifie de magnifiques et qu'il dit décorés de fleurs et d'entrelacs. Sans doute du fait du manque de moyens, ces vitraux qui ont survécu à l'ouragan n'ont pas su résister au temps,.
La restauration ne commence qu'en 1869, soit vingt-neuf ans après le classement, sous la direction de l'architecte Aymar Verdier qui effectue les réparations les plus urgentes. Puis à partir de 1873, l'architecte Duthoit lance la réfection de l'abside avec emploi de la pierre de Saint-Maximin. Ces travaux durent plusieurs années. Entre-temps, la flèche en charpente de la tour nord s'écroule en 1885. À partir de 1889, la façade occidentale est restaurée, ses murs sont rejointoyés et les deux tours sont consolidées, avec rétablissement d'une voûte au nord. En 1893, la direction du chantier est confiée à l'architecte en chef des monuments historiques H. Chaine. Il reste fort à faire : remise en état des fenêtres hautes du vaisseau central et des arcs-boutants, réfection des voûtes du vaisseau central et de ses combles. Ces travaux perdurent jusqu'en 1907. Les collatéraux doivent patienter jusqu'en 1933 quand leurs couvertures sont réparées, et les voûtes du collatéral nord réparées. En 1987, Maryse Bideault et Claudine Lautier constatent que le « remarquable édifice semble nécessiter, de par la finesse de son architecture, des soins constants des architectes comme le montre son état actuel »,. Le collatéral sud surtout n'a encore jamais été restauré. Philippe Bonnet-Laborderie constate que l'église est trop méconnue des habitants de l'Oise et des Français. Il remarque que « L'entretien de cette église, si belle mais si fragile, (malgré l'aide de État) fut un cadeau empoisonné pour les habitants de cette petite commune sans ressources propres. Des étrangers viennent de loin pour visiter l'abbaye : Italiens, Allemands, Anglais, mais aussi Américains, Australiens etc. Ils s'étonnent à juste titre qu'un tel joyau soit méconnu et si mal entretenu. Saint-Martin-aux-Bois ne se trouvant pas au centre d'une grande zone urbanistique, la qualité exceptionnelle de son église abbatiale, exemple unique de ce type en France, n'a pas été à ce jour encore véritablement été prise en compte par le Ministère des Affaires Culturelles, la Région Picardie et le Département de l'Oise. Les parties hautes des murs de l'enclos commencent à s'effondrer ; la porte de l'enclos et le « Galata » était jusqu'à ces derniers mois dans un état déplorable ; l'église attend de nouvelles tranches de travaux après la réparation de ses voûtes et de ses verrières il y a quelques années... ».
Après le classement de l'église en 1840, les autres bâtiments et vestiges de l'abbaye ne sont pas protégés avant le 28 décembre 1984. Par deux arrêtés de cette date, ces bâtiments et vestiges sont soit classés, soit inscrits aux monuments historiques. Le classement porte surtout sur les restes de l'abbaye médiévale, en l'occurrence l'ancien bâtiment conventuel dit le Galata, le mur d'enceinte et le sol archéologique, ainsi que sur le colombier carré de l'ancienne ferme de l'abbaye. L'inscription porte surtout sur les restes de l'abbaye reconstruite au début du XVIe siècle et les bâtiments à vocation agricole. Il s'agit de la porte fortifiée du XVe siècle, des bâtiments à sa gauche en entrant (vraisemblablement une grange et une bergerie), du mur occidental du rez-de-chaussée de l'aile occidentale du nouveau cloître (situé perpendiculairement au Galata, côté nord), des vestiges du nouveau cloître, du sol archéologique et des murs d'enceinte non concernés par l'arrêté de classement.

## Description

### Église Saint-Martin

#### Aperçu général

Plan de l'église.

L'église ne se compose que d'un long chœur abbatial accompagné de collatéraux et de la sacristie : la nef n'a jamais été construite, et le plan ne prévoyait pas de transept. L'édifice se compose ainsi d'un vaisseau central de cinq travées ; accompagné de deux collatéraux au chevet plat, de longueur identique ; d'une abside à sept pans commençant par une partie droite ; ainsi que de la sacristie de deux travées carrées. Sa première travée se situe au sud de la dernière travée du collatéral sud, et sa seconde travée y succède à l'est, donc au sud de l'abside. — Une chapelle Saint-Michel d'une seule travée a existé devant la dernière travée du collatéral nord. Elle a été démolie en 1821, mais la partie basse des murs subsiste. Les travées du vaisseau central sont barlongues, et celles des collatéraux sont carrées ; trois travées des collatéraux équivalent à une travée du vaisseau central. La hauteur du vaisseau est le double de celle des collatéraux. Toutes les travées sont voûtées sur croisées d'ogives simples, à l'exception bien sûr de l'abside, dont la voûte se compose de huit voûtains rayonnant autour d'une clé de voûte centrale. La première travée de chacun des deux collatéraux supporte un clocher dont la hauteur ne dépasse pas celle des murs gouttereaux du vaisseau central. L'unique portail se situe dans le mur occidental du vaisseau central, mais un accès secondaire existait sur la base du clocher du sud. L'église atteint une longueur modeste de seulement 31,10 m du fait de l'absence de nef, et une largeur de 18,45 m. À l'intérieur, les murs hauts du vaisseau central s'élèvent à 21,00 m, et sous le sommet des voûtes, la hauteur est de 27,25 m, ce qui fait que la hauteur du faîtage toit est supérieure à la longueur de l'édifice. Le vaisseau central est couvert par un toit à deux rampants avec un pignon à l'ouest, et les collatéraux possèdent des toits en appentis,.

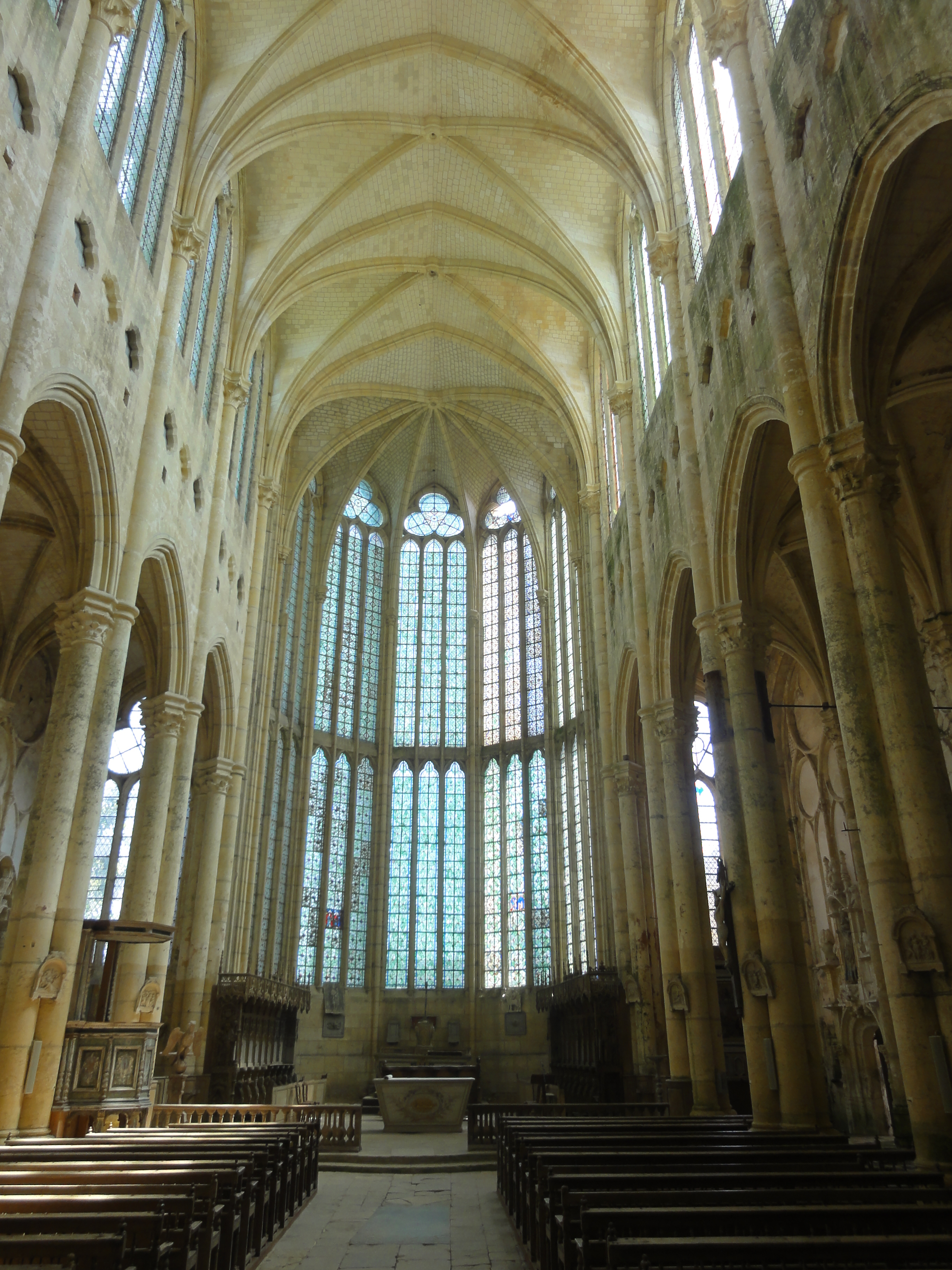
Vue intérieure générale.

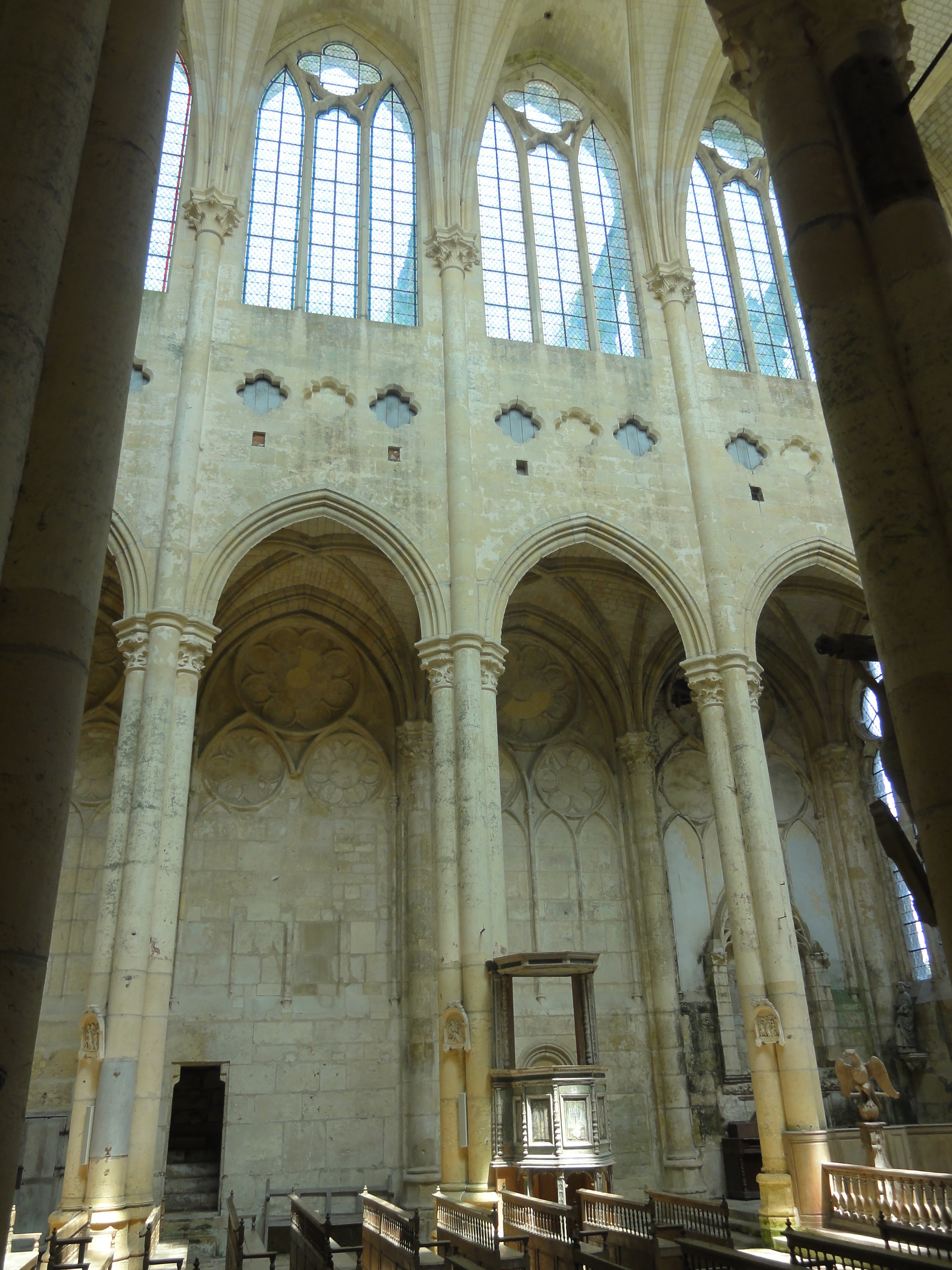
Élévation nord.

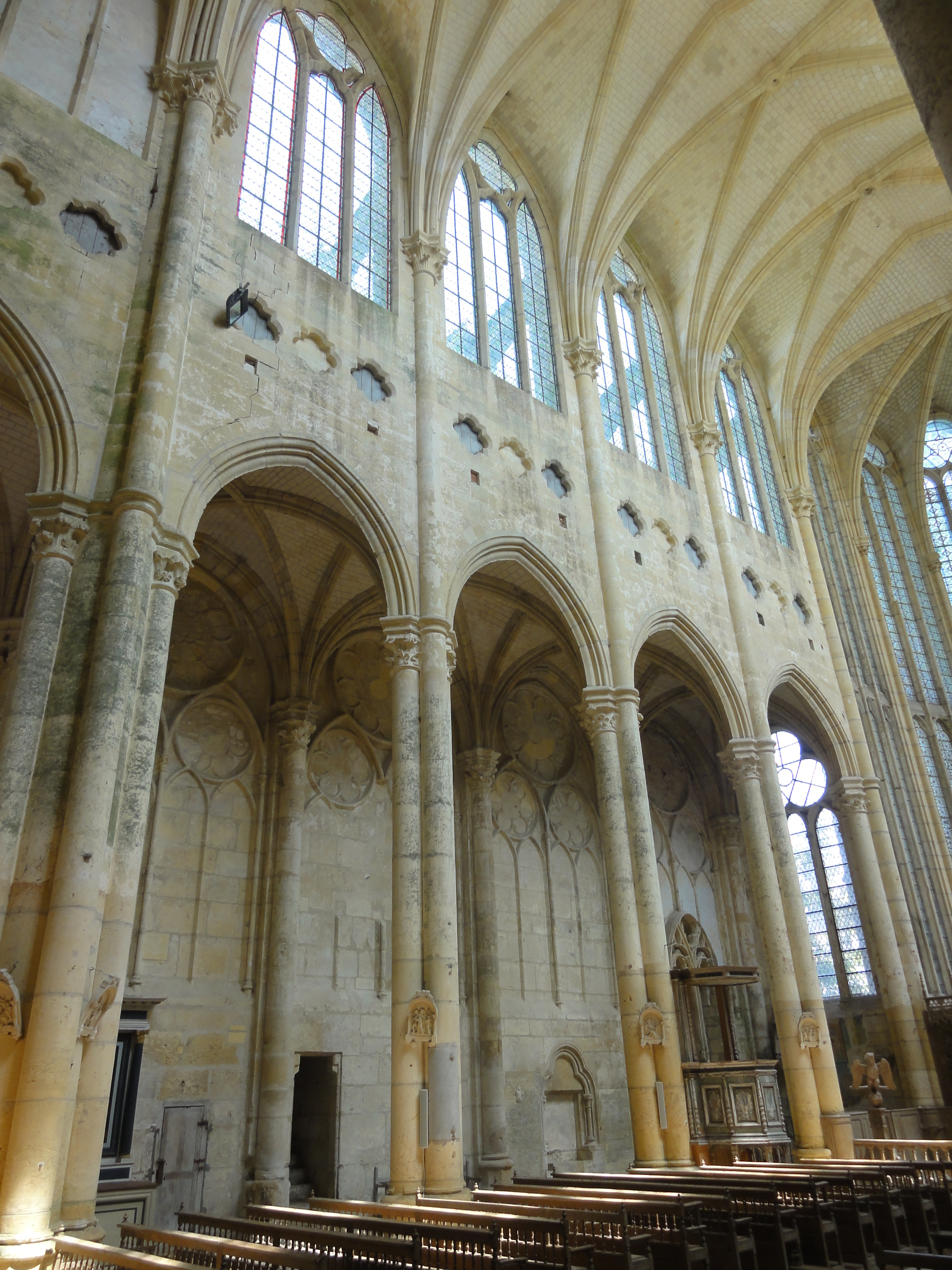
Élévation nord.

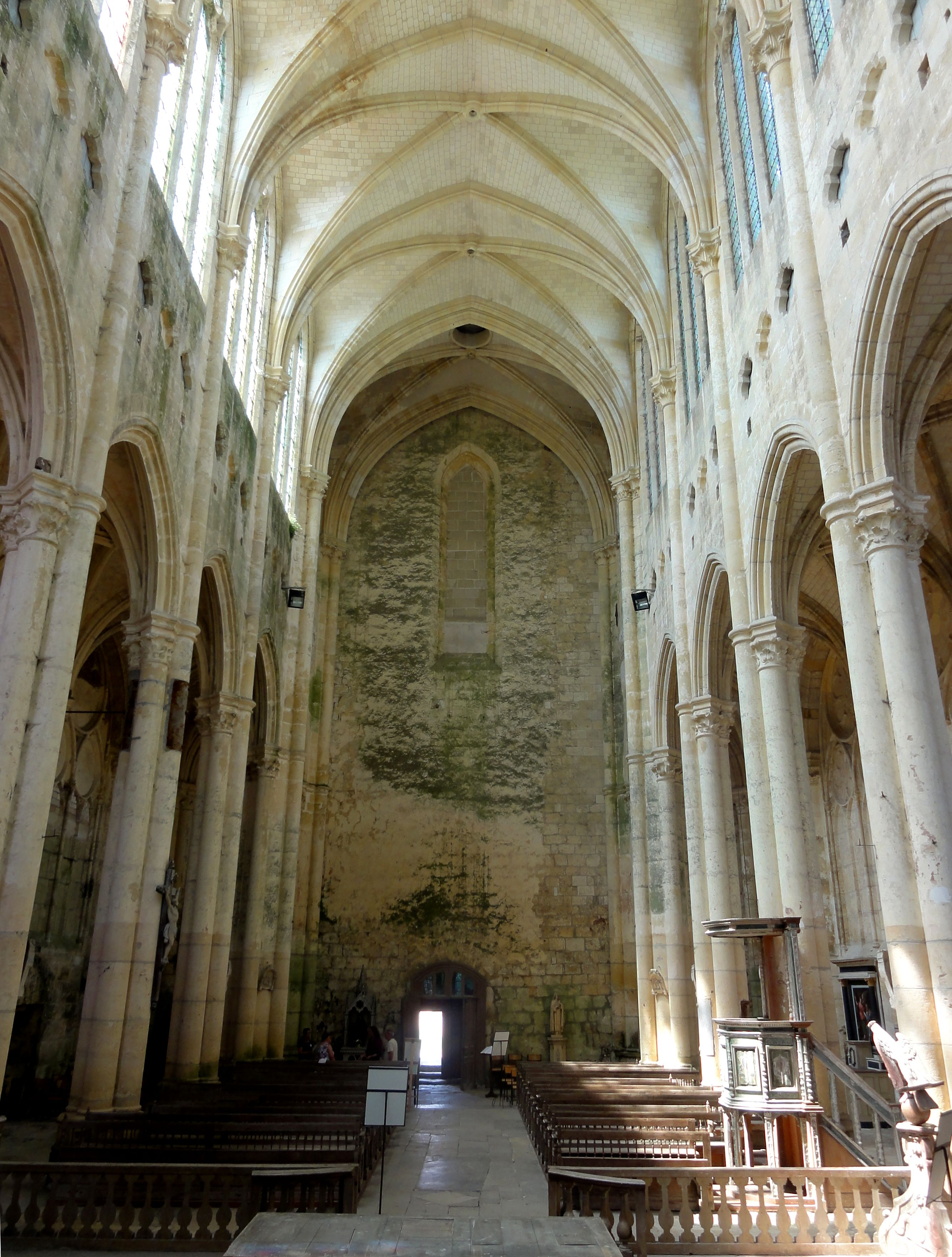
Vue intérieure depuis l'abside.

Sans tenir compte de l'absence de nef dont la construction était initialement prévue, le plan est d'une grande simplicité. Ce choix de l'architecte va de pair avec une grande ampleur de l'abside et l'ouverture maximale de l'espace. Il est sans doute motivé par l'économie des moyens mais pas seulement : il sert aussi à souligner la verticalité et à attirer le regard vers l'abside, qui n'est qu'une immense cage de verre. Malgré sa simplicité, ce type de plan n'a guère été retenu pour d'autres édifices religieux de la région. On peut le comparer à celui des églises Notre-Dame d'Ambronay, Saint-Éliphe de Rampillon et Saint-Sulpice-de-Favières, mais l'élévation de ces églises est différente de celle de Saint-Martin-aux-Bois. L'église de Saint-Leu-d'Esserent et la cathédrale Notre-Dame de Senlis avant son agrandissement au XVe siècle ne comportent pas non plus de transept, mais ces chantiers ont été lancés au XIIe siècle. Concernant l'aspect général, il existe des analogies avec la Sainte-Chapelle de Paris ou celle de l'abbaye Saint-Germer-de-Fly, mais le plan est différent. Des similitudes avec la cathédrale Saint-Pierre de Beauvais, elle aussi incomplète, et l'église Notre-Dame de Chambly ont également été soulignées par plusieurs auteurs, sans établir des liens de parenté. La chapelle du prieuré Saint-Victor de Bray (commune de Rully) est souvent décrite comme une miniature de l'église de Saint-Martin-aux-Bois, mais cette chapelle ne possède pas de bas-côtés et son architecture ne cherche pas la hardiesse,.

#### Vaisseau central
Le vaisseau central est d'un caractère extrêmement élancé. Long de cinq travées, il communique avec les collatéraux par cinq grandes arcades en tiers-point de chaque côté. L'élévation ne comporte pas de triforium mais seulement des oculi quadrilobes pour l'aération des combles. Les fenêtres hautes occupent presque toute la largeur des travées et elles sont toutes identiques. Du fait de la présence des clochers, des arcatures aveugles suivant le dessin du remplage des fenêtres s'y substituent dans la première travée. Le remplage se compose de deux lancettes aiguës encadrant une lancette trilobée plus basse, surmontée d'un quatre-feuilles. Les meneaux centraux ont en grande partie été remplacés après l'ouragan de 1841 et leur profil a été taillé avec une certaine maladresse. Mais même avant, ils n'étaient pas précédés par des colonnettes et dépourvus de chapiteaux, contrairement à la règle à l'époque de construction. Les fenêtres ne sont pas non plus flanquées de colonnettes à chapiteaux. Les formerets des hautes voûtes épousent la ligne de leurs arcades. Ils adoptent le même profil que les ogives, soit un tore à l'arrêt assez vive accompagnée de deux baguettes, dégagées du tore central par des cavets. La retombée des voûtes s'effectue à un tiers de la hauteur des piédroits des fenêtres, car du fait de leur grande portée alliée à une faible profondeur des travées, les voûtes sont très bombées dans le sens de l'axe du vaisseau, mais au contraire très ouvertes entre les murs hauts. Ainsi, sans que ce soit facilement visible, les formerets se fondent dans les murs avant d'atteindre les chapiteaux situés plus bas. Par souci d'économie, mais aussi comme conséquence du parti pris pour les piliers des grandes arcades, la retombée des ogives et doubleaux s'effectue sur un tailloir unique à trois becs. De tels tailloirs se rencontrent également dans l'église Saint-Jacques de Compiègne, ainsi qu'au sommet de colonnes isolées, dans le chœur des églises Sainte-Maure-et-Sainte-Brigide de Nogent-sur-Oise et Saint-Pierre de Genainville, et dans la Sainte-Chapelle de Paris. Les chapiteaux, tous identiques, présentent deux rangs de crochets vigoureusement sculptés. Ils reposent sur des demi-colonnes uniques de diamètre moyen, qui retombent directement jusqu'au sol, scandées seulement bar des bagues au niveau des tailloirs des grandes arcades, dont ces bagues reprennent la mouluration,.
L'étage intermédiaire entre les grandes arcades et les fenêtres hautes présente une disposition originale et en même temps très simple. Aucun bandeau horizontal ne sépare visuellement les étages, même si ces bandeaux ou larmiers servent en principe à souligner la verticalité, en donnant un repère de distance à l'œil humain qui sait ainsi mieux apprécier la hauteur. L'architecte de Saint-Martin-aux-Bois est en tout cas soucieux d'éviter toute saillie ou ressaut qu'il juge apparemment nuisible au caractère élancé qu'il souhaite donner à l'église. Pour la même raison, il a renoncé au triforium qui est généralement de mise dans les églises gothiques primitives ou gothiques rayonnantes quand la hauteur le permet. Hormis les oculi déjà mentionnés, les murs de l'étage intermédiaire sont donc parfaitement lisses et nus, ce qui incite le regard à se porter directement vers les hauteurs. Ce n'est donc pas un défaut mais un choix délibéré, tout en tenant compte des contraintes financières. En même temps, la hauteur de cet étage a été réduite au strict minimum nécessaire pour compenser la hauteur des toits des collatéraux. Les oculi servent à aérer les combles (ce qui est important pour la conservation des charpentes et pour éviter la chute de tuiles lors des tempêtes), mais aussi à égayer un peu les murs. Ils sont au nombre de trois par travée, dont celui du milieu factice, et prennent la forme de « quadrilobes à pointes », d'après Bideault et Lautier. C'est en fait la superposition d'un carré à un quatre-feuilles, motif rare qui se trouve sur les murs occidentaux des croisillons de l'église Saint-Antoine de Compiègne (et jadis dans sa nef) et sur la façade occidentale de la chapelle du prieuré de Bray,.
Les grandes arcades affichent un profil aigu destiné à les faire apparaître plus minces. On le rencontre sur les arcades ouvrant sur les chapelles rayonnantes de la cathédrale de Beauvais. Il se compose d'un tore central en amande encadré par un filet entre deux cavets et un gros boudin de chaque côté. Ainsi elles contribuent à l'effet de légèreté voulu par l'architecte. Cet effet repose en grande partie sur la maigreur étonnante des piliers, dont la section paraît très faible par rapport à la dimension des grandes arcades et par rapport au poids des murs hauts à supporter. Sauf pour les premiers piliers qui doivent supporter les petits clochers, le noyau cylindrique disparaît derrière les quatre demi-colonnes qui y sont adossées. L'on obtient ainsi des piliers de section quadrilobée, peu commune dans la région. Il faut y voir le résultat de la recherche propre de l'architecte, qui a voulu réduire l'ampleur des supports afin d'ouvrir au maximum les grandes arcades. Les faisceaux de multiples colonnettes puis les colonnettes fasciculées courantes au XIIIe siècle ne lui ont pas paru convaincantes. Son choix est cohérent avec le parti pris pour les fenêtres hautes. On pourrait parler d'archaïsmes, mais les réalisations comparables à la première période gothique et au début de la période rayonnante n'osent pas encore une telle minceur des supports. Les piliers de la nef de Saint-Leu-d'Esserent ressemblent aux premiers piliers de Saint-Martin-aux-Bois, et l'on trouve maints autres exemples, mais seulement le pilier isolé au sud du chœur-halle de l'église de Villers-Saint-Paul correspond aux autres piliers de Saint-Martin-aux-Bois. Sans doute sans le savoir, l'architecte a reproduit un type fréquent en Poitou et utilisé au XIIe siècle dans un certain nombre d'églises disséminées un peu partout en France, mais tous ces exemples sont assez éloignés géographiquement. Comme déjà évoqué, les demi-colonnes recevant les ogives et doubleaux des hautes voûtes sont seulement baguées au niveau des supports du premier ordre. Les bagues reprennent le profil des tailloirs placés de biais des grandes arcades, et des tailloirs à trois becs tournés vers les collatéraux. L'absence de chapiteaux du premier ordre pour les supports des hautes voûtes s'impose dès la fin de la période gothique primitive et paraît tout à fait naturel ; ici, l'architecte s'aligne sur les choix habituels de son époque. Il est également fréquent que les chapiteaux ne présentent plus de variété dans leur décor. Tous les chapiteaux du premier ordre montrent un rang de feuilles de chêne en bas de leur corbeilles, plus un rang de crochets en haut. Les tailloirs à trois becs vers les collatéraux correspondent au modèle adopté pour les supports du second ordre, et figurent également dans le triforium de la cathédrale d'Amiens et dans la nef de Saint-Jacques de Compiègne,. Des tailloirs semblables apparaissent aussi dans le dortoir de l'abbaye de Chaalis, dès le début du XIIIe siècle, et, sur des colonnes isolées, dans le chœur-halle de Nogent-sur-Oise, vers 1250.

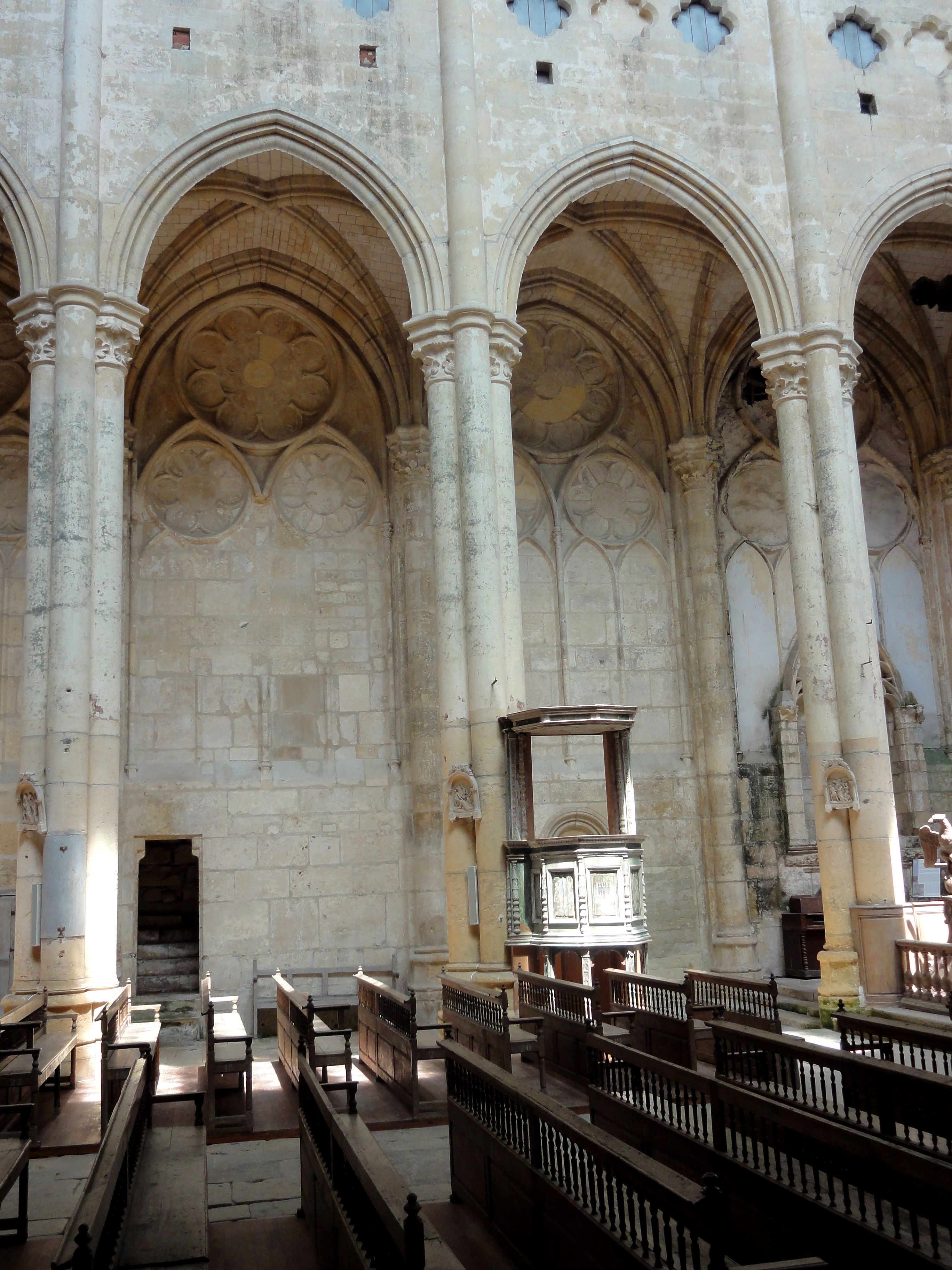
Grandes arcades du nord.
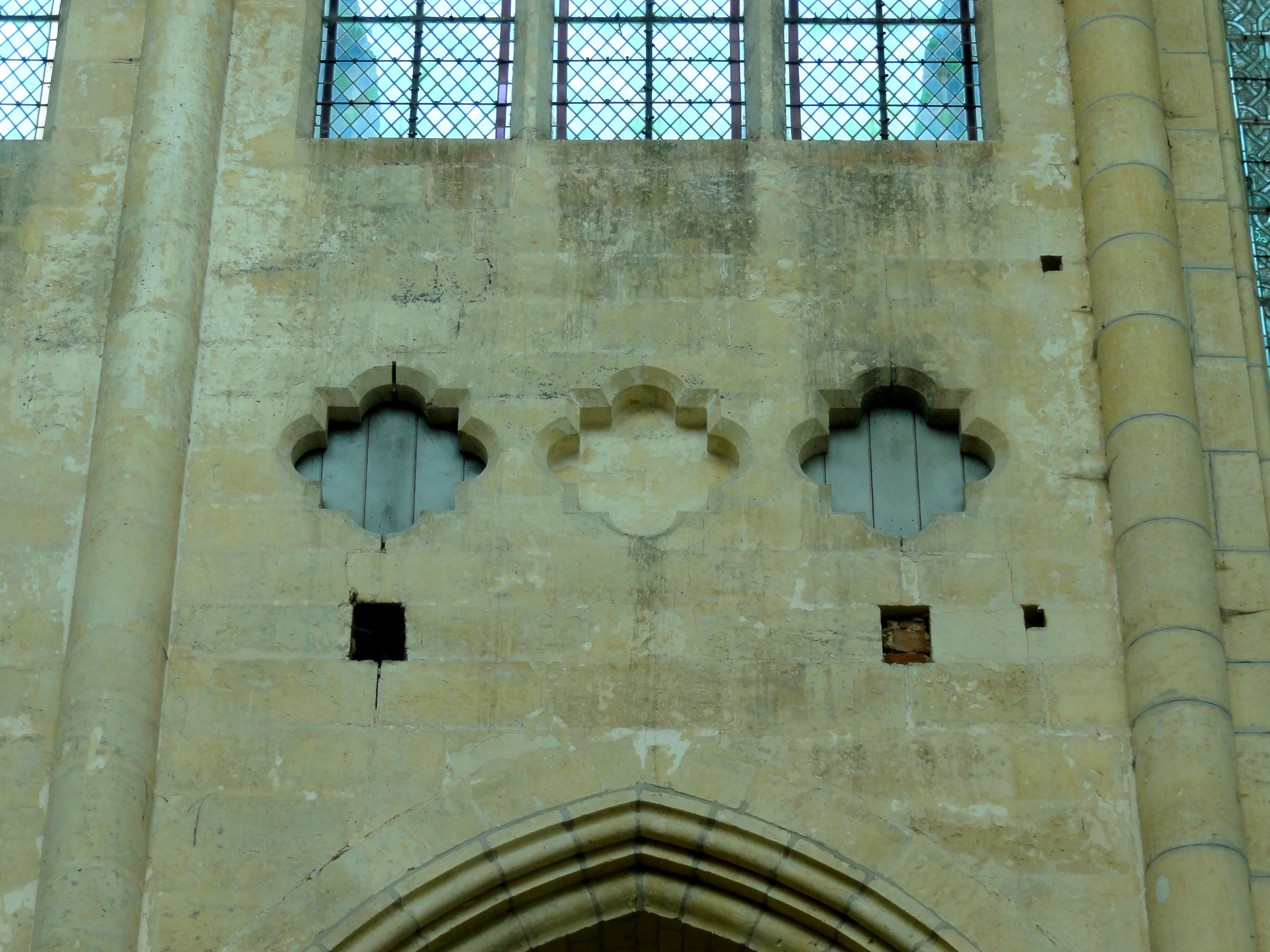
Oculi de l'étage intermédiaire.
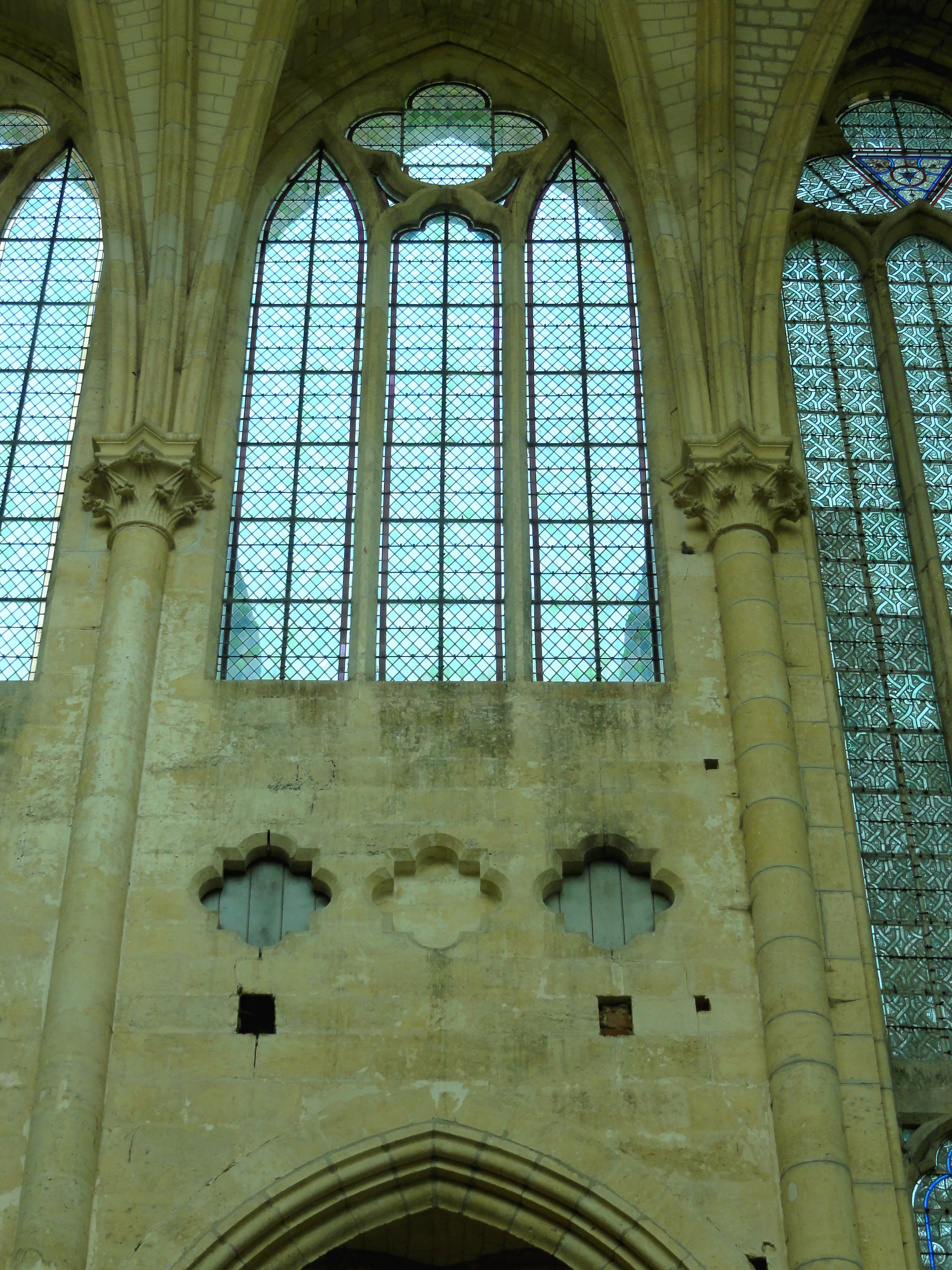
Fenêtre haute.
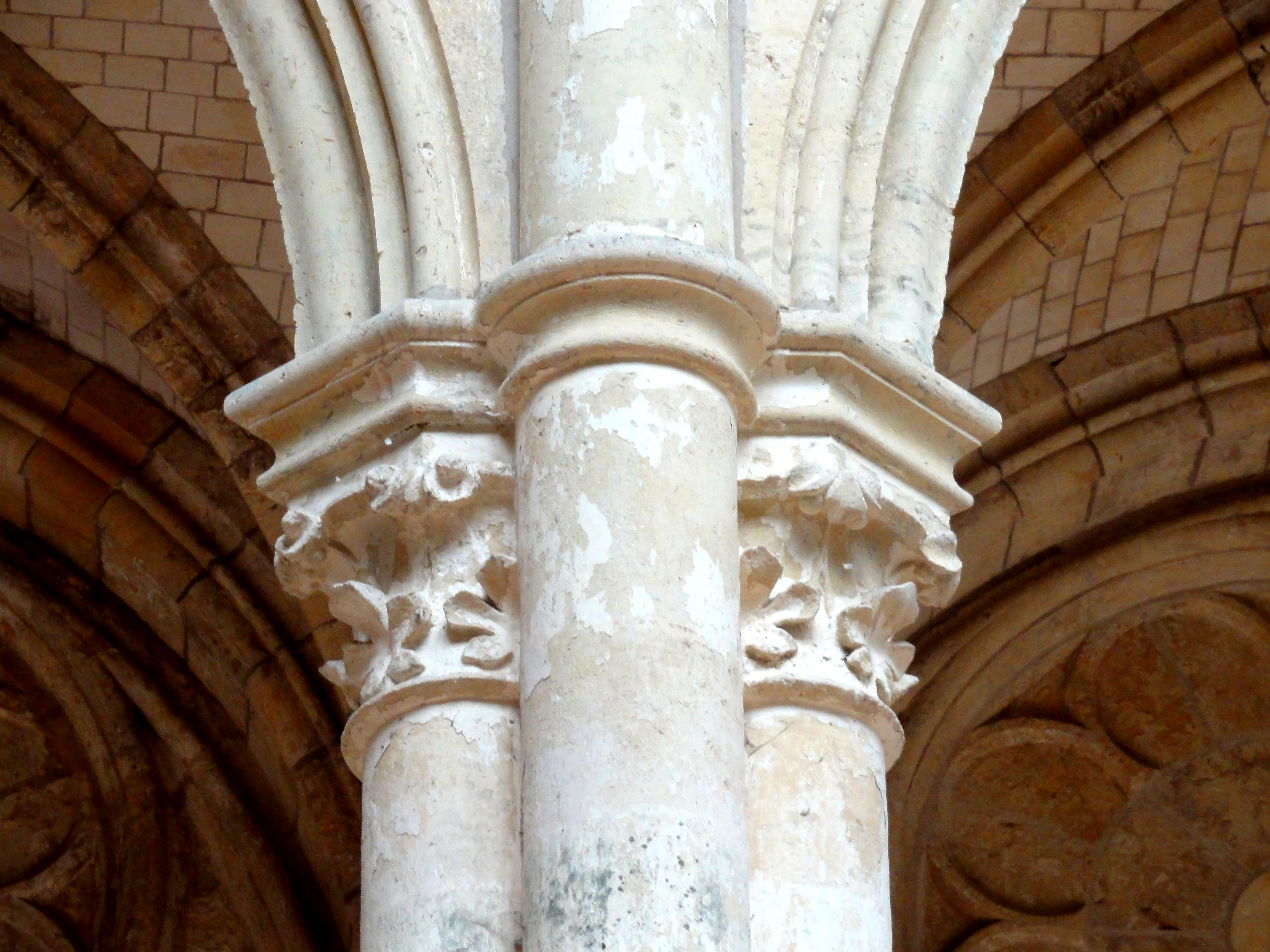
Chapiteaux des grandes arcades.
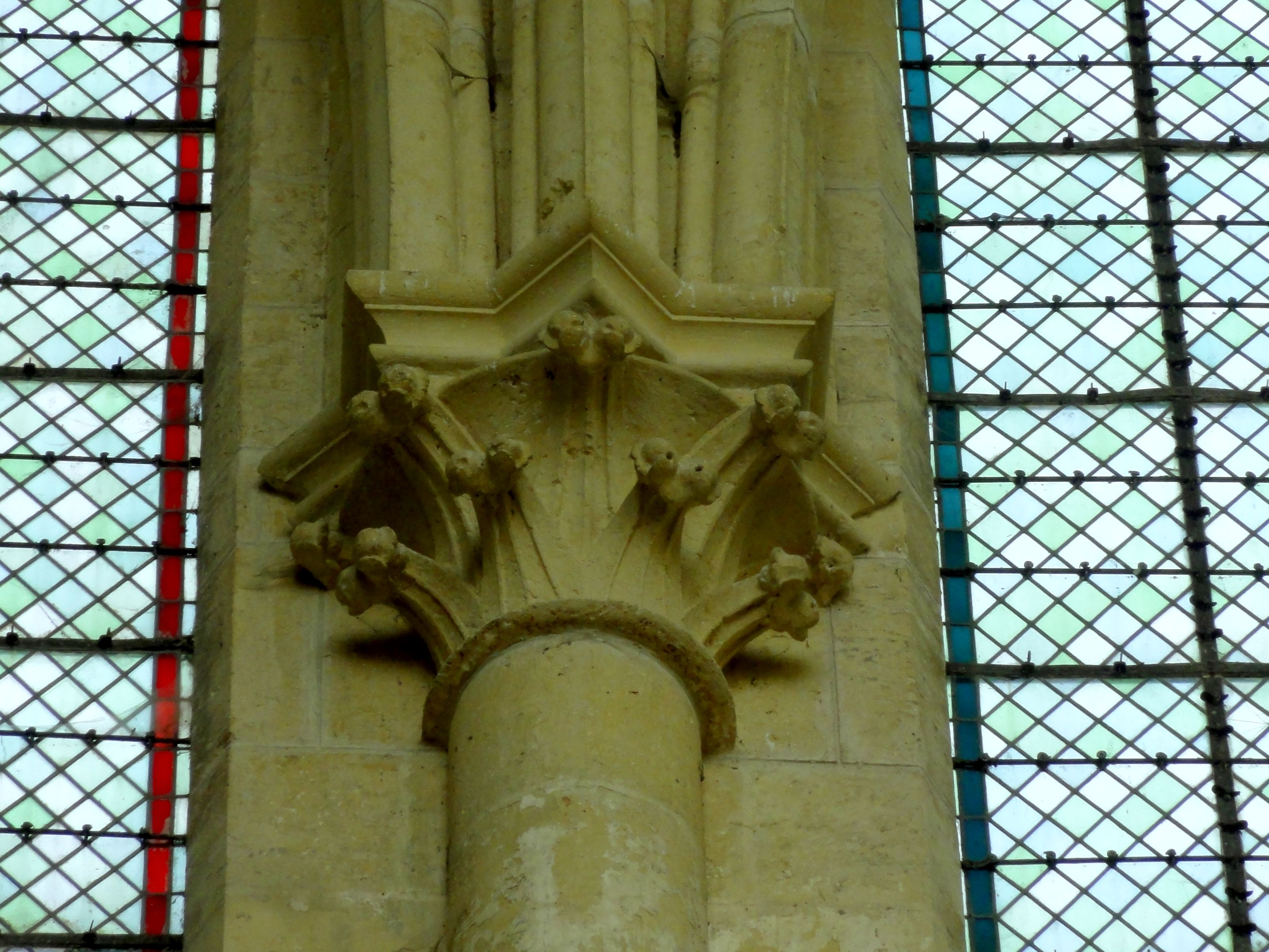
Chapiteau du 2e ordre.
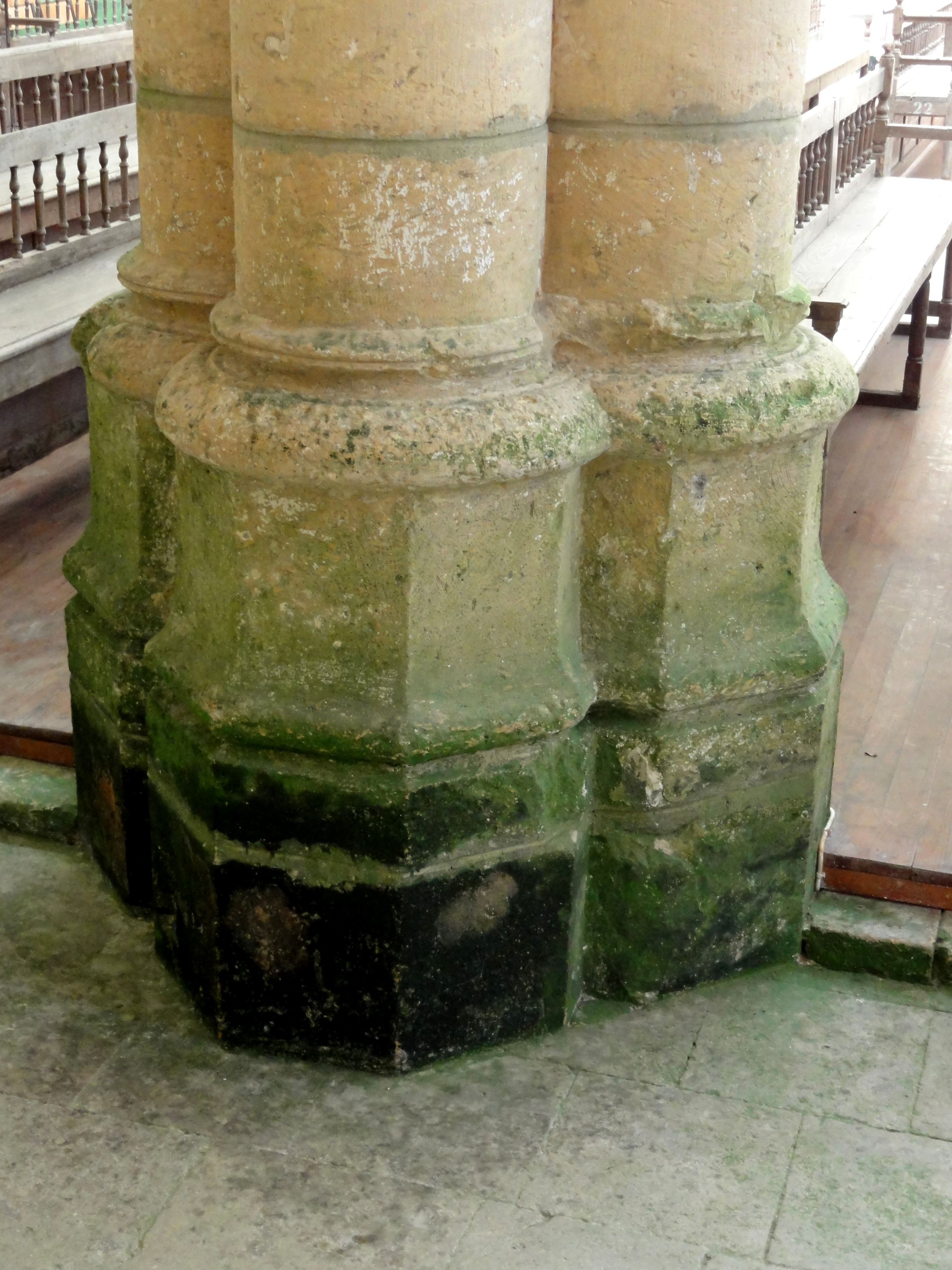
Base de pilier des grandes arcades.

#### Collatéraux

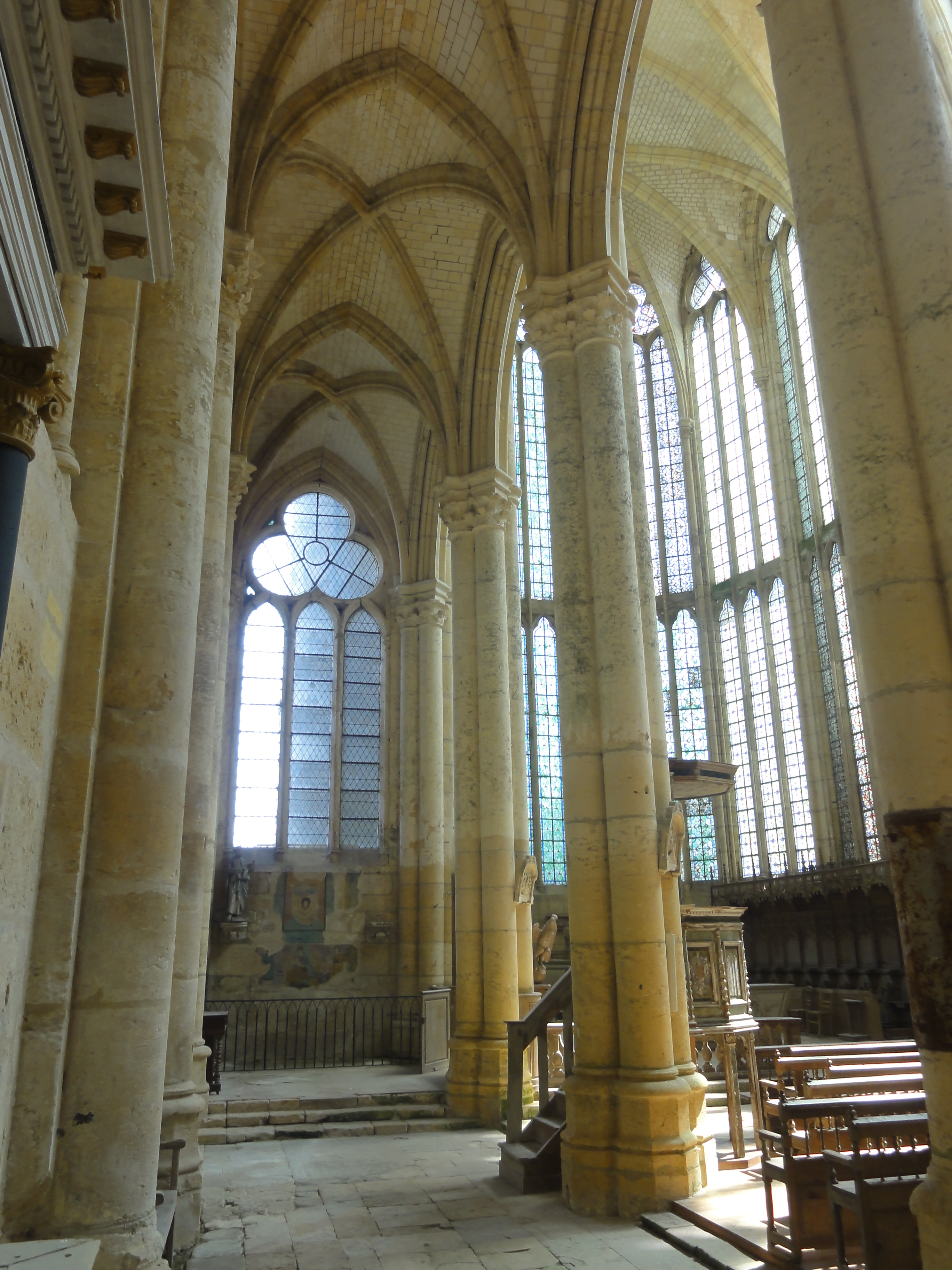
Bas-côté nord, vue vers l'est.

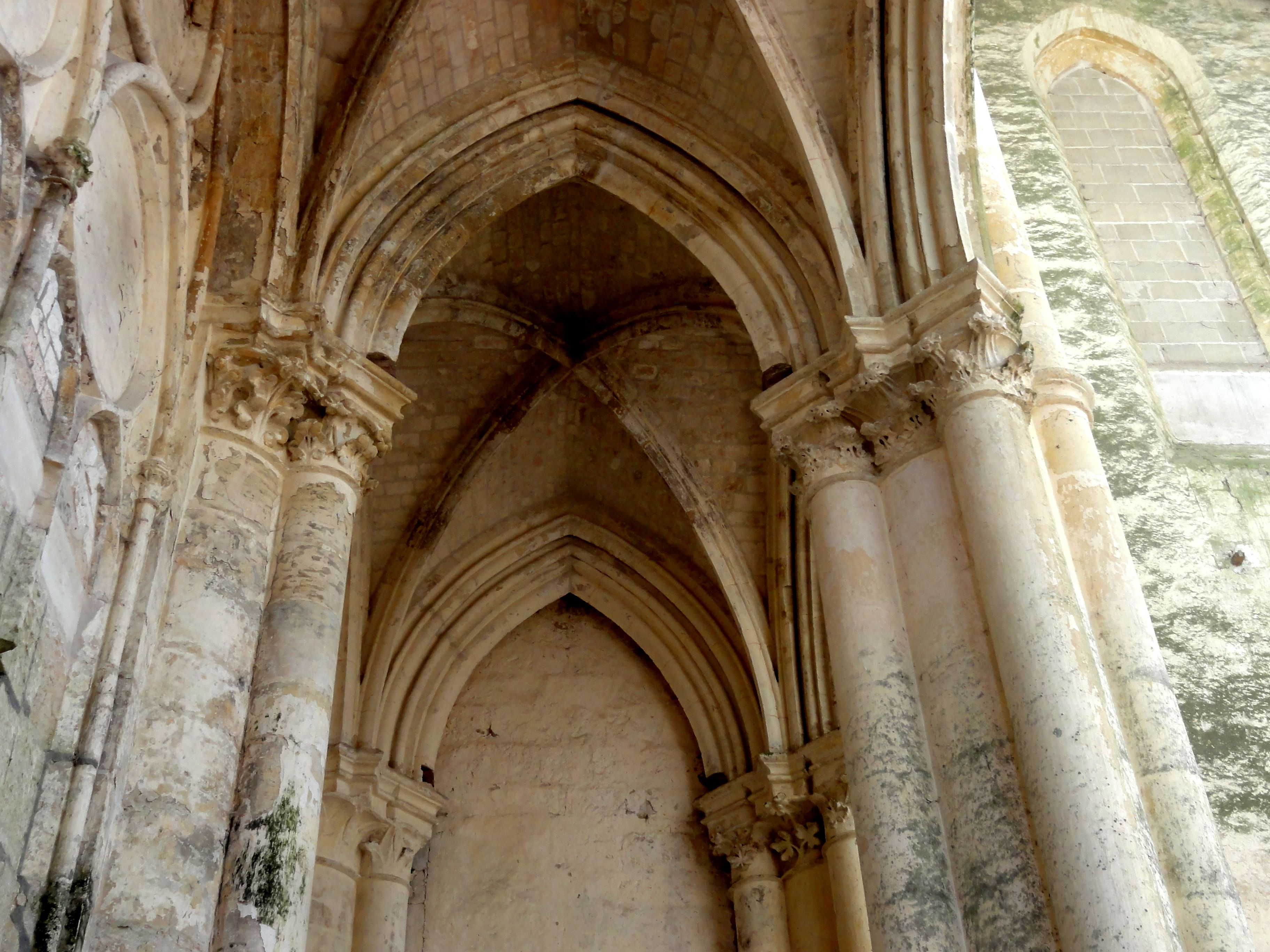
Base du clocher sud, vue vers l'ouest.

De longueur égale au vaisseau central, les collatéraux paraissent peu élevés, mais leur hauteur atteint tout de même 11,00 m, fréquente pour les nefs des églises rurales. Leur faible largeur les réduit à la fonction de couloirs de dégagement, et ils accueillent également des statues et de petits autels latéraux. Contrairement aux églises flamboyantes et Renaissance où l'éclairage du vaisseau central est principalement assuré indirectement par les baies des collatéraux, ces derniers sont presque aveugles depuis une époque indéterminée. Ils ne sont plus percés de fenêtre que du côté du chevet, où les baies occupent toute la largeur des murs. Au nord, de la première à la quatrième travée, les fenêtres paraissent avoir été factices de tout temps : le remplage n'est pas réalisé en délit mais il est homogène avec l'appareil des murs. Vergnet-Ruiz et Vanuxem écrivent que les fenêtres n'étaient initialement factices que du côté du cloître, qui au moins depuis la reconstruction sous Guy de Baudreuil se trouve au sud. Au sud, le remplage des fenêtres est incomplet et le bouchage s'est tantôt opéré en grandes pierres de taille semblables à celles des murs, tantôt en moellons régulièrement taillés ou en briques. Les grandes pierres de taille semblent indiquer qu'une partie des vitraux initialement prévus n'a peut-être jamais été installée, faute de moyens. En tout cas, le bouchage ne s'est pas fait simultanément. Le dessin du remplage est partout le même sur les murs gouttereaux. Il est inspiré de la cathédrale de Reims et se compose de deux lancettes surmontées par un hexalobe, qui s'inscrivent dans chacune des deux lancettes principales. Les meneaux des lancettes principales sont garnis de petits chapiteaux, ce qui est conforme à la mode de l'époque de construction mais ce qui constitue une exception à Saint-Martin-aux-Bois,.
L'église de Saint-Martin-aux-Bois est très bien éclairée par la lumière naturelle. Avant l'obturation des fenêtres du collatéral sud, elle devait être d'une luminosité éblouissante, bien que les fenêtres étaient encore dotées de vitraux en grisaille. L'effet obtenu devait être proche de celui du transept et du chœur de Saint-Amand-sur-Fion ou de la basilique Saint-Urbain de Troyes, mais ces églises sont loin de présenter le même élancement. — Les fenêtres des chevets, les seules à subsister, montrent un dessin différent avec trois lancettes de hauteur presque identique, et surmontées d'un trèfle, comme aux chevets de Cambronne-lès-Clermont, Cramoisy et Rully, certaines baies du bas-côté nord de la cathédrale de Senlis, et la baie de la chapelle nord de Saint-Christophe-en-Halatte. Les soubassements des fenêtres ne sont pas décorés d'arcatures aveugles. L'espace entre les fenêtres est juste suffisant pour accueillir les supports des voûtes des collatéraux. Ils suivent la logique retenue pour les grandes arcades. Le long des murs l'on trouve donc une seule colonne engagée dans un pilastre carré, avec un chapiteau unique au tailloir à trois becs. Dans les angles l'on trouve deux demi-colonnes adossées à un noyau cylindrique visible, et au début des grandes arcades ainsi qu'entre la première et la seconde travée, l'on trouve trois demi-colonnes. Le décor des chapiteaux est plus varié au niveau de la partie inférieure des corbeilles où plusieurs types de feuillages alternent, mais en haut l'on trouve les mêmes crochets que partout ailleurs dans l'église. Plusieurs particularités sont à noter : des portes vers des escaliers ménagés dans l'épaisseur des murs extérieurs dans la première travée du sud et la seconde travée du nord ; une porte bouchée à gauche d'une ancienne crédence ou piscine liturgique au nord, desservant jadis la chapelle Saint-Michel ; un monument funéraire également au nord ; des peintures murales sur le chevet du collatéral nord ; un curieux renfoncement au sud abritant les fonts baptismaux ; une crédence avec piscine de style Renaissance et finalement la porte de la sacristie également Renaissance (voir sous ce chapitre), toujours au sud. Le monument funéraire est d'une forme inhabituelle, avec un soubassement en forme d'autel surmonté du remplage d'une fenêtre gothique, d'un type qui n'existe pas à Saint-Martin-aux-Bois. Les deux arcades servaient sans doute de dais à deux statues. Le décor du soubassement est assez surprenant : il représente les extrémités de deux cercueils placés sur des tréteaux. L'on se sait rien de ce monument. Rien n'est à signaler à l'égard des voûtes qui sont toutes dépourvues de clés apparentes,.

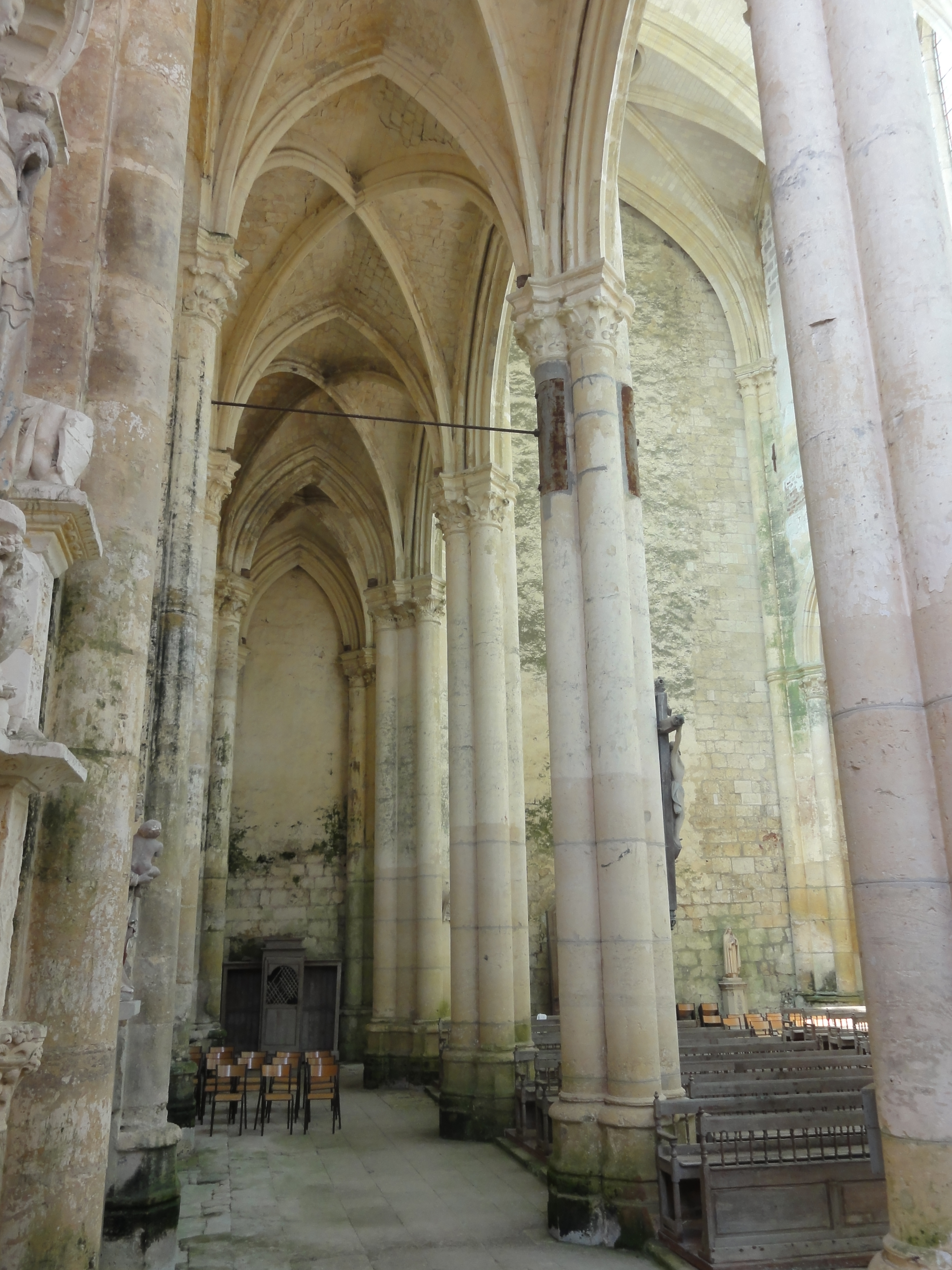
Bas-côté sud, vue vers l'ouest.
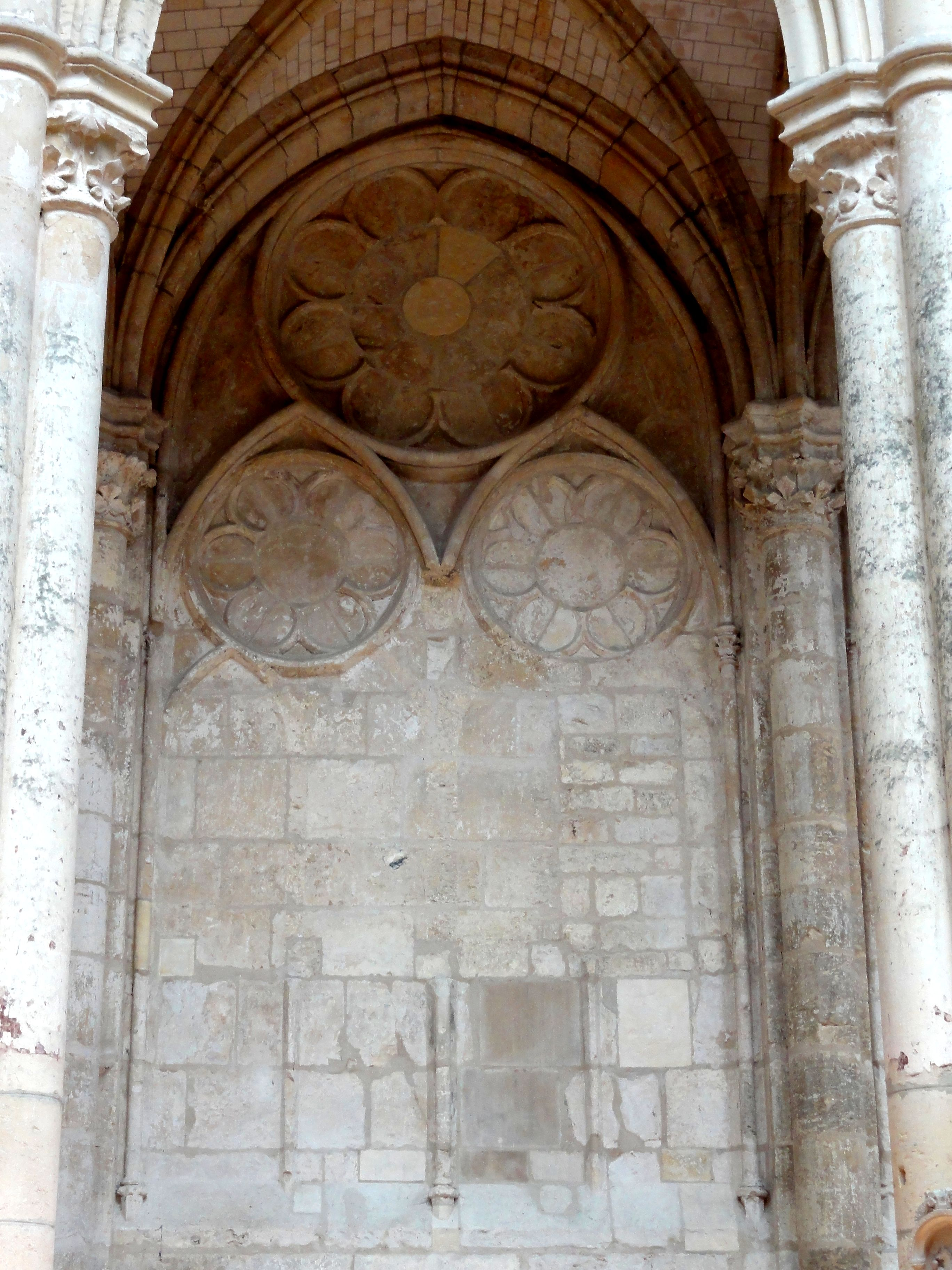
Fenêtre factice au nord.
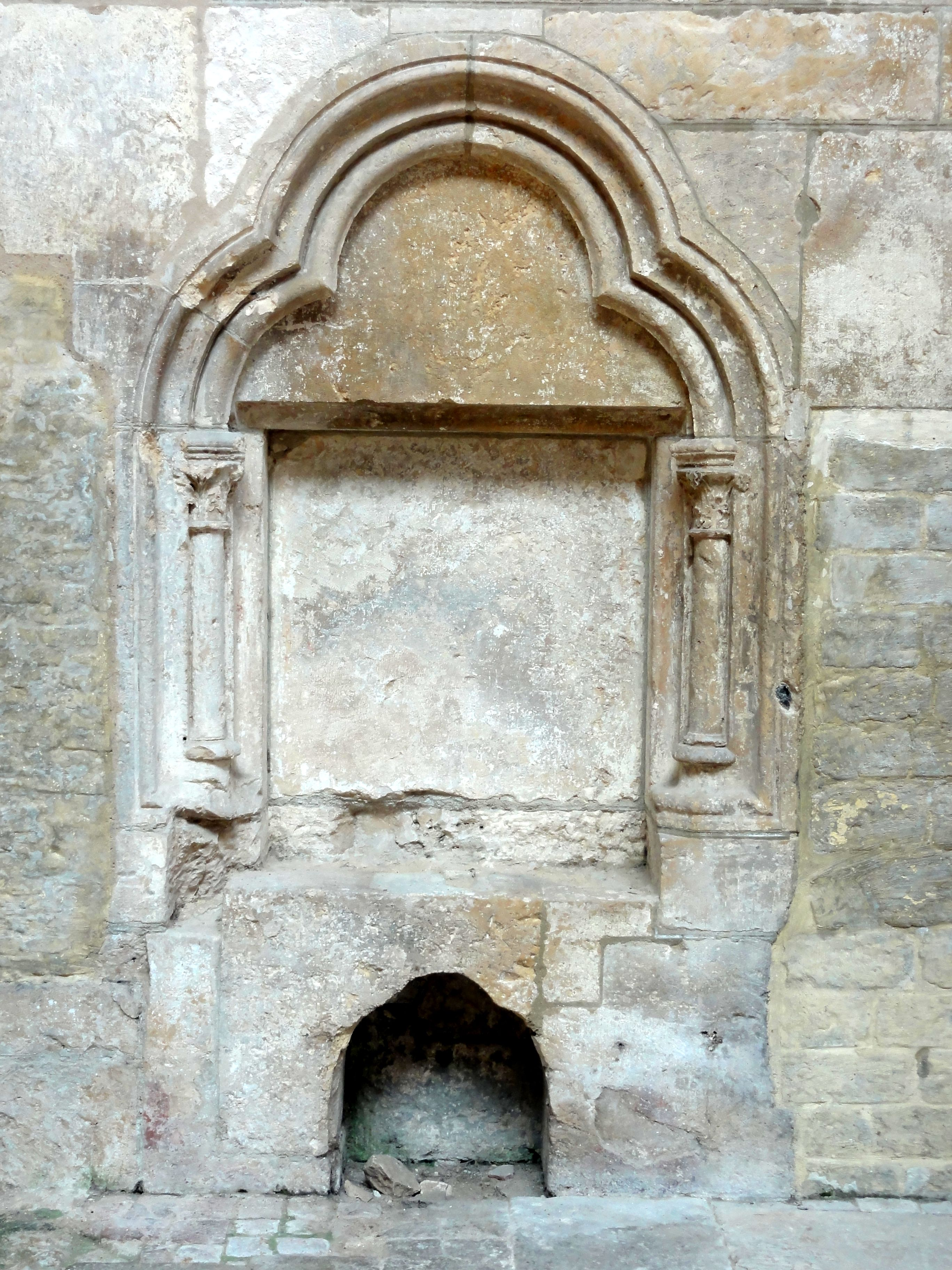
Ancienne crédence ou piscine au nord.
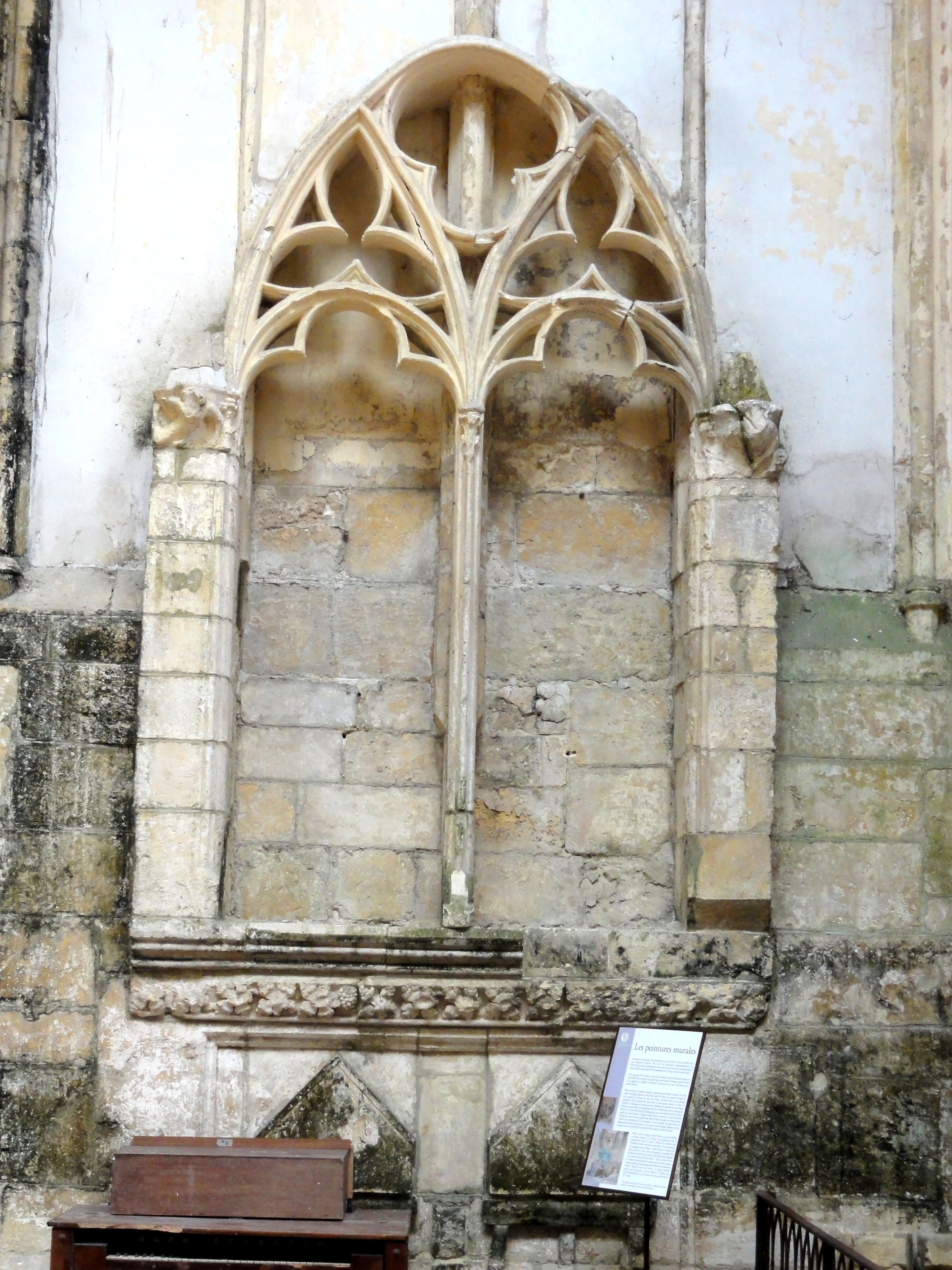
Monument funéraire anonyme au nord.
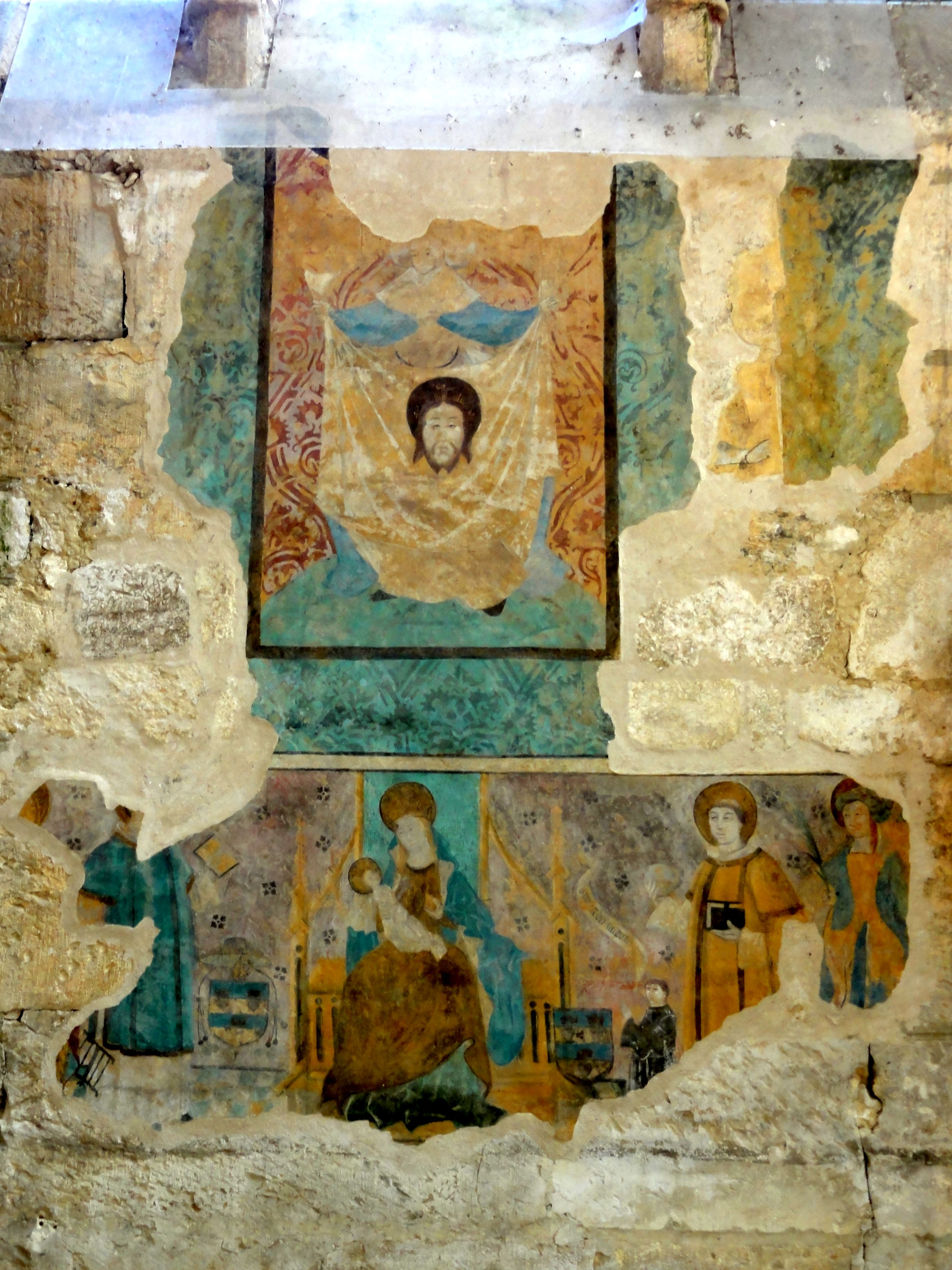
Peintures murales du chevet du collatéral nord.
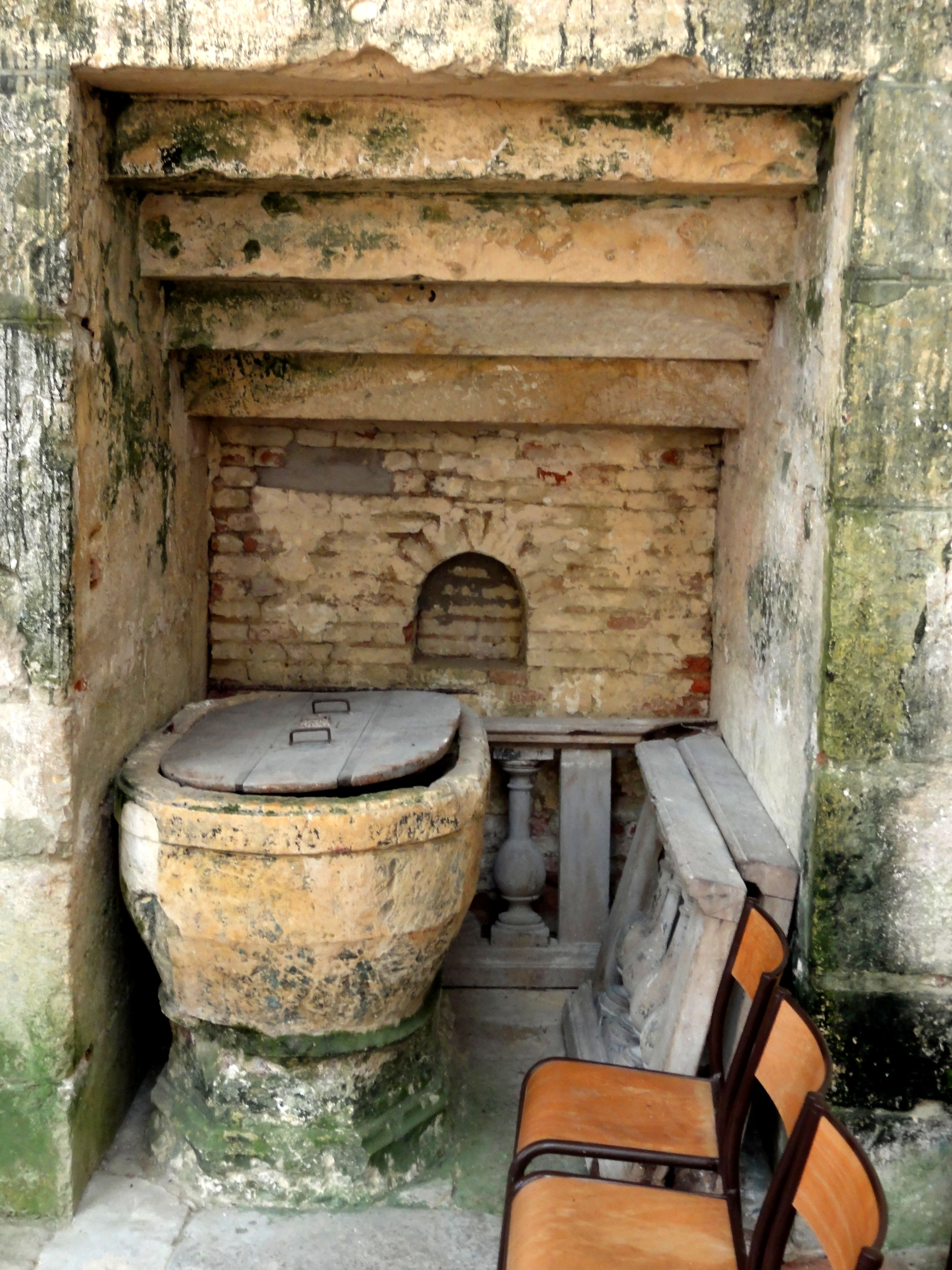
Niche des fonts baptismaux au sud.

#### Abside

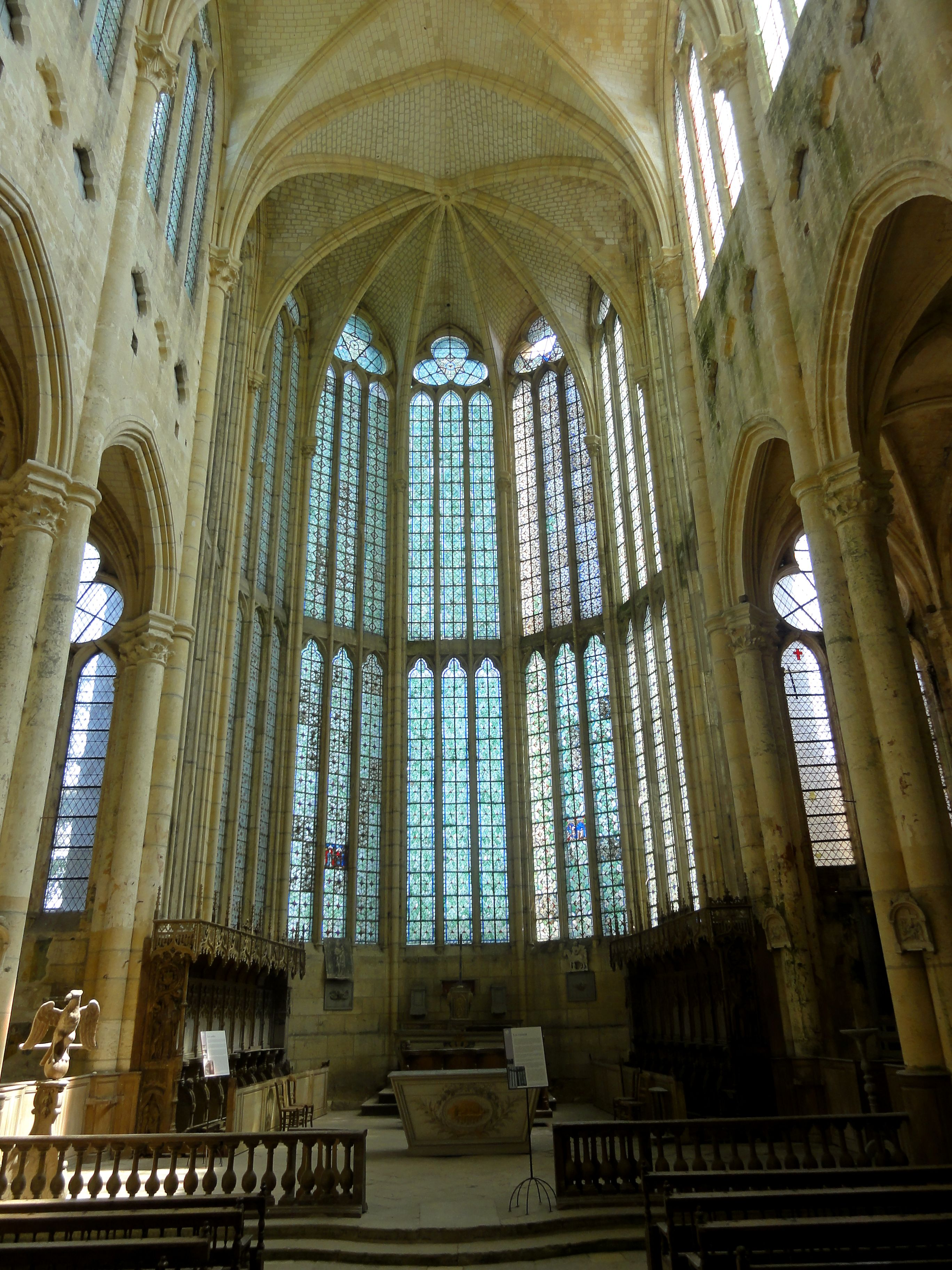
Abside, vue générale.

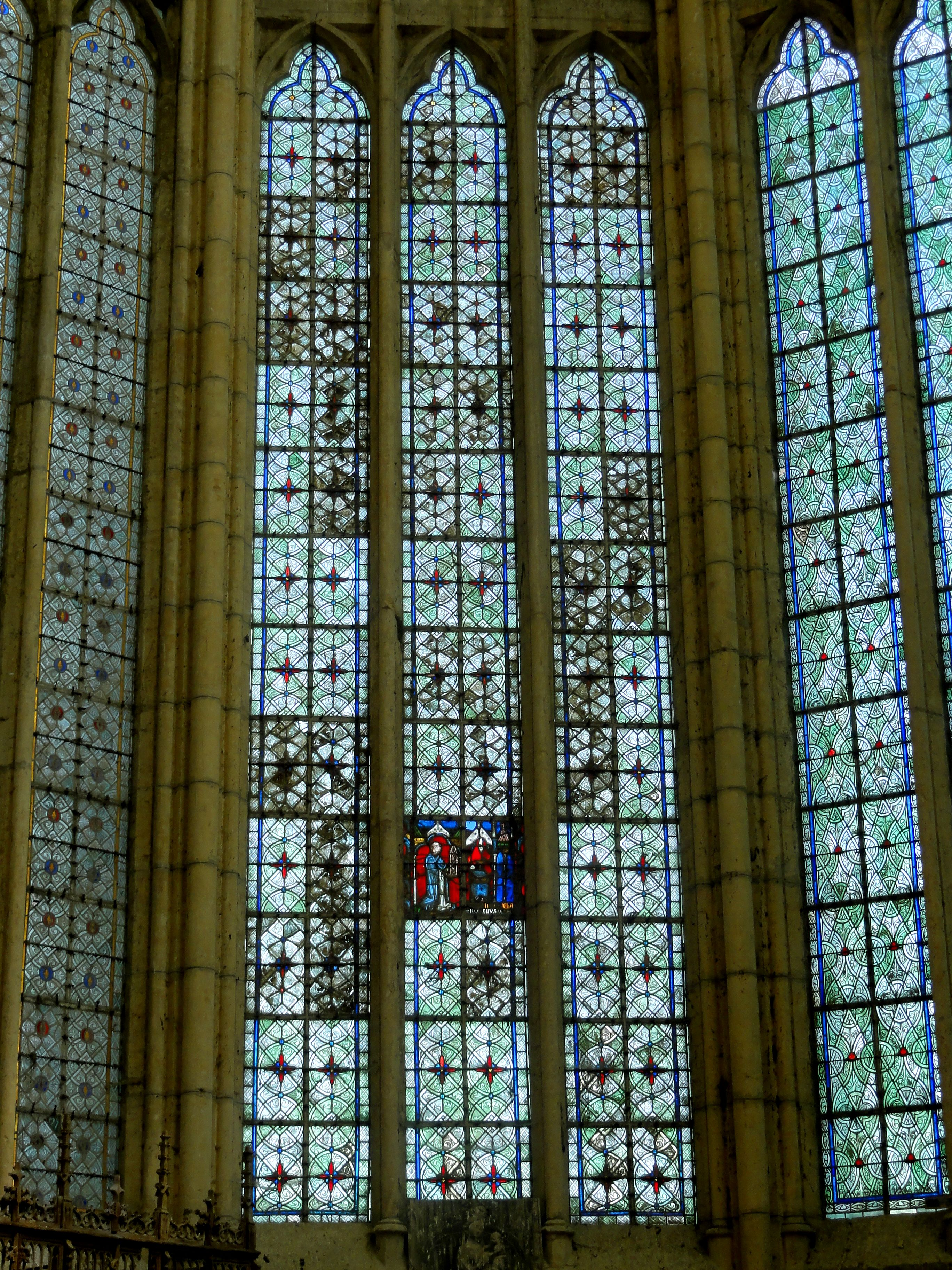
Vitrail de la baie no 1.

L'abside allie simplicité et prouesse architecturale. C'est la pièce maîtresse de l'église qui force l'admiration de chaque visiteur. Pour reprendre les mots de Jean-Vergnet-Ruiz et Jean Vanuxem, « le chevet n'est qu'une prodigieuse cage de verre montée sur un mur-bahut réduit à quelques assises ». Ce chevet presque entièrement vitré et de hauteur impressionnante, semble expliquer la grande hauteur donnée au vaisseau principal. Sur les sept pans, les deux premiers (de chaque côté) sont alignés sur les murs gouttereaux. Les deux suivants sont obliques, et le pan central est perpendiculaire à l'axe du vaisseau. Chacun des pans strictement identiques est entièrement occupé par une vaste baie sur pratiquement toute sa largeur. De part et d'autre des baies, ne reste de la place que pour les colonnettes uniques de 21,00 m de haut qui supportent la voûte octopartite de l'abside moyennant de petits chapiteaux à un seul rang de crochets. C'est ici sans raison que les chapiteaux sont à trois becs, puisqu'ils ne supportent qu'une seule nervure : les formerets font effectivement défaut. À mi-hauteur, les baies sont subdivisées verticalement par un étrésillon en pierre, ce qui est un procédé employé de façon précoce à Saint-Martin-aux-Bois. Sur les parties hautes, le dessin du remplage est le même que sur les chevets des collatéraux. Sur les parties basses, une tête tréflée s'inscrit dans le sommet de chacune des lancettes. C'est le seul cas de présence de formes inscrites dans l'église. Étant donné la hauteur, les meneaux en délit sont constitués de plusieurs éléments superposés les uns aux autres : ils ne sauraient être monolithiques. L'on note la moulure plus délicate que sur les autres fenêtres de l'église, avec un tore sur la face des meneaux intermédiaires et des bases esquissées, mais les chapiteaux sont bien entendu absents. Les vitraux en grisaille sur un fond uniforme de gris verdâtre forment une sorte de rideau qui tamise le jour et met l'architecture mieux en valeur que des vitraux coloriés. Ils rappellent les vitraux cisterciens. Au moins quatre sur les quatorze panneaux sont encore d'origine, ce qui représente l'une des grandes richesses artistiques de l'église. Ils sont classés monument historique au titre immeuble avec l'église. Des restaurations ont eu lieu en 1909 / 1910, en 1934 puis après la dépose en 1944 par mesure de précaution, et le remontage entre 1950 et 1958. Endommagés ou cassés par l'ouragan de 1841, les autres panneaux ont été refaits entre 1860 et 1870. La charite de Saint-Martin dans la baie no 2 (à droite) est moderne : le décor est exclusivement géométrique et végétal à l'exception de la représentation du donateur Jean de Rouvilliers en bas de la lancette centrale de la baie no 1 (à gauche). Ce panneau ne porte non seulement le nom du donateur mais également l'année de 1260, ce qui fournit le principal indice pour l'année d'achèvement des travaux du chœur,.
Si d'autres grandes églises de la région se terminent par un chevet à un seul niveau d'élévation, dont l'église Notre-Dame de Chambly et la collégiale Notre-Dame de Montataire, l'abside y est loin d'atteindre la même élévation. À la période de construction, les meneaux horizontaux en pierre ne sont connus que dans l'architecture civile anglaise. Le chœur de Saint-Pierre de Beauvais est terminé en 1272 ce qui peut expliquer certaines similitudes, mais il s'agit là d'un édifice de tout autre importance et la structure de l'abside est différente. Ce n'est que vers 1295 qu'une première abside semblable à celle de Saint-Martin-aux-Bois est construite ailleurs en France, à savoir à Mussy-sur-Seine, mais elle est moins haute. Le mot de Henri IV qui qualifie Saint-Martin-aux-Bois de « plus belle lanterne de mon royaume » n'est donc pas exagéré. Au XIVe siècle, plusieurs cathédrales anglaises développent l'effet cage de verre, mais il serait hasardeux d'y voir une influence picarde. Dans le nord de la France, ce n'est qu'après la guerre de Cent Ans qu'un certain nombre de chœurs aux fenêtres très élancées sont construites, inspirées sans doute en partie par Saint-Martin-aux-Bois. Plus près, certaines églises rurales imitent alors des caractéristiques de Saint-Martin-aux-Bois, et l'église Saint-Martin de Coivrel distante de seulement quatre kilomètres semble en être une version miniature. À son époque de construction entre la fin des années 1240 et 1260, Saint-Martin-aux-Bois ne se rattache à aucune école architecturale. Les influences sur le plan des détails sont plus picardes que parisiennes. Comme à la cathédrale de Beauvais, l'effort pour le remplacement des surfaces pleines par le vide y parvient à son aboutissement. Toujours d'après Jean Vergnet-Ruiz et Jean Vanuxem, l'église « s'impose comme la création d'un architecte audacieux et génial, maître expérimenté en son métier ». À peine moins élevée à l'intérieur que la cathédrale Notre-Dame de Paris malgré ses autres dimensions nettement moindres, l'église de Saint-Martin-aux-Bois doit être considérée comme l'un des monuments les plus importants mais aussi les plus originaux du nord de la France. Cette originalité signifie aussi que l'église a peu fait école en son temps : « Parvenue au point extrême du raffinement et de la tension, espèce de défi aux lois de l'équilibre, l'église de Saint-Martin aura causé plus d'admiration et d'inquiétude en son temps que de désir d'imitation » (Jean-Vergnet-Ruiz et Jean Vanuxem). D'un côté, elle est située à l'écart des grands chemins de communication et ne constitue le but d'aucun pèlerinage ; d'un autre côté, les chanoines réguliers de saint Augustin exerçaient peu d'influence sur l'architecture car laissant davantage de libertés que les cisterciens. Ceci explique aussi que le raffinement ne doit pas totalement reculer devant l'austérité, et donc la réalisation d'innovations sur le plan esthétique,.

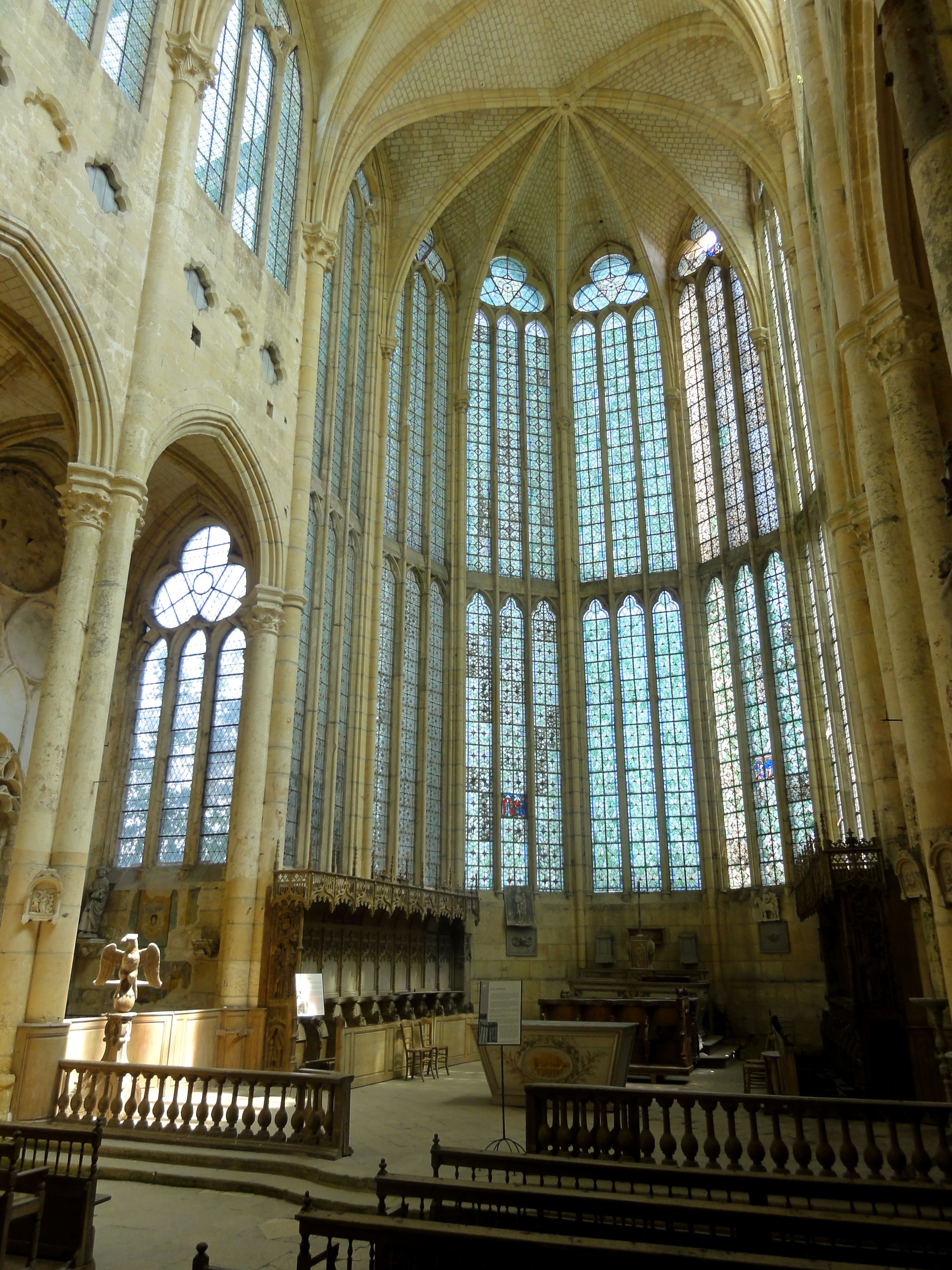
Abside, côté nord.
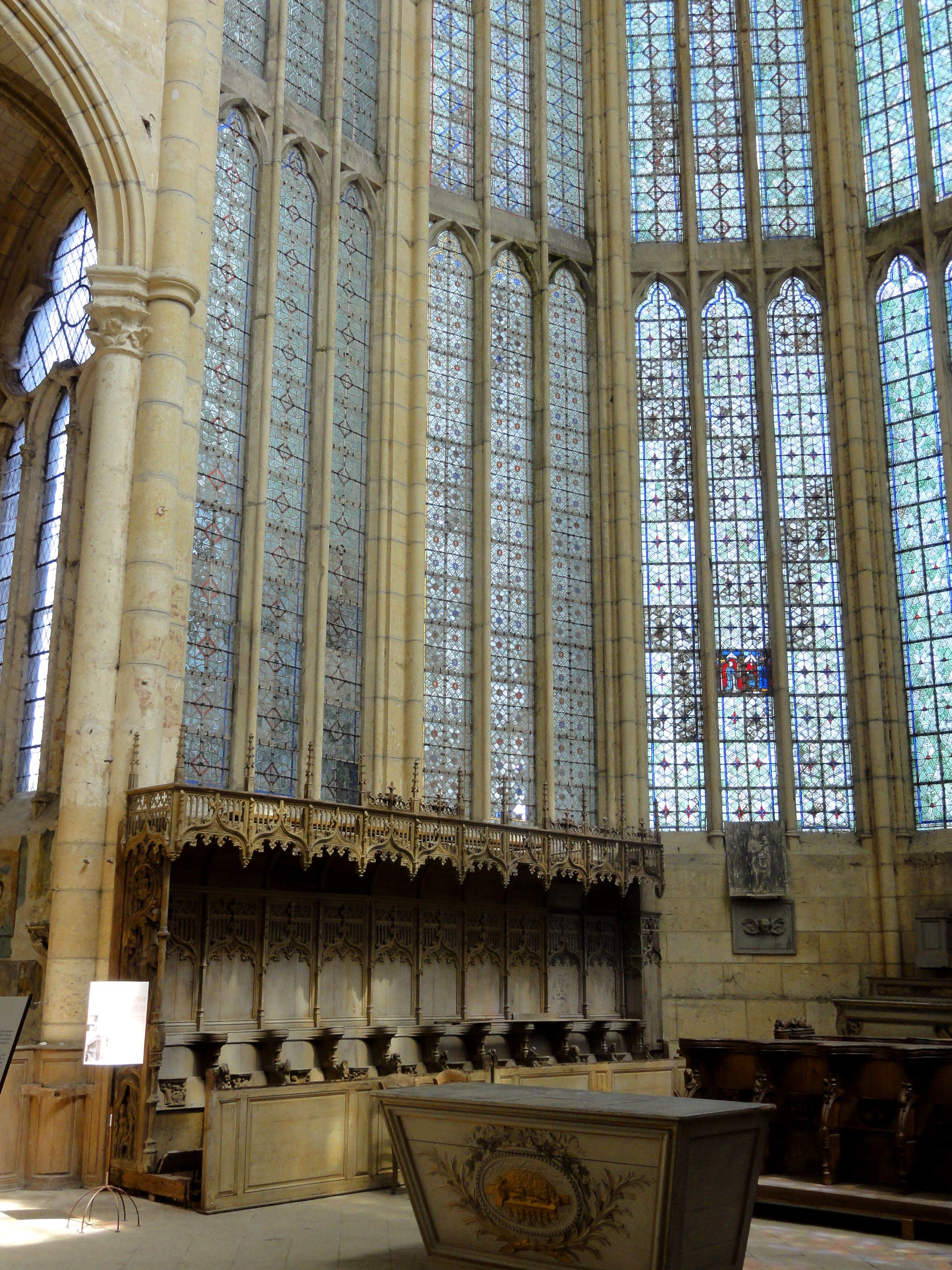
Abside, côté nord.
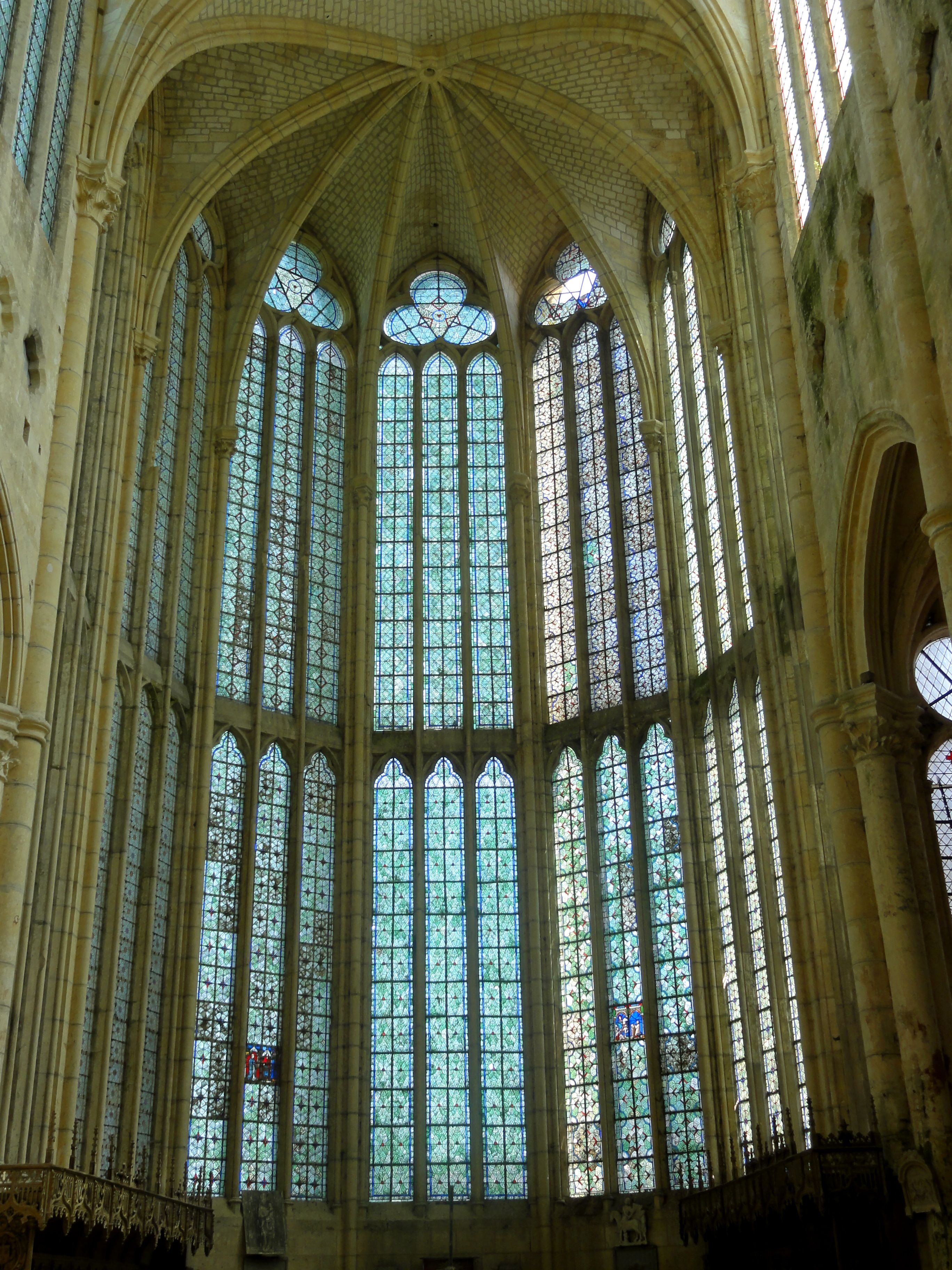
Fenêtres de l'abside.
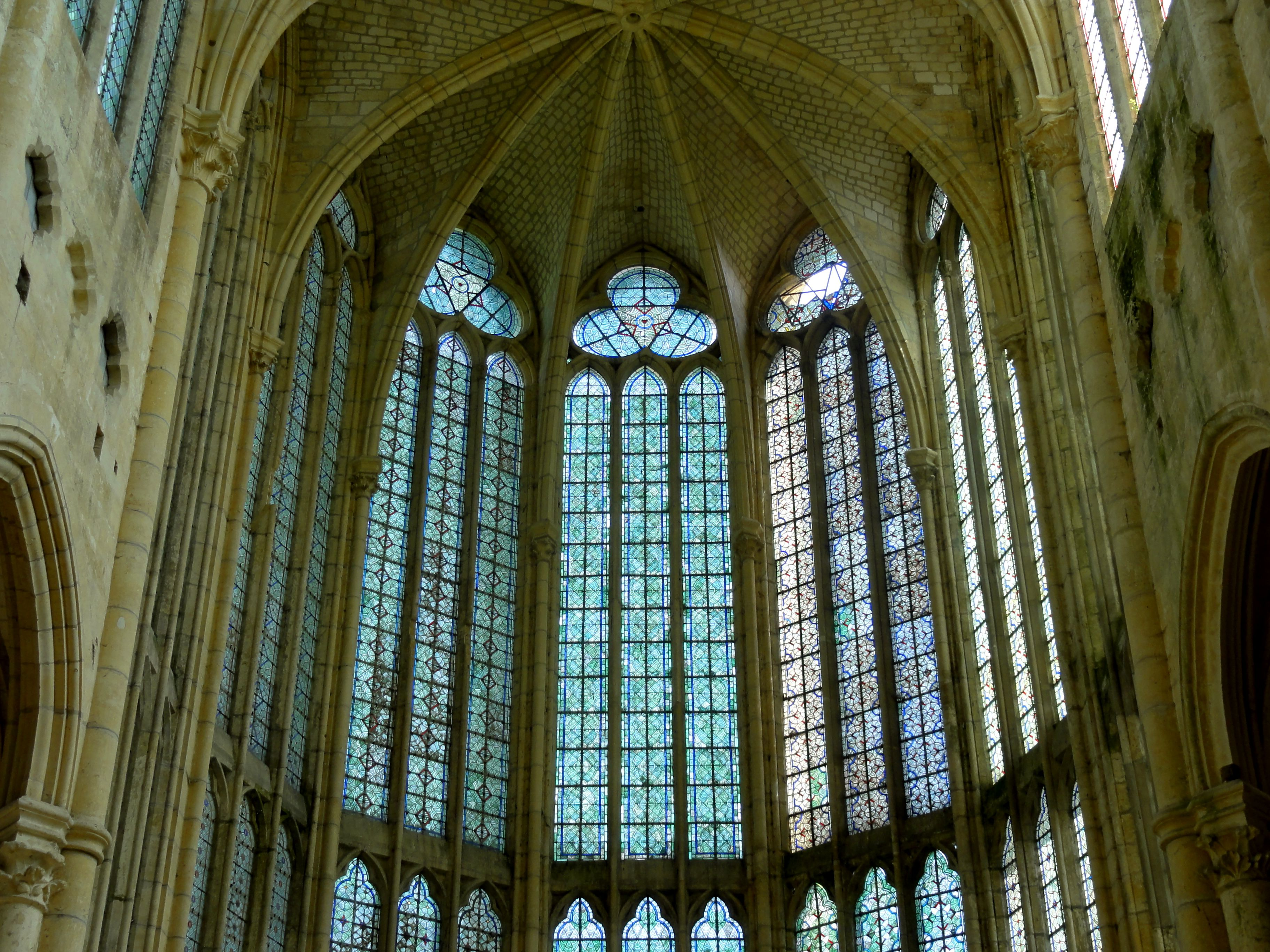
Abside, parties hautes.
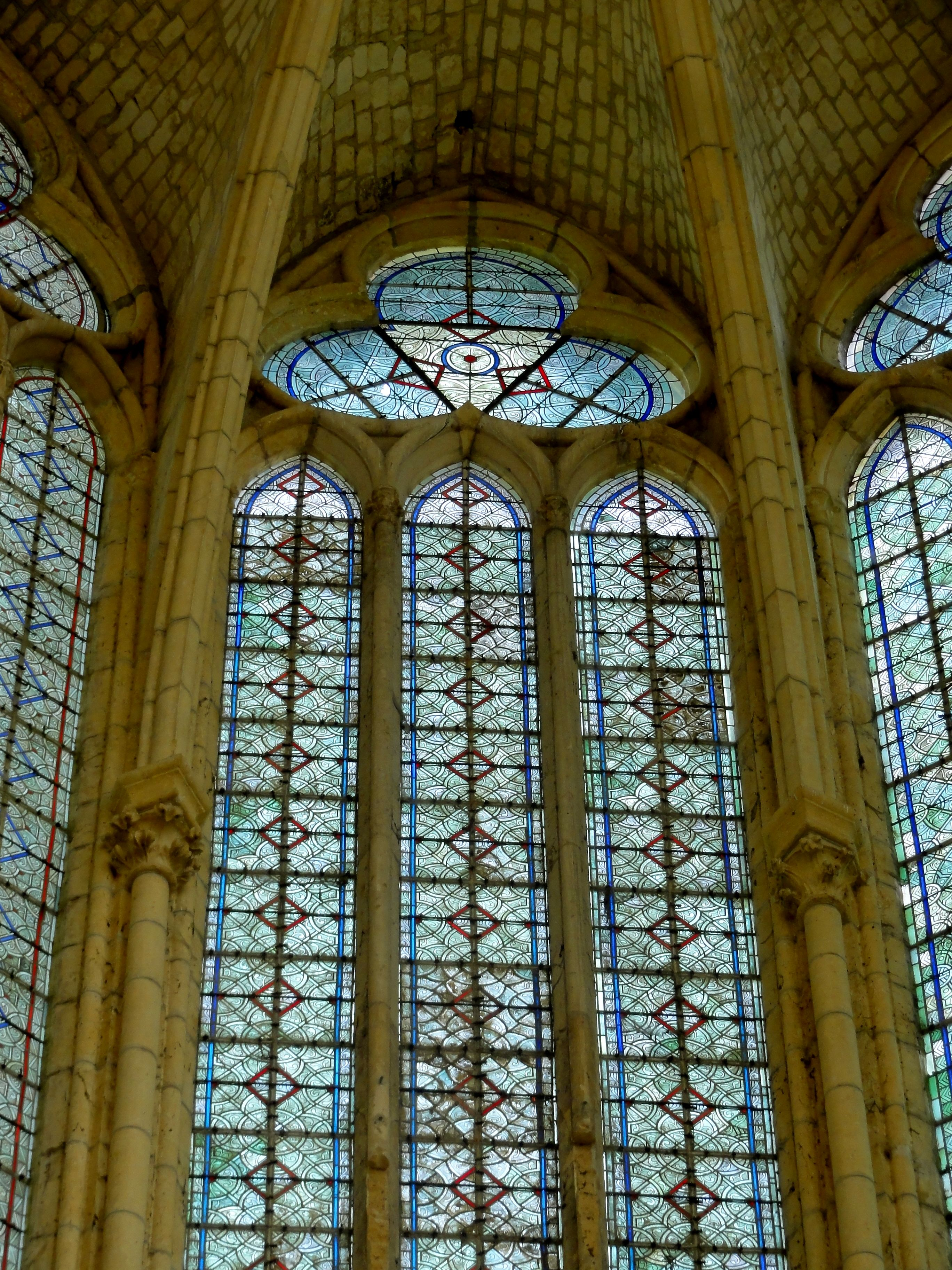
Fenêtre d'axe.
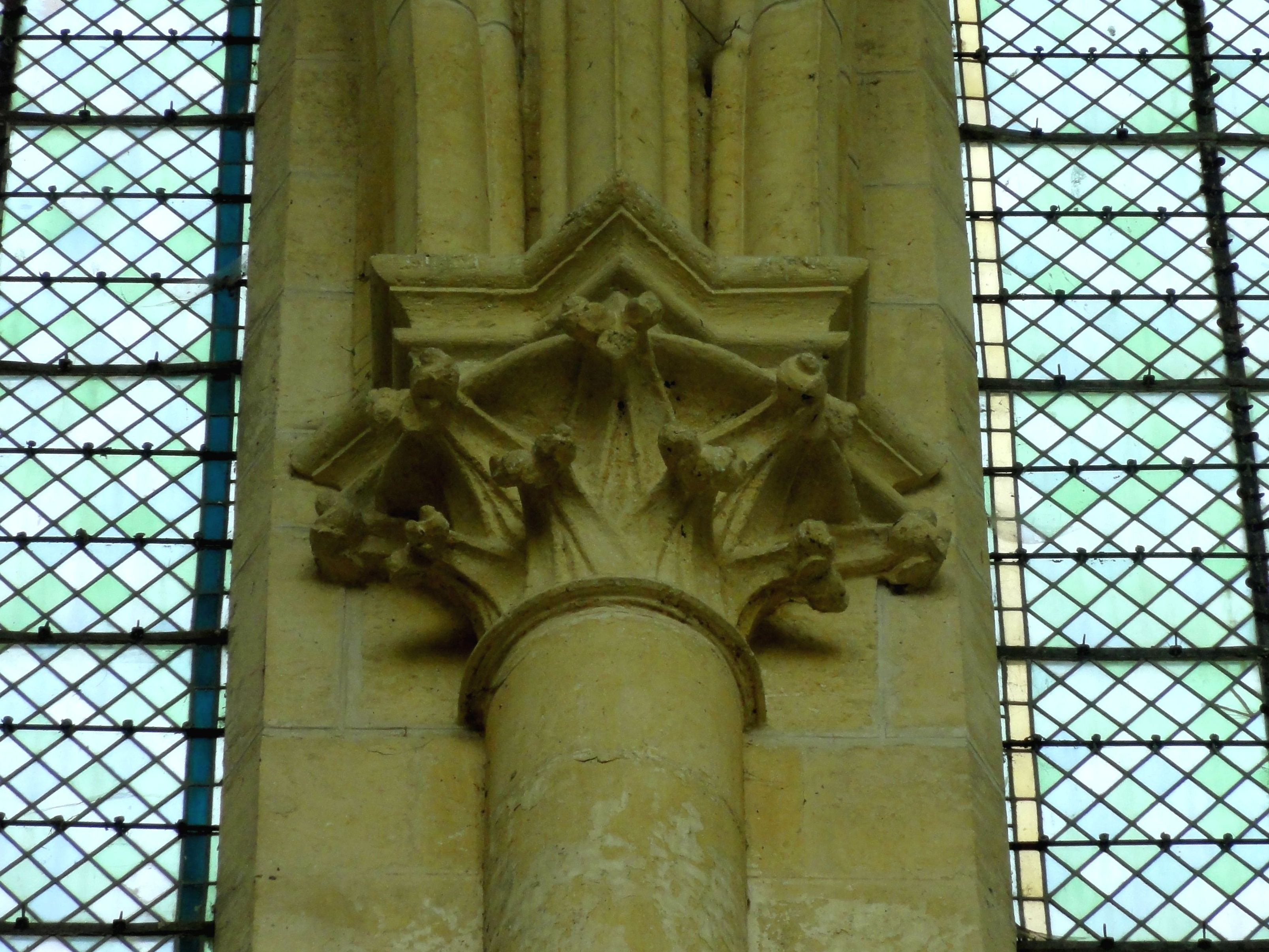
Chapiteau du 2e ordre.

#### Sacristie

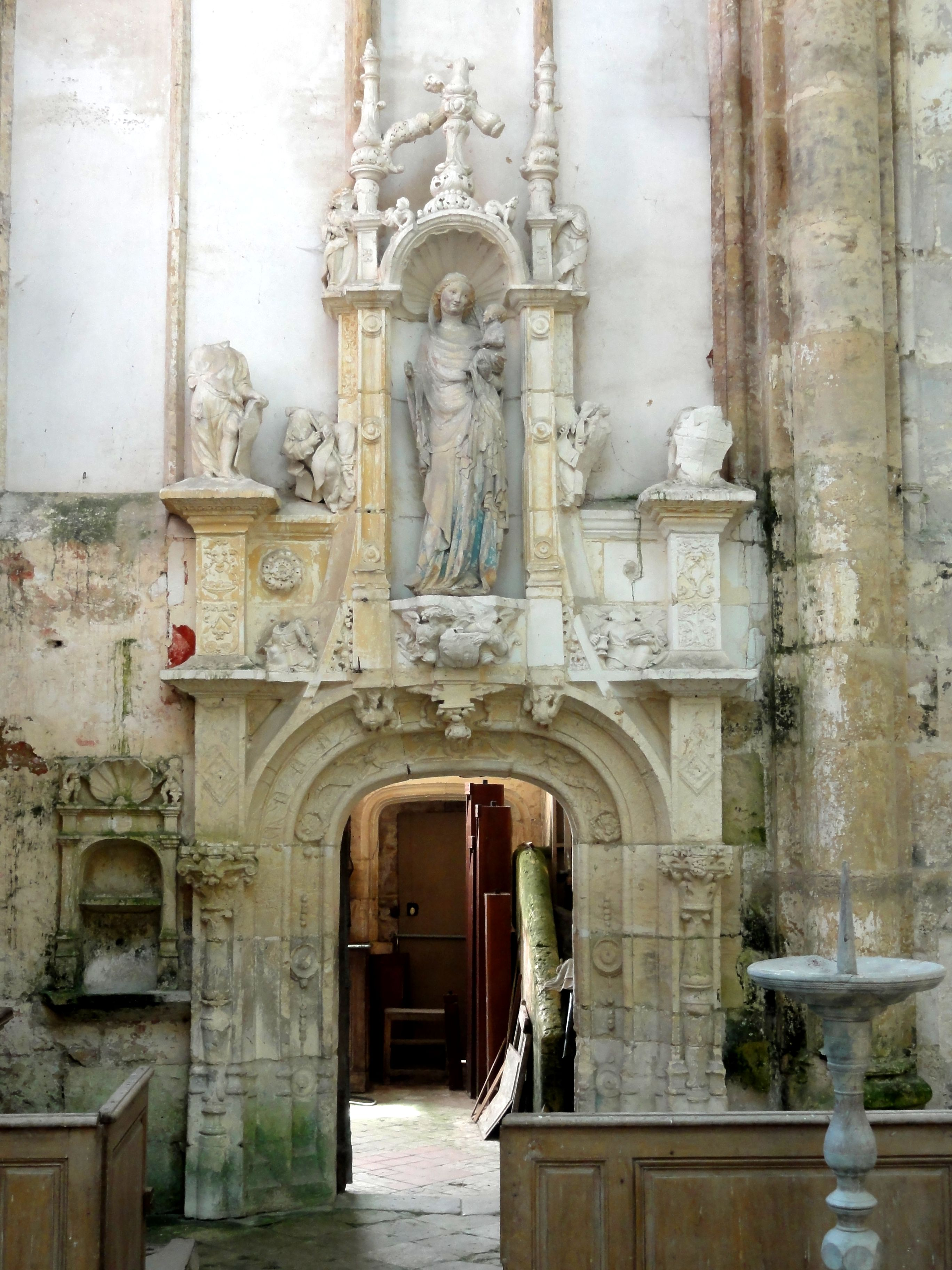
Porte de la sacristie.

La sacristie est la seule partie ajoutée à l'église après l'achèvement du chœur vers 1260. Elle a été bâtie peu après 1521 dans le cadre des travaux de restauration et de remeublement entrepris par l'abbé commendataire Guy de Baudreuil depuis son arrivée en 1492. L'usage des sacristies étant loin d'être généralisé à l'époque, l'on peut supposer que l'annexe était initialement un sacraire, un trésor ou bien une chapelle. Pour Christopher Henige, c'est la chapelle personnelle de l'abbé. Le soin apporté à la décoration parle en faveur de cette hypothèse, et encore davantage le groupe sculpté du Saint-Sépulcre devant son chevet, qui semble toujours avoir occupé cet emplacement. Les deux travées voûtées d'ogives à liernes et tiercerons reflètent le style flamboyant. Les clés de voûte aux croisements des nervures sont décorées d'écussons, dont notamment ceux de l'abbaye et de Guy de Baudreuil (écu chargé de deux fasces avec trois cœurs, 2-1, brochant sur le tout). L'arc en anse de panier semble plutôt résulter de la faible hauteur que de préfigurer les formes de la Renaissance. À l'extérieur, court une frise de feuilles et grappes de vigne qui alternent de temps en temps avec un petit animal fantastique. L'un des contreforts porte également les armes des Baudreuil,.
L'élément le plus remarquable de la sacristie est sa porte dans la dernière travée du bas-côté nord. C'est l'une des apparitions les plus précoces du style Renaissance au nord de Paris, qui n'y trouve une introduction plus générale qu'avec le château d'Écouen en 1545. Loin d'imiter les formes italiennes, la porte est une œuvre originale encore influencée par l'art flamboyant. La seule réalisation contemporaine et comparable sur le plan stylistique est la façade du château de Sarcus qui se trouve aujourd'hui à Nogent-sur-Oise. La double archivolte en anse-de-panier se continue sur les piédroits et descend ainsi jusqu'au sol. L'archivolte inférieure est décorée d'une guirlande, et le sommet de l'archivolte supérieure est occupé par un cartouche entre deux animaux fantastiques ailés aux têtes humaines. Des pilastres cantonnent les piédroits. Leur partie supérieure délimite un genre d'entablement et arbore un décor de rinceaux en bas-relief. Le pilastre de gauche est sommé par un personnage à la tête bûchée qui porte un écusson, alors que seul l'écusson et des vestiges d'une sculpture restent visibles à droite. Comme référence au style flamboyant, l'esquisse d'une accolade part de l'extrados de l'archivolte supérieure, découpe l'entablement et s'amortit sur la grande niche avec une Vierge à l'Enfant grandeur nature au sommet du portail (classée monument historique depuis 1908). Cette niche se superpose également à l'entablement qui perd ainsi toute sa rigueur, effet souligné par le très riche décor du dais en forme de coquille Saint-Jacques. Deux personnages avec des phylactères flanquent la niche, et deux autres accompagnent les candélabres du sommet. Leurs têtes sont malheureusement bûchées.
Étant donné la taille disproportionnée de la niche à statue qui est aussi haute que la porte elle-même, l'ensemble paraît avoir été conçu pour faire honneur à la belle Vierge à l'Enfant du XIVe siècle qu'il expose. Elle regarde attentivement son enfant qui porte sa main vers le voile de sa mère. Cette Vierge est manifestement une copie de « Notre-Dame-la-Blanche » offerte en 1341 par Jeanne d'Évreux à l'abbaye Saint-Denis et qui se trouve aujourd'hui dans l'église de Magny-en-Vexin. C'est une sculpture d'une grande virtuosité, qui avec la surabondance de plis dans la robe ajoute au raffinement de son modèle. Quant à la porte proprement dite, elle comporte cinq panneaux longs séparés par des pilastres, dont celui qui comporte la serrure n'est plus d'origine. Trois panneaux sont décorés de rinceaux et de candélabres, et le panneau central présente trois sibylles, ce qui est rare, car leur nombre est généralement de neuf ou de douze ; ce sont la Sibylle d'Érythrée, la Sibylle de Cumes et la Sibylle Europa. Cette porte d'une très belle facture et caractéristique de la Renaissance est classée monument historique au titre immeuble avec l'église,.

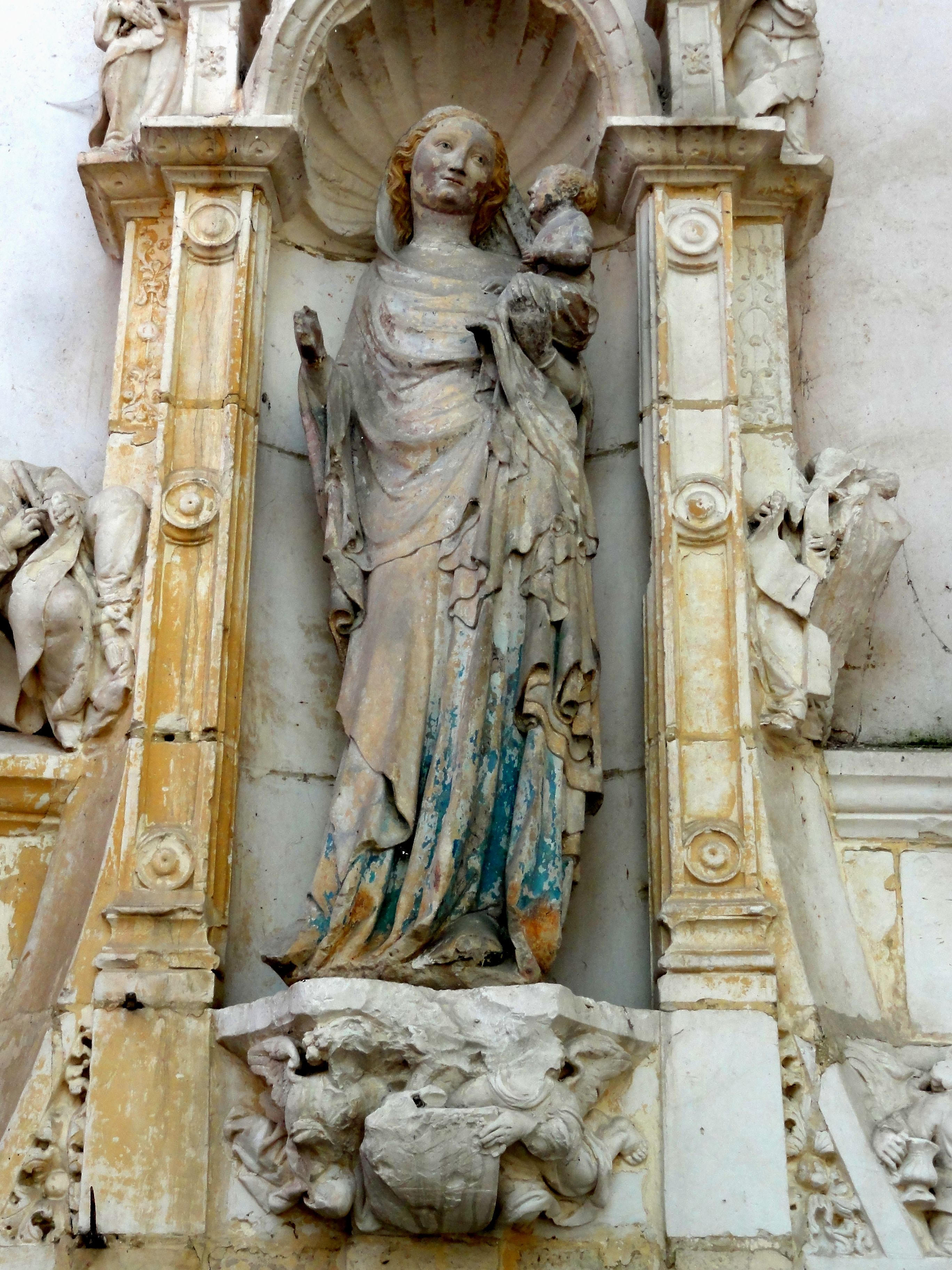
Vierge à l'Enfant.
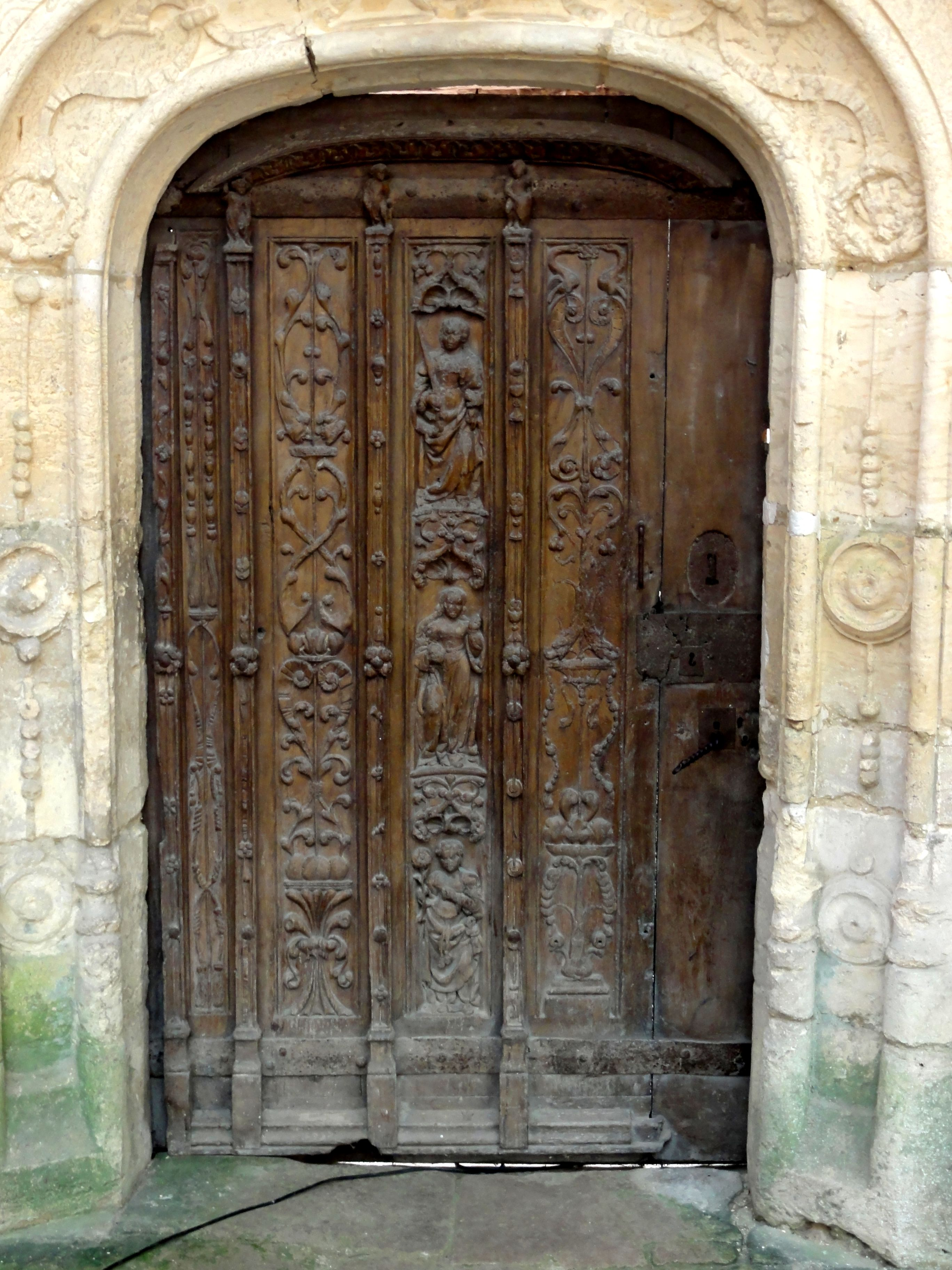
Vantail de la porte.
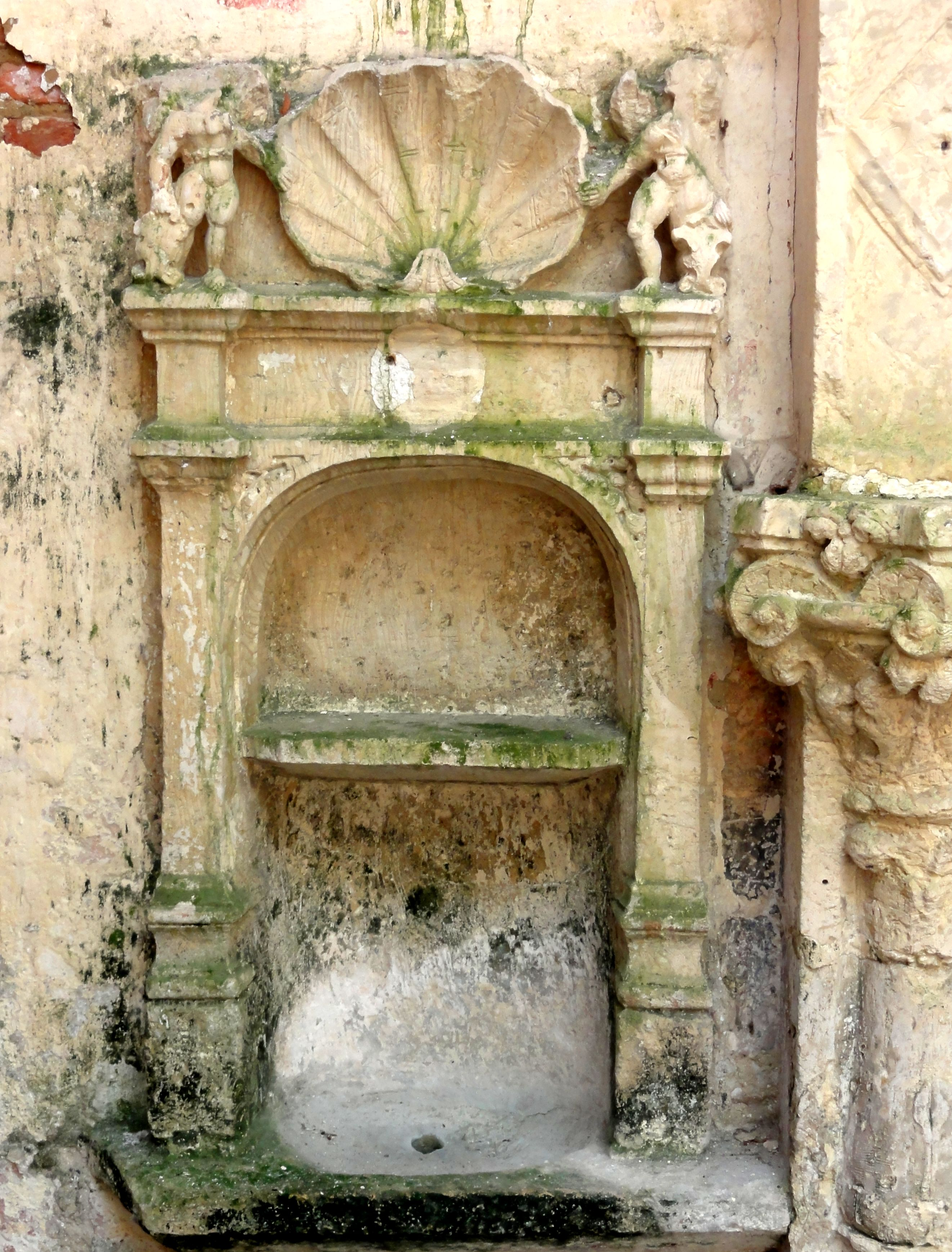
Crédence avec piscine.
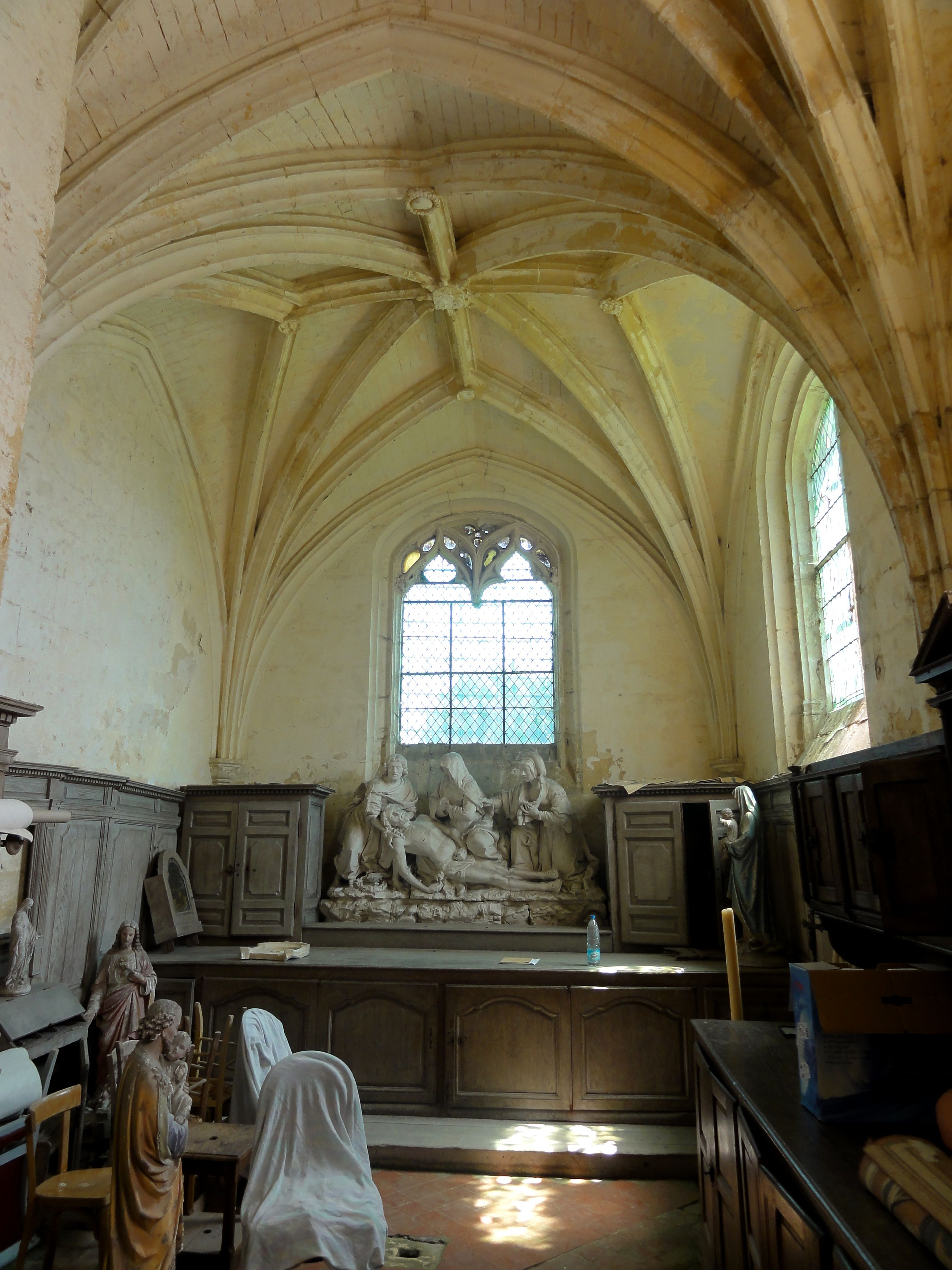
Vue vers l'est.
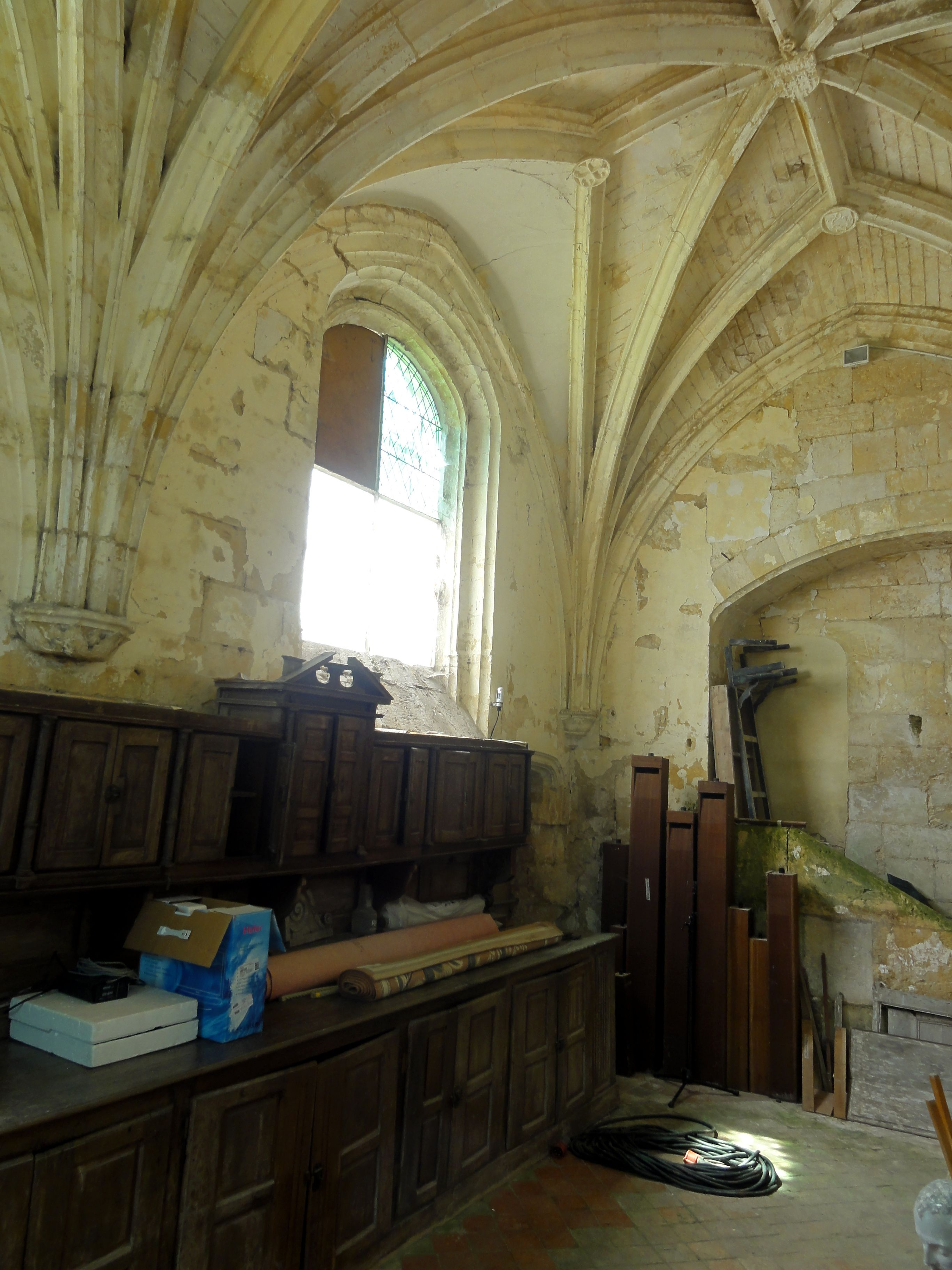
Vue vers le sud-ouest.
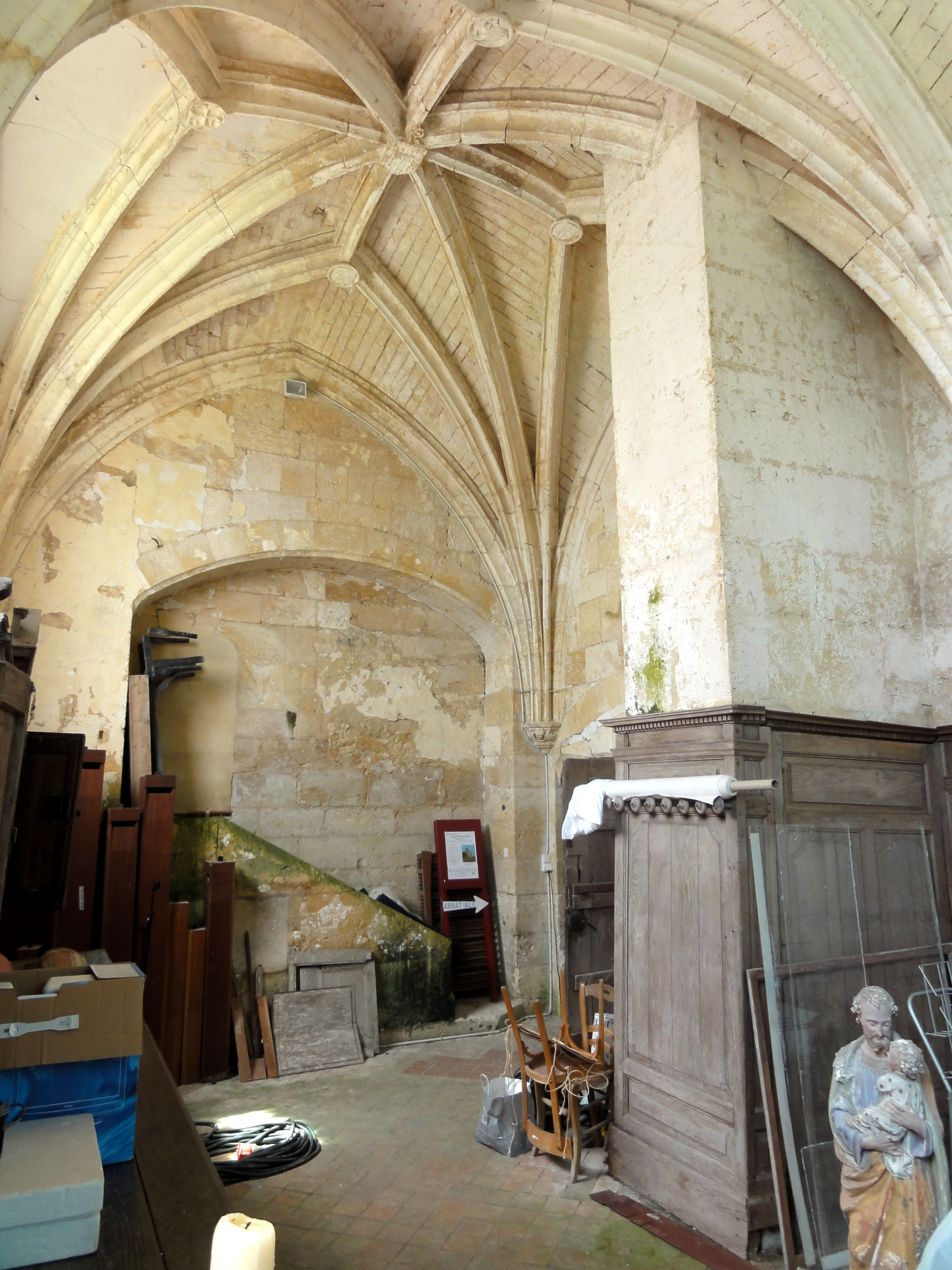
Vue vers le nord-ouest.

#### Stalles

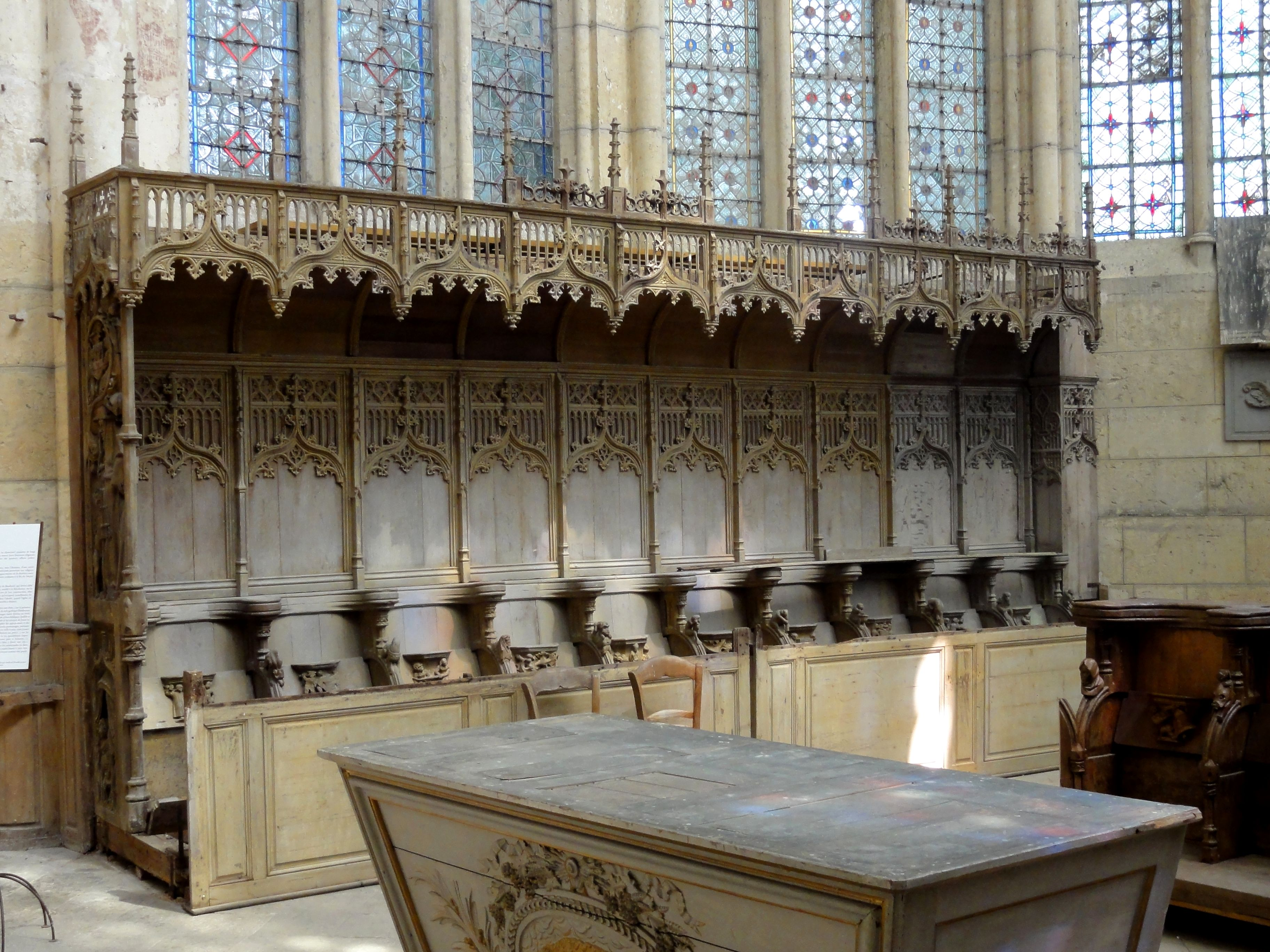
Stalles côté nord.

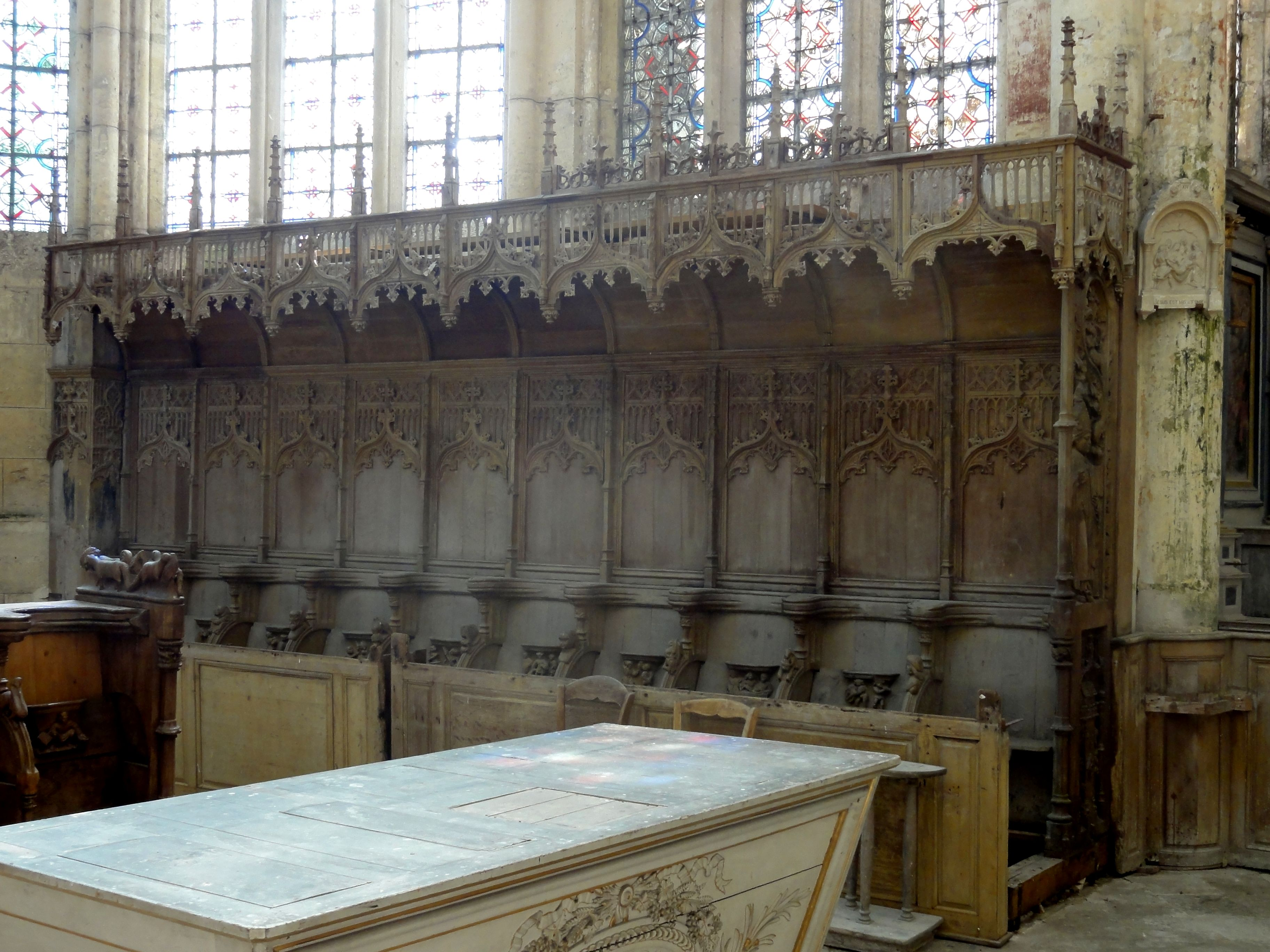
Stalles côté sud.

Les stalles ont été commandées par l'abbé Guy de Baudreuil bientôt après son institution en 1492, comme l'indique leur style gothique flamboyant. Bien qu'abbé commendataire, et contrairement à son frère et prédécesseur Guillaume, Guy de Baudreuil s'implique à fond dans la restauration et dans l'aménagement de l'abbaye, qui se trouve dans un piteux état au début de son abbatiat. Amateur des œuvres d'art, il n'hésite pas non plus à puiser dans ses fonds propres pour meubler l'abbaye somptueusement. L'on ne sait plus à quels artistes il fait appel. Beaucoup des objets dont il équipe l'abbaye ne se trouvent plus sur place et l'on a perdu les traces. Certaines pièces survivent encore dans d'autres collections, dont de curieuses tapisseries aux motifs allégoriques portant ses armes et exposées pour la première fois en 1904. Christopher Henige a repéré un total de huit tapisseries faisant partie de trois collections différentes : cinq sont au Metropolitan Museum of Art de New York, deux appartiennent au Musée des arts décoratifs de Paris et une appartient à des descendants de l'abbé Baudreuil. — Les stalles ne sont plus complètes. Du temps de l'existence de l'abbaye, elles sont installées en deux rangs dans le vaisseau central, l'abside étant réservée à la célébration eucharistique. Après la suppression de l'abbaye en 1793 et la transformation de l'église en église paroissiale, seulement les stalles du rang supérieur qui sont les plus richement décorées et les plus élevées sont déplacées dans l'abside. Les autres stalles, qui n'ont plus d'utilité, sont reléguées dans les collatéraux et au fond du vaisseau central. Au début des années 1840, l'abbé Barraud visite l'église et en fournit une brève description. Lors du passage des auteurs plus récents, ces stalles ont déjà pour la plupart disparu. Seulement huit stalles basses ont survécu,.
Celles qui restent dans l'abside forment deux rangs de dix places aux hauts dosserets avec des dais et des jouées, ainsi que deux groupes de quatre stalles dépourvues de ces accessoires. Avec les stalles de la cathédrale d'Amiens, ce sont les plus belles qui subsistent dans tout le nord de la France. Selon les mots de l'abbé Barraud, elles paraissent « comme une dentelle d'un prix inappréciable au bas d'un magnifique vêtement » (en l'occurrence les vitraux). Malgré leur qualité paraissant aujourd'hui comme exceptionnelle, les stalles ne font pas preuve d'une originalité artistique particulière, car les sculpteurs en bois de la fin du Moyen Âge fournissent un travail d'une facture semblable d'un bout de l'Europe à l'autre. De même, l'inspiration satirique des miséricordes est une généralité et il ne faut pas y chercher un sens profond, les artistes ayant donné libre cours à leur imagination. Les hauts dosserets sont décorés de réseaux flamboyants qui se répètent sur chaque stalle, et une légère variation du même motif décore les jouées. Comme ces réseaux y sont ajourés, l'effet est des plus beaux et la comparaison avec de la dentelle s'impose. Sur la partie basse des parcloses, l'on peut découvrir de curieux bas-reliefs mettant en scène Judith et Holopherne et Rahab faisant fuir les espions de Josué (Livre de Josué, II, 1-24). Ces bas-reliefs sont dominés par les représentations de deux Pères de l'Église, saint Ambroise de Milan et saint Jérôme. Il y avait aussi les deux autres, saint Grégoire le Grand et saint Augustin, encore mentionnés par l'abbé Barraud. Tous ces bas-reliefs ne sont pas les œuvres d'artistes d'un talent élevé ; ils sont tout au plus clairs et lisibles. L'énergie des sculpteurs s'est concentrée sur les miséricordes dont les scènes satiriques s'inspirent de proverbes et de la vie quotidienne, et sur les appui-mains qui représentent un animal plus ou moins fantastique ou un personnage. Dans leur ensemble, les stalles de Saint-Martin-aux-Bois se rapprochent le plus de celles de l'abbaye Saint-Lucien de Beauvais qui se trouvent en partie au musée de Cluny,.
Des jouées, l'abbé Barraud livre la description suivante : « Contre cette demi-voûte [du dais], se soude au-dessus de chaque stalle un antéfixe du goût le plus pur et du travail le plus exquis. Un arc Tudor d'où pendent de jolis festons, repose sur des consoles profondément sculptées et se divise pour former un double talon sur lequel rampent des feuilles de choux, de chardon ou de chêne. Au-dessus de cet arc, règne une galerie de petites arcades trilobées que couronne un agréable rinceau à jour, en forme de balustrade. Une croix et un épais panache surmontent la pointe de l'accolade, et des contreforts chargés de bouquets et de frontons, s'élèvent entre les antéfixes et se terminent par de légérs pinacles ». L'abbé Barraud a également relevé les motifs des miséricordes. Ces brèves caractérisations seraient trop longues à reproduire ici. Les auteurs suivants se sont tous appuyés sur le travail de l'abbé Barraud en n'y apportant qu'un petit nombre de retouches. Quelques motifs sont devenus difficilement lisibles depuis le milieu du XIXe siècle. Certains manquent aussi d'intérêt, comme une feuille et une grappe de vigne, ou dans deux cas, des animaux tenant un écusson. Les autres fournissent d'intéressants témoignages de la vie imaginaire mais aussi de la vie quotidienne des artisans d'art à la fin du Moyen Âge, soit de personnes de condition et d'éducation moyennes. Si la femme apparaît souvent comme source d'ennuis afin de rappeler aux chanoines l'observance du célibat, il serait souvent vain d'aller chercher trop loin un message moralisant.

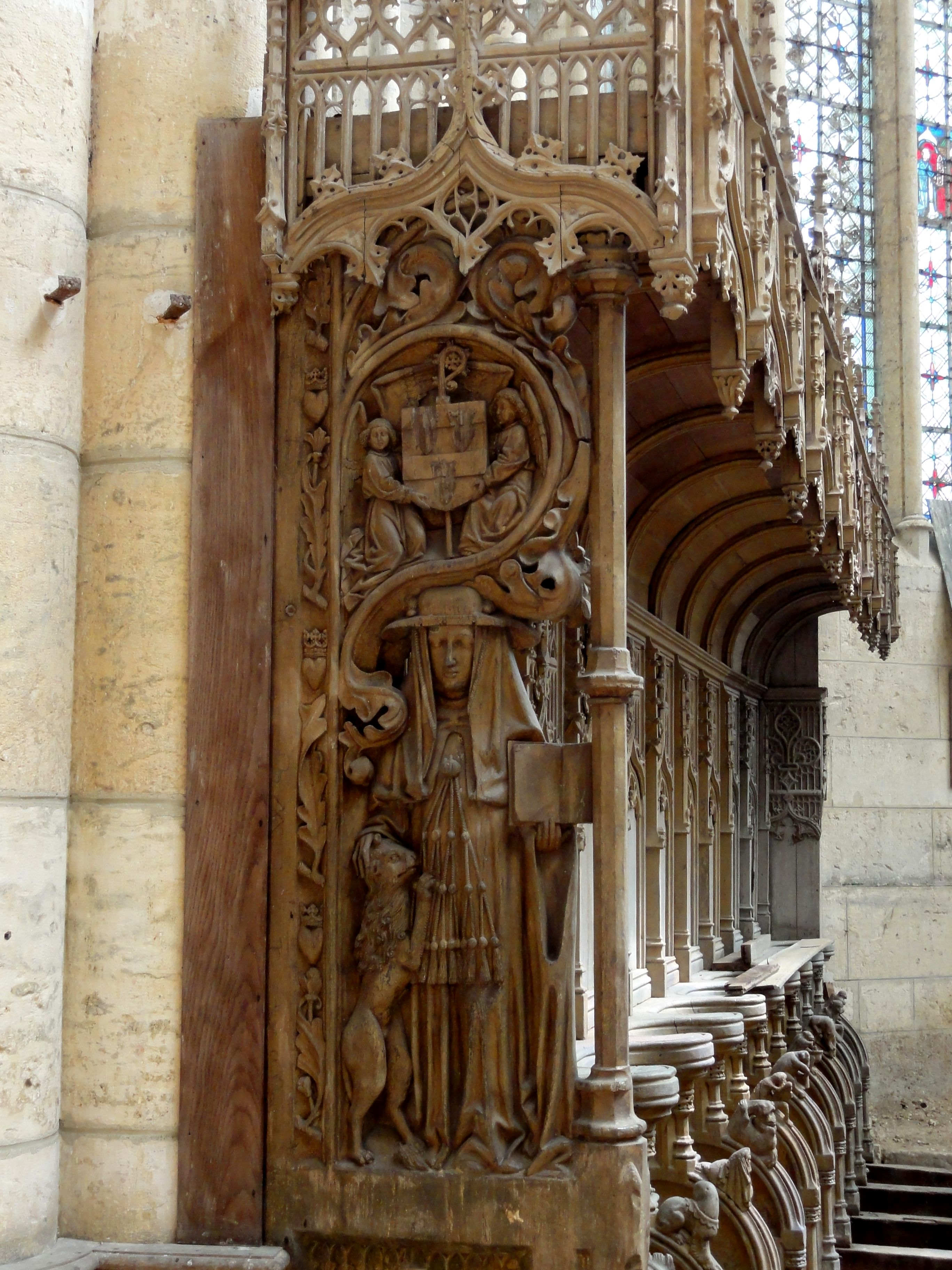
Vue latérale depuis l'ouest : saint Jérôme, père de l'église.
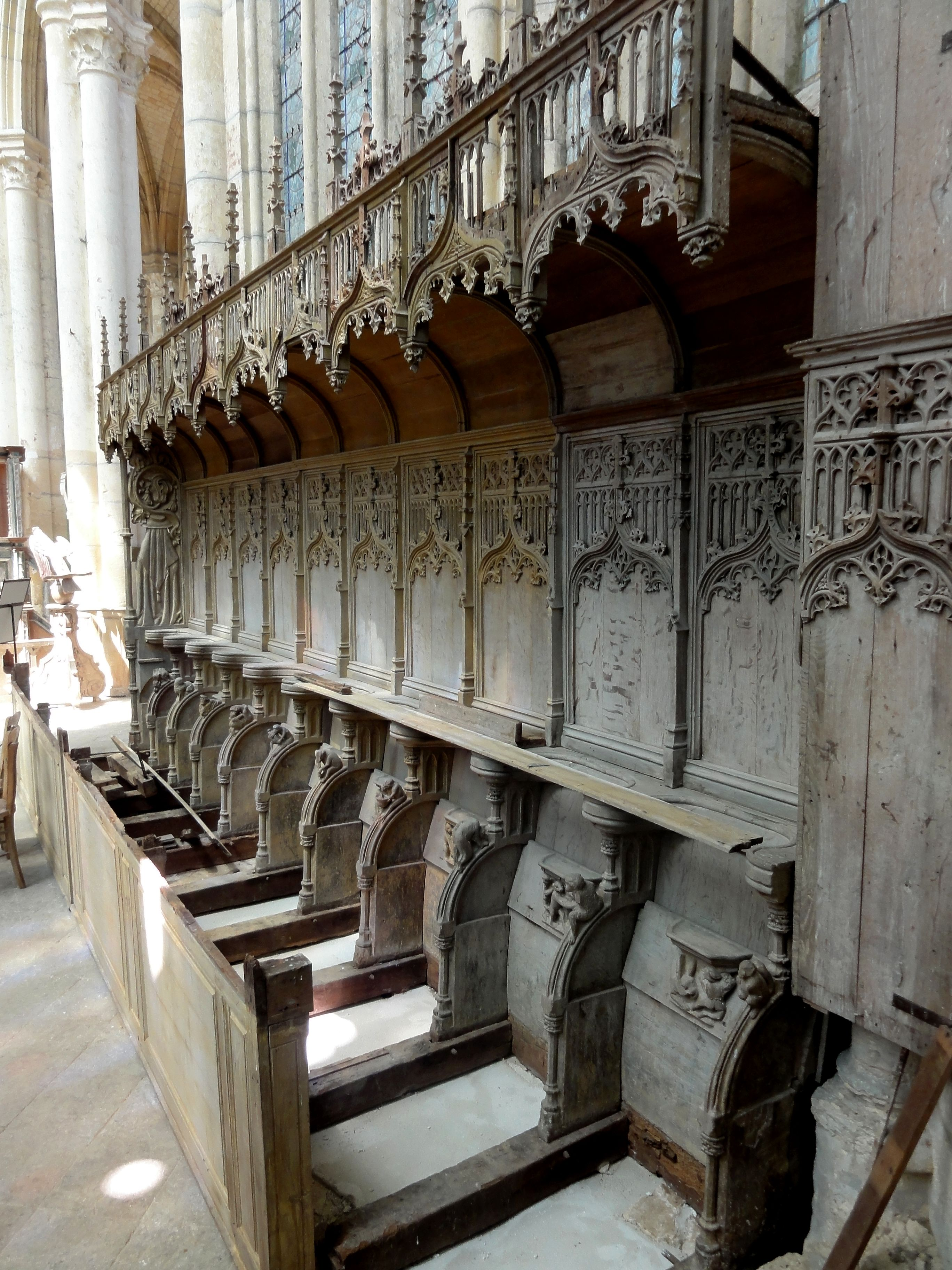
Vue rapprochée depuis le chevet.
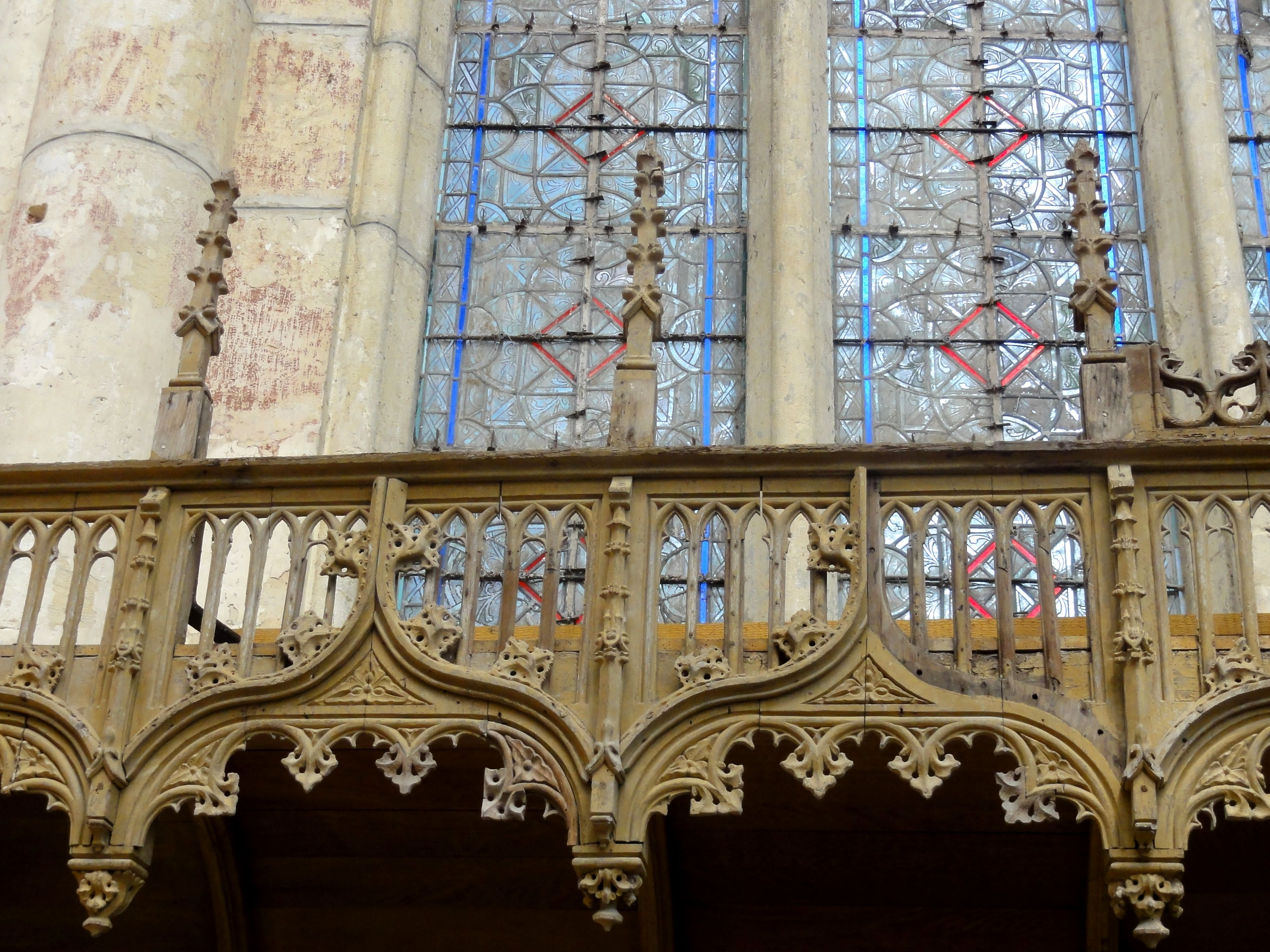
Gros plan sur les jouées, ici incomplètes.
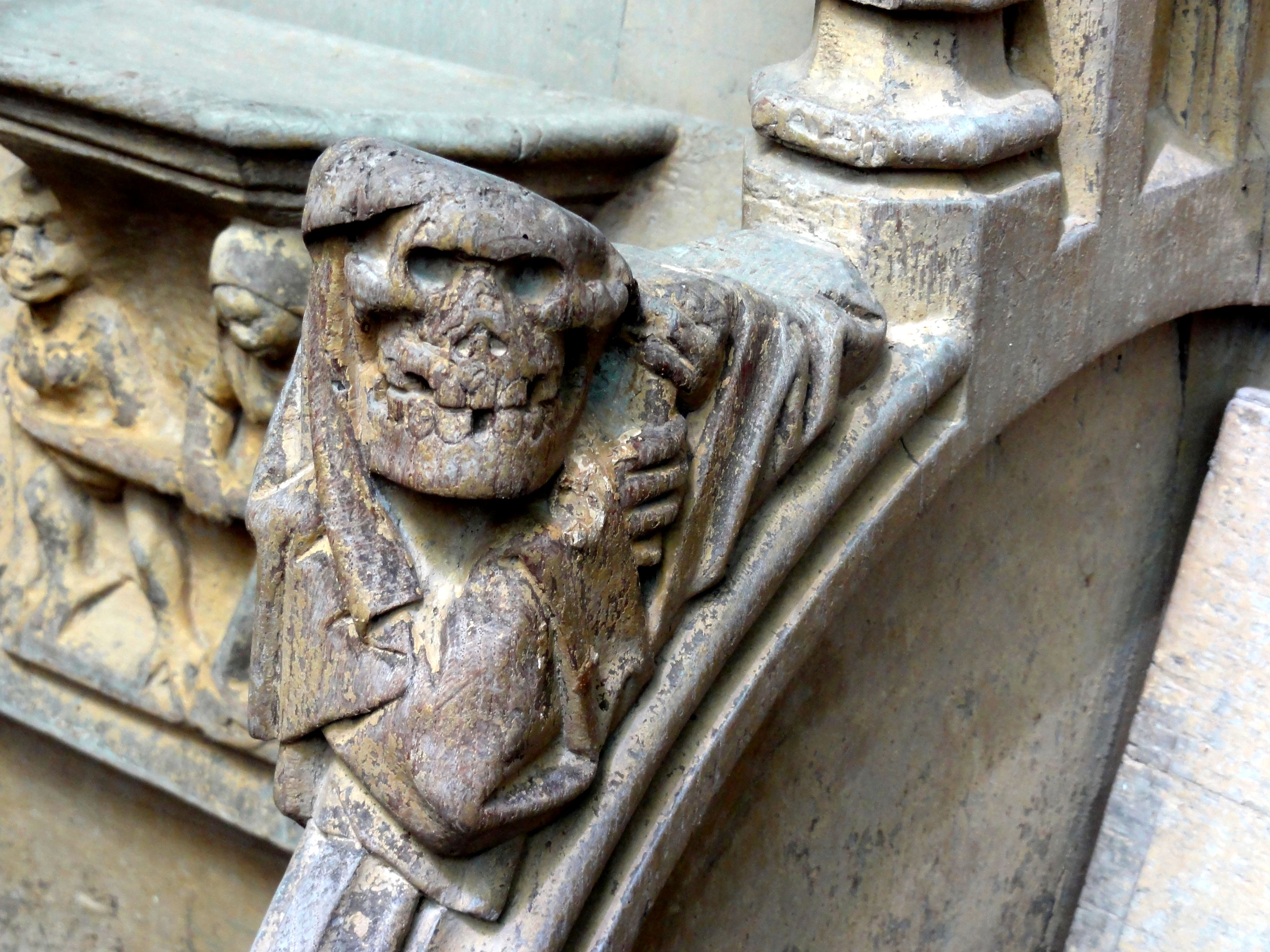
Exemple d'appui-main : homme avec tête de mort.
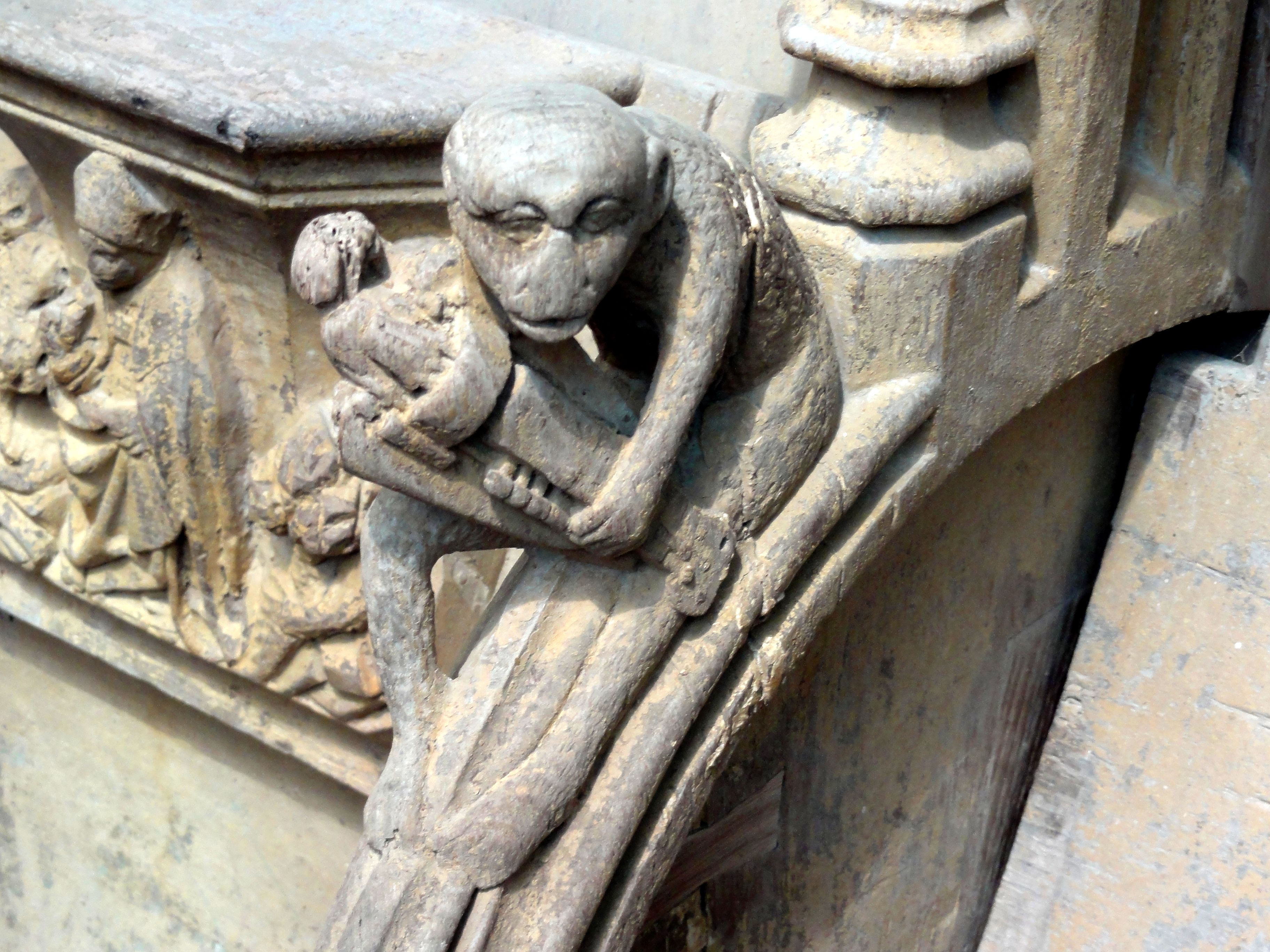
Exemple d'appui-main : singe avec une vielle à roue.
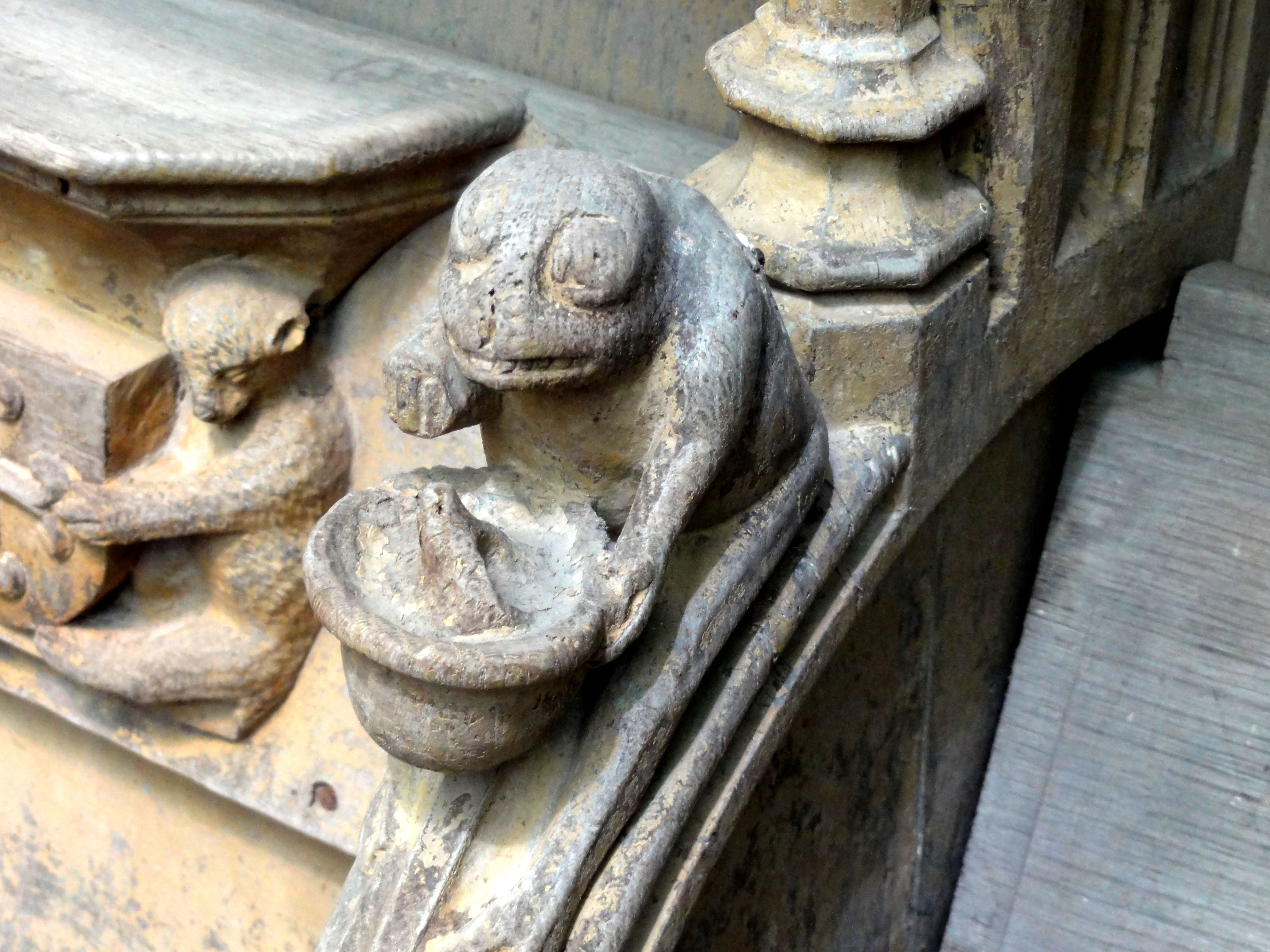
Exemple d'appui-main : grenouille tenant une gamelle.

Exemples des miséricordes
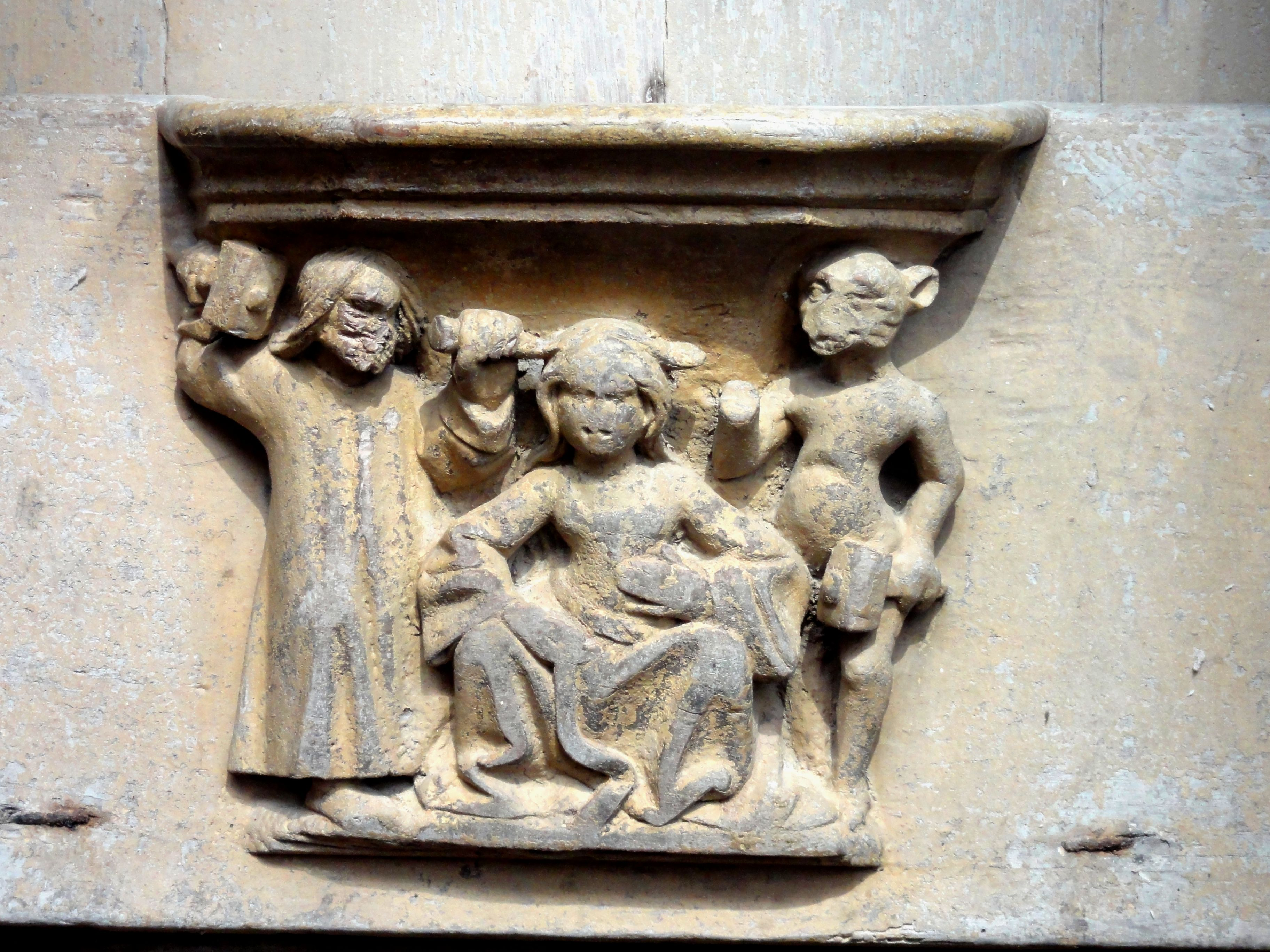
Deux sculpteurs, l'un un homme, l'autre un démon, achèvent une statue de femme, qui est donc en partie l'œuvre du démon.
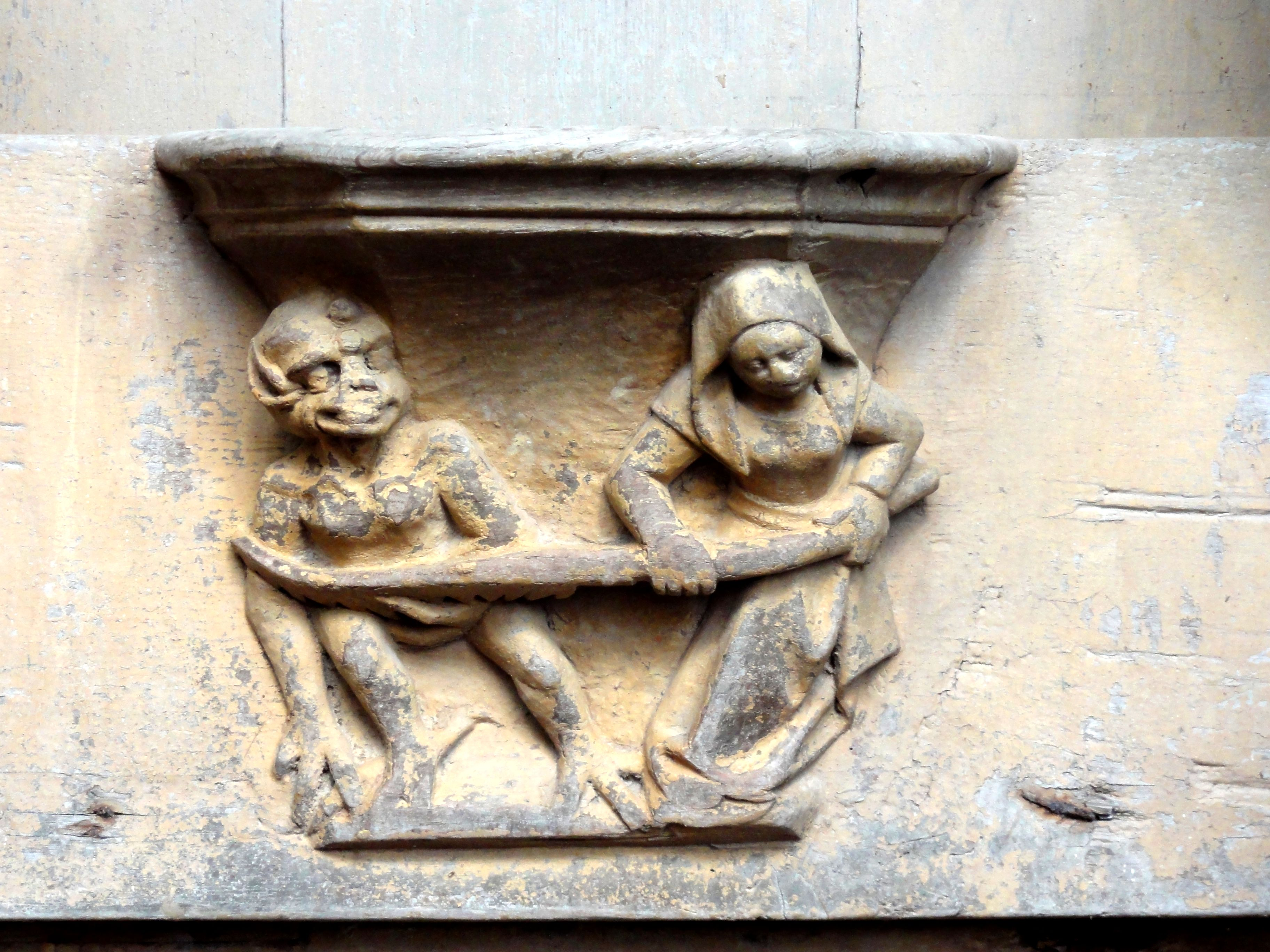
Une jeune religieuse armée d'une scie à dents aigües coupe le diable en deux parties.
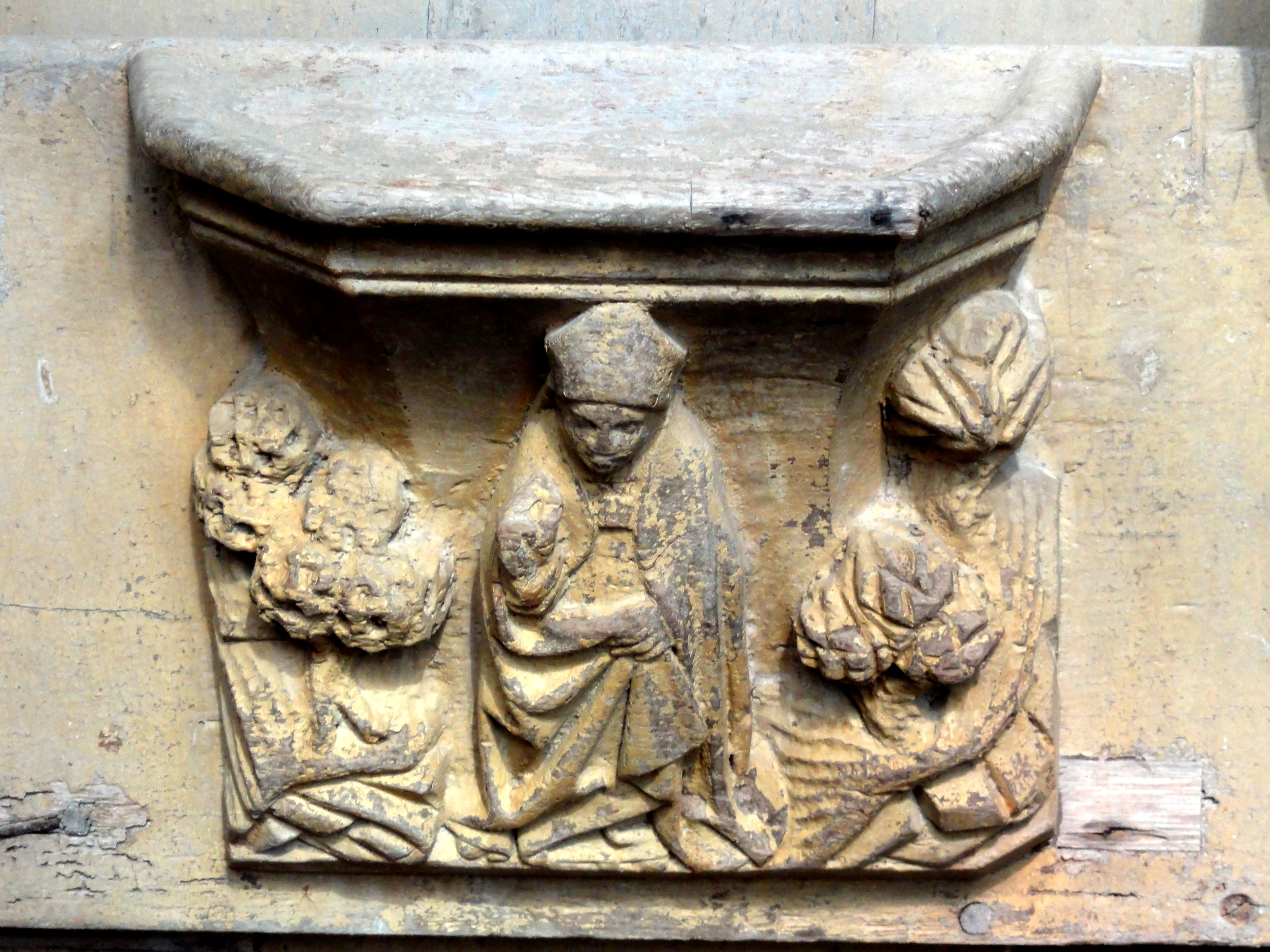
Un évêque revêtu d'une chape se promène au milieu d'un verger.
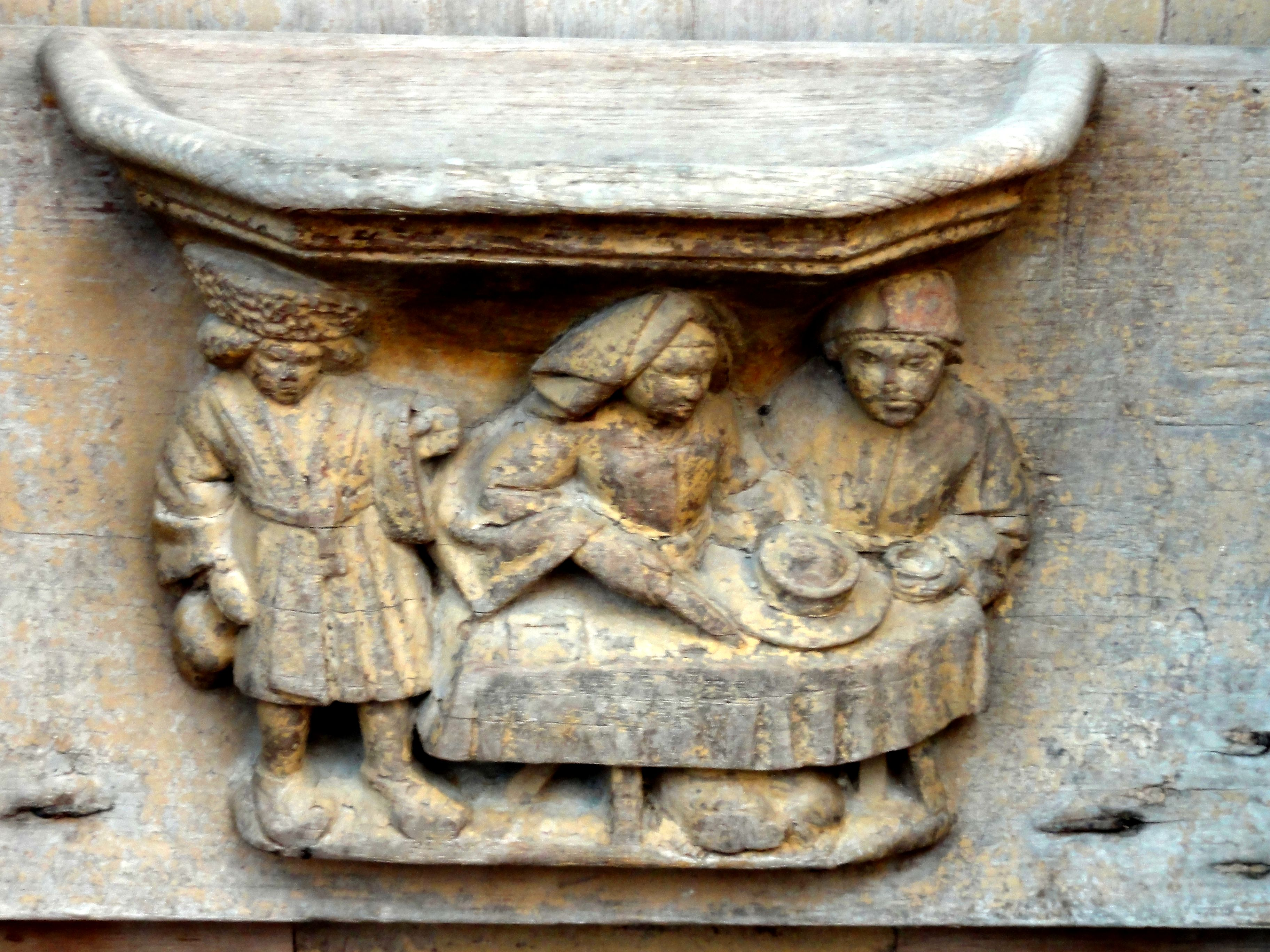
Repas d'un couple seigneurial autour d'une table, servi par un échanson.
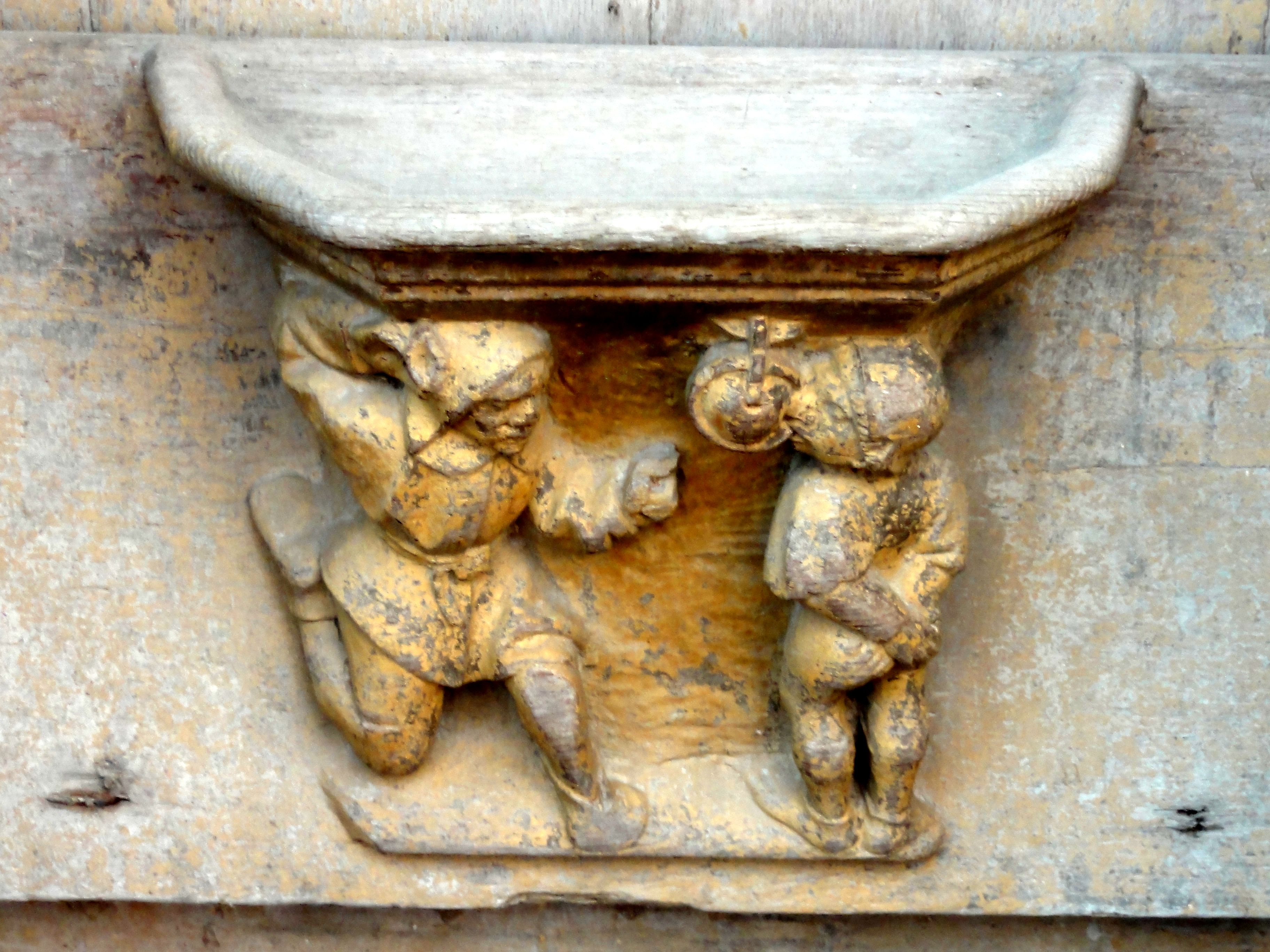
Scène de saltimbanques : l'un salue le public, l'autre saisit avec ses lèvres un objet suspendu.
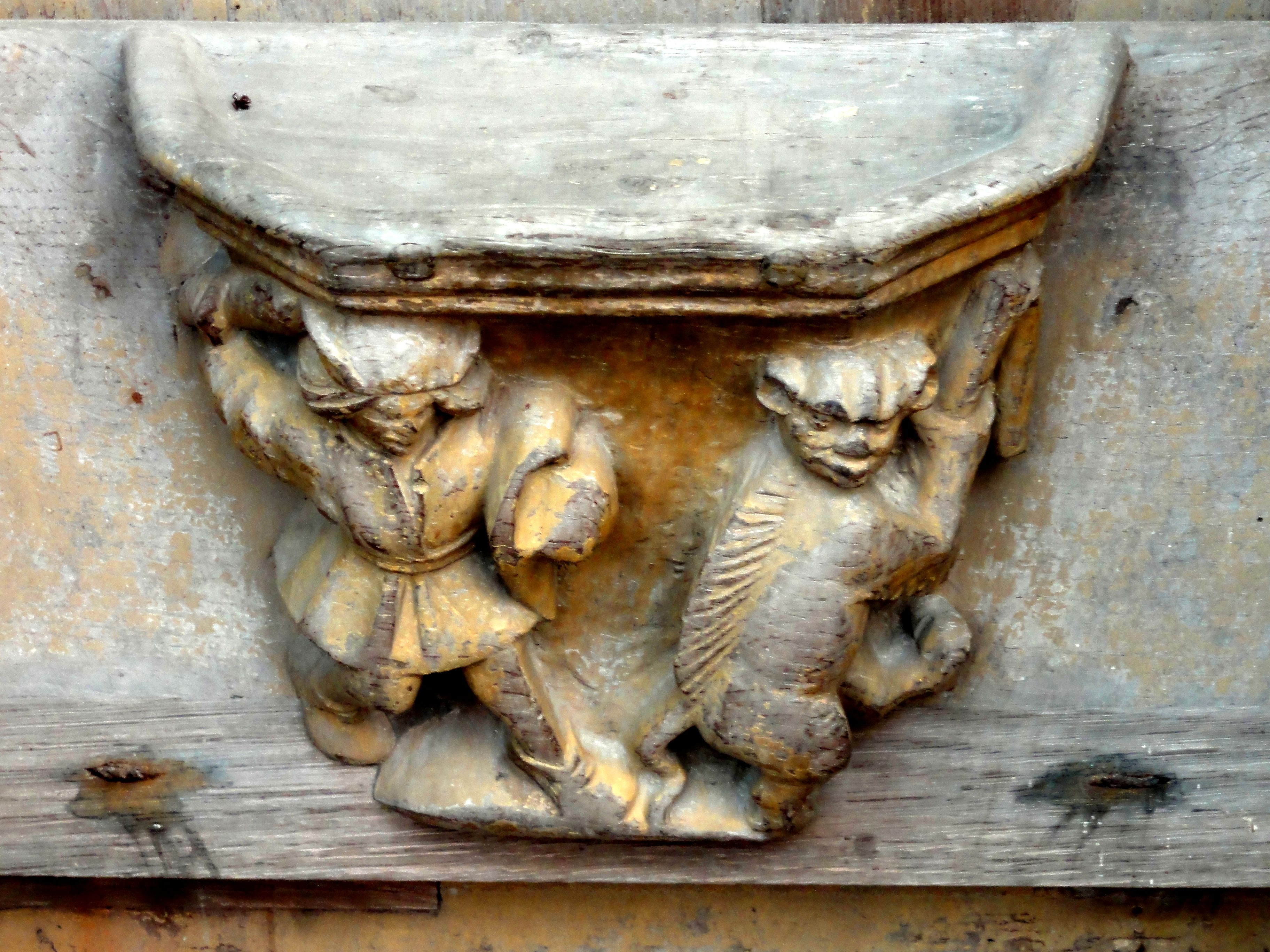
Un personnage frappe rudement un animal dressé sur ses pattes et armé d'un bâton.

#### Autres éléments du mobilier
Les vitraux en grisaille et les stalles représentent les principales œuvres d'art de l'église, qui est assez pauvre en mobilier de qualité : la plupart des pièces commandées ou acquises par Guy de Baudreuil ont disparu. Hormis ces objets, la grande Vierge à l'Enfant et la porte de la sacristie, le seul élément du mobilier classé monument historique est un petit bénitier en cuivre.
L'église a possédé d'autres œuvres classées mais elles ont été volées. L'on peut citer en premier lieu une petite Vierge à l'Enfant du XIVe siècle, qui imite la statue dite Notre-Dame-des-Ardents provenant de la cathédrale Notre-Dame de Paris et se trouvant aujourd'hui dans l'église Saint-Germain-des-Prés. La tête montre une expression rêveuse, et avec sa main droite, au lieu de tenir un sceptre, elle presse son sein vers lequel l'enfant tend ses deux bras. Cette Vierge, classée monument historique en 1902, a été volée avant 1961,. Une autre œuvre remarquable est la Charité de Saint-Martin, représentée en bas-relief sculpté dans du marbre blanc ou de l'albâtre. Haute et large de 64 cm, cette sculpture d'une grande délicatesse n'était certainement pas destinée à être exposée à l'extérieur de l'église. Elle devait plutôt faire partie de la décoration d'un autel. Sa particularité est une inscription renseignant sur son donateur, frère Guillaume de Bulles dit Haimery - représenté en miniature agenouillé devant la scène -, et surtout sur sa date, 1344. Classée monument historique en 1902, elle a été volée en 1970. Un moulage en plâtre en subsiste heureusement dans l'église,. Un ensemble de trois statues, le Christ en croix, la Vierge et saint Jean provenant d'une poutre de gloire du XVIe siècle et taillé dans du bois de chêne, a été classé monument historique en 1908. Moins remarquée par les auteurs, l'on suppose que cette œuvre a été volée, à moins qu'elle n'ait été entreposée à un endroit oublié dans l'attente d'une restauration finalement non réalisée. Finalement, une paire de crédences du premier quart du XVIIIe siècle taillée dans du bois de chêne avec des plateaux en bois traités en faux marbre a été volée pendant les années 1990. De nombreux frères ont été enterrés dans l'église. Conformément aux traditions monastiques, ils n'ont que rarement reçu de dalles funéraires, mais seulement de petites dalles de pavage gravées d'une épitaphe. Souvent, ces inscriptions restent encore bien lisibles et se trouvent un peu partout dans l'église.
Reste comme œuvre remarquable le groupe sculpté du Saint-Sépulcre qui se trouve devant le chevet de la sacristie. Son iconographie s'éloigne des mises au Tombeau habituelles, et ce n'est pas non plus une Vierge de Pitié : le Christ n'est pas sur les genoux de la Vierge mais étendu devant elle, et saint Jean et Marie-Madeleine l'accompagnent. Les autres personnages habituellement présents dans les Saints-Sépulcres manquent. L'ensemble constitue en tout cas une lamentation sur le Christ mort, sujet qui a été traité de la même façon en Italie aux XVe et XVIe siècles mais pratiquement pas en France. La grâce et la souplesse de Madeleine est également extraordinaire pour la sculpture française de l'époque. Saint Jean montre une tête à l'antique et une perfection dans les plis des vêtements qui rappellent les Douze Apôtres qui entourent le monument funéraire de Louis XII et Anne de Bretagne dans la basilique Saint-Denis. Le groupe sculpté est pour Jean Vergnet-Ruiz et Jean Vanuxem l'un des chefs-d'œuvre de la sculpture picarde de son temps. Malgré tout, il n'est pas encore classé aux monuments historiques.

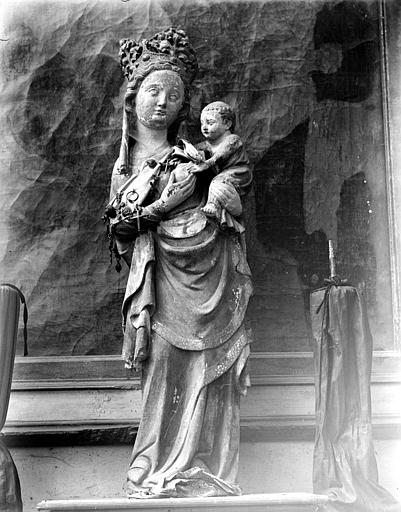
Vierge à l'Enfant (volée en 1959, retrouvée et réinstallée en 2024 ).
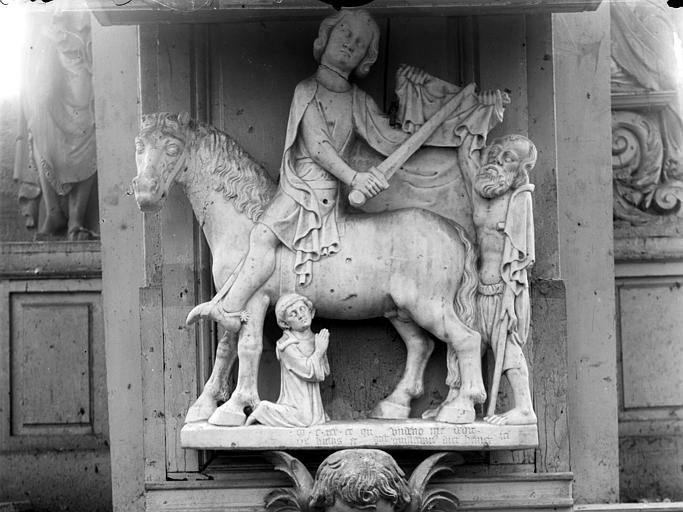
Charité de saint Martin (volée).
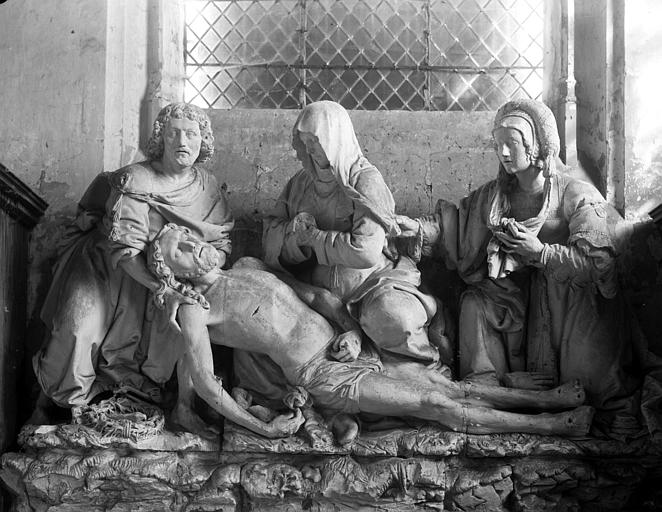
Saint-Sépulcre.
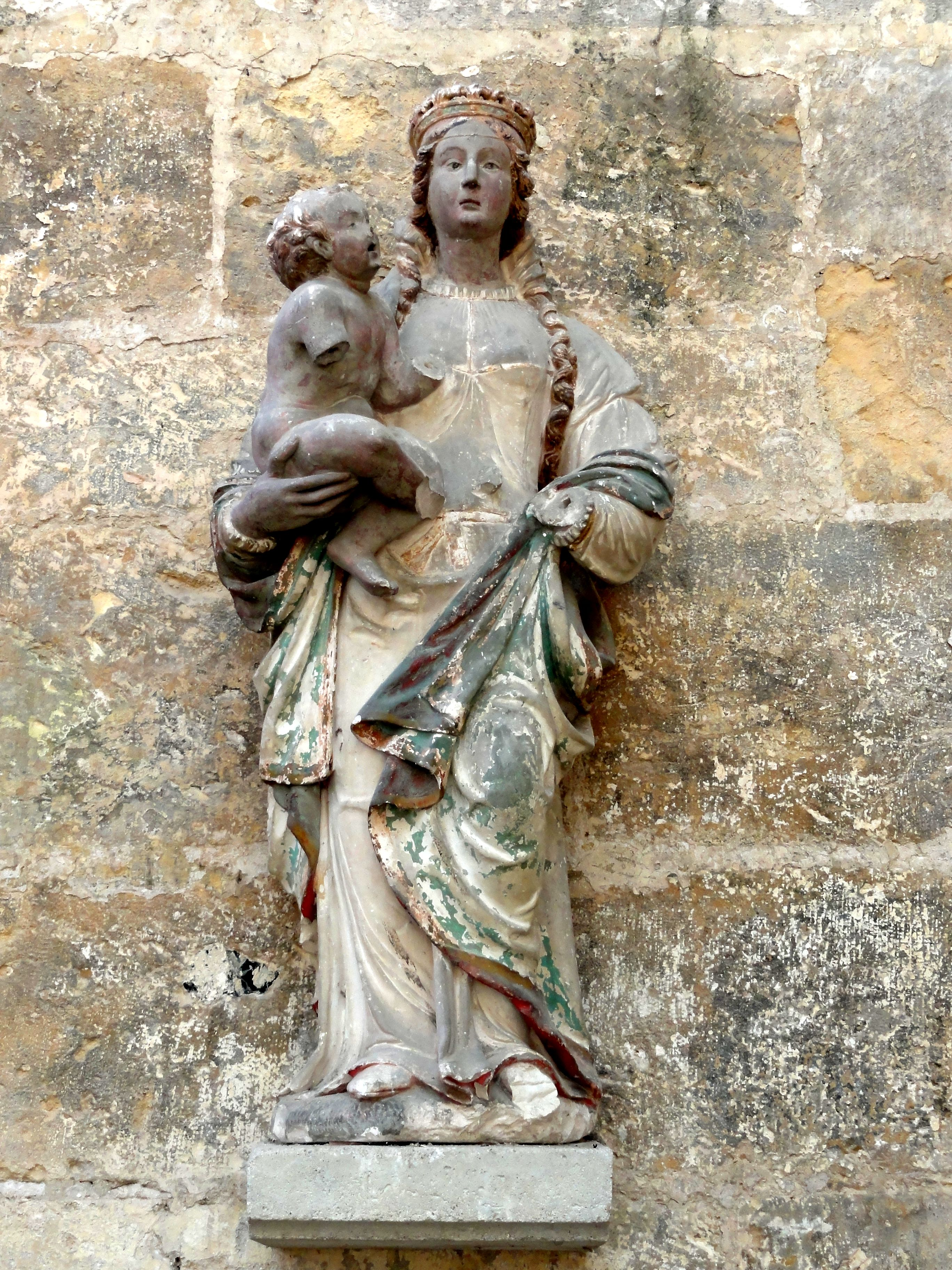
Vierge à l'Enfant (n.c.)
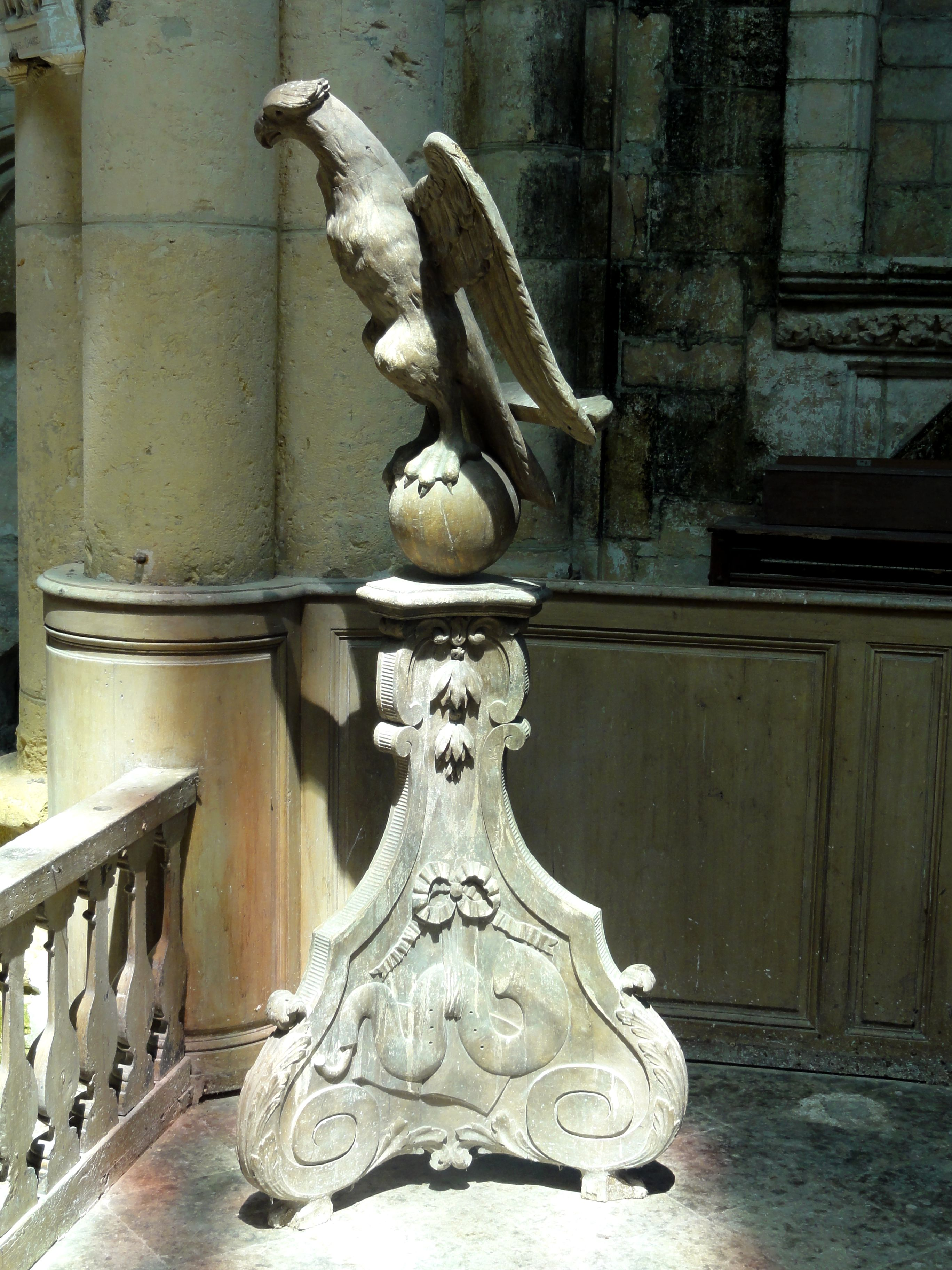
Aigle-lutrin (n.c.).
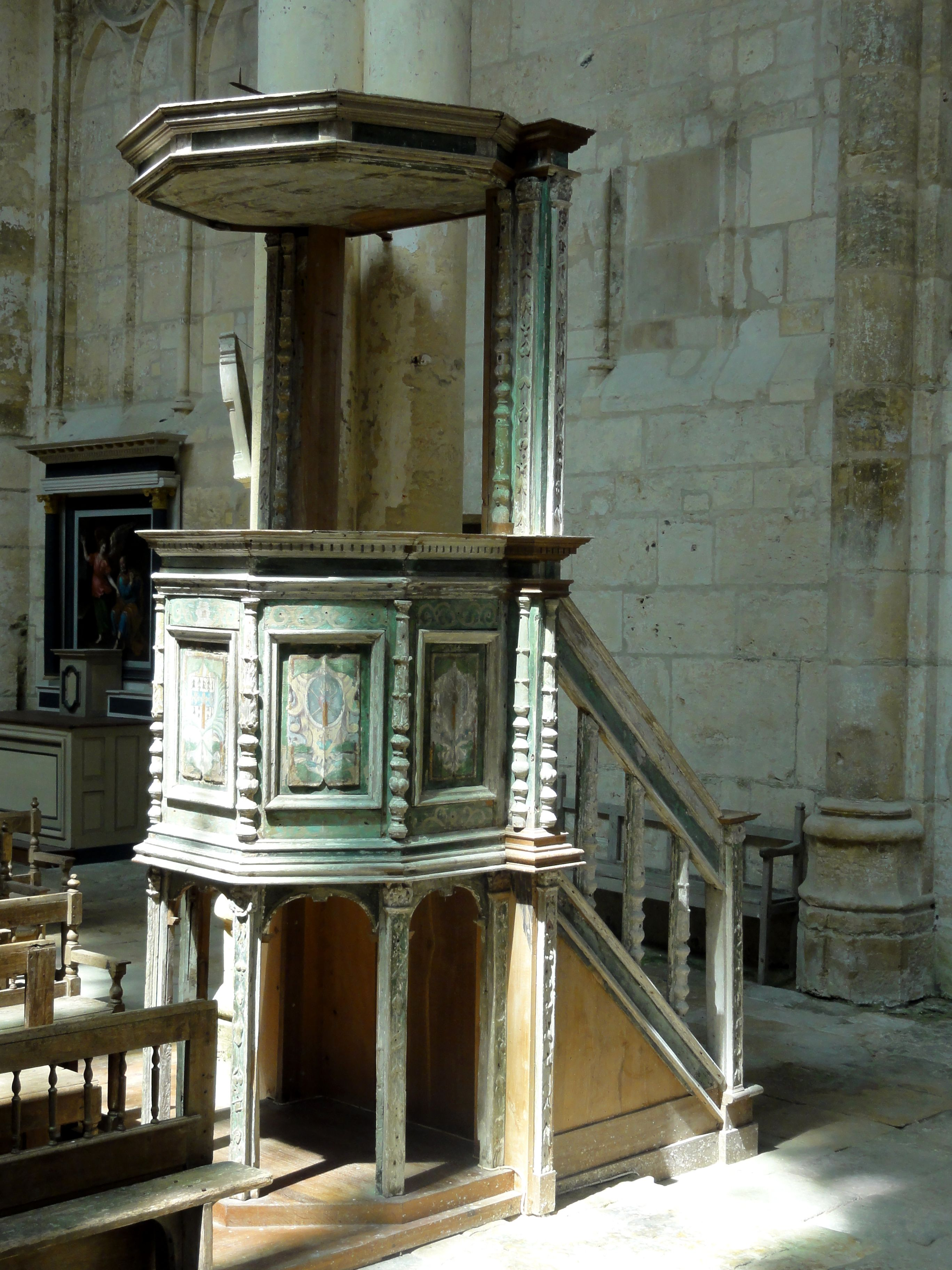
Chaire à prêcher (n.c.)

#### Façade occidentale

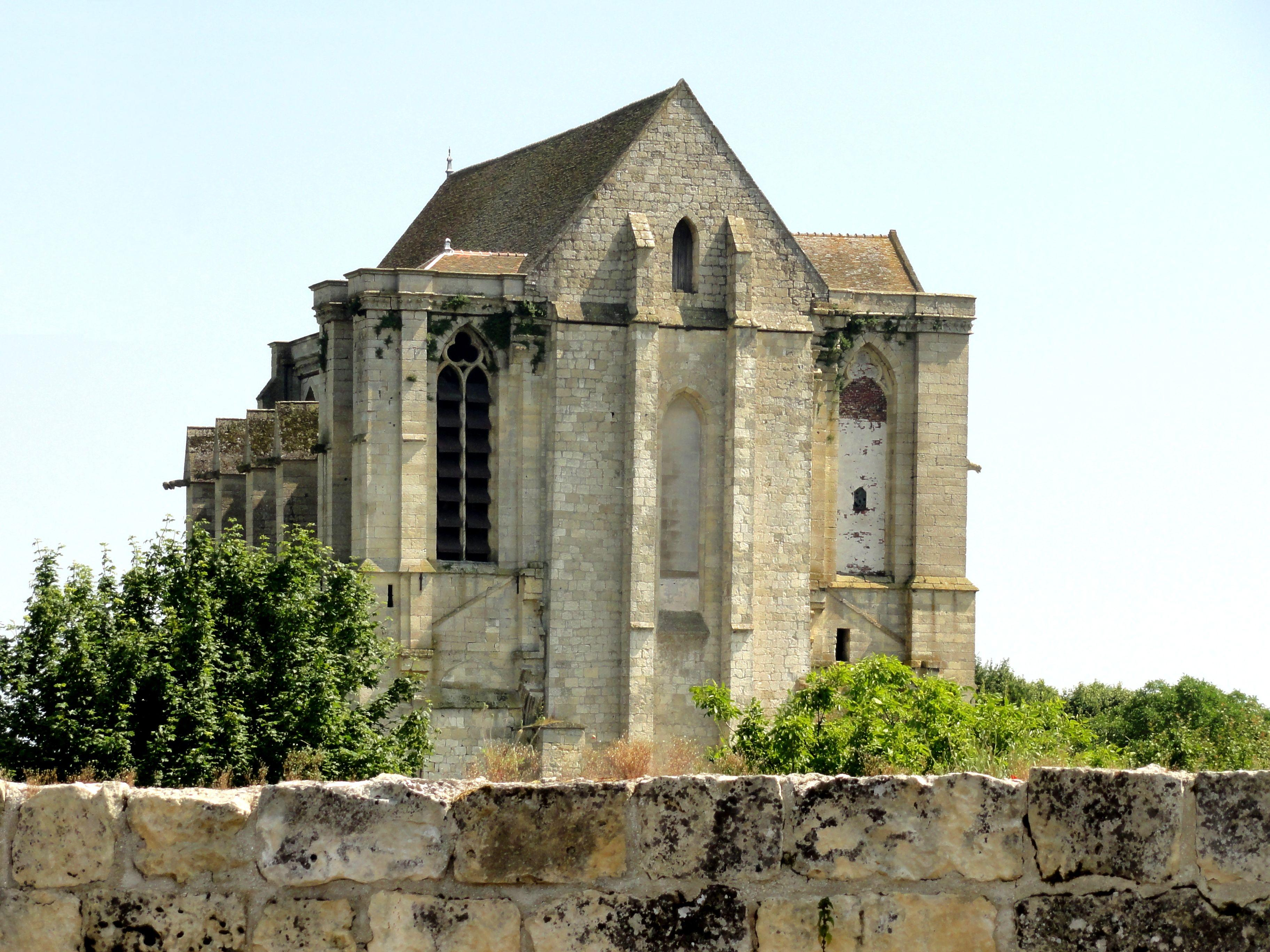
Façade occidentale.

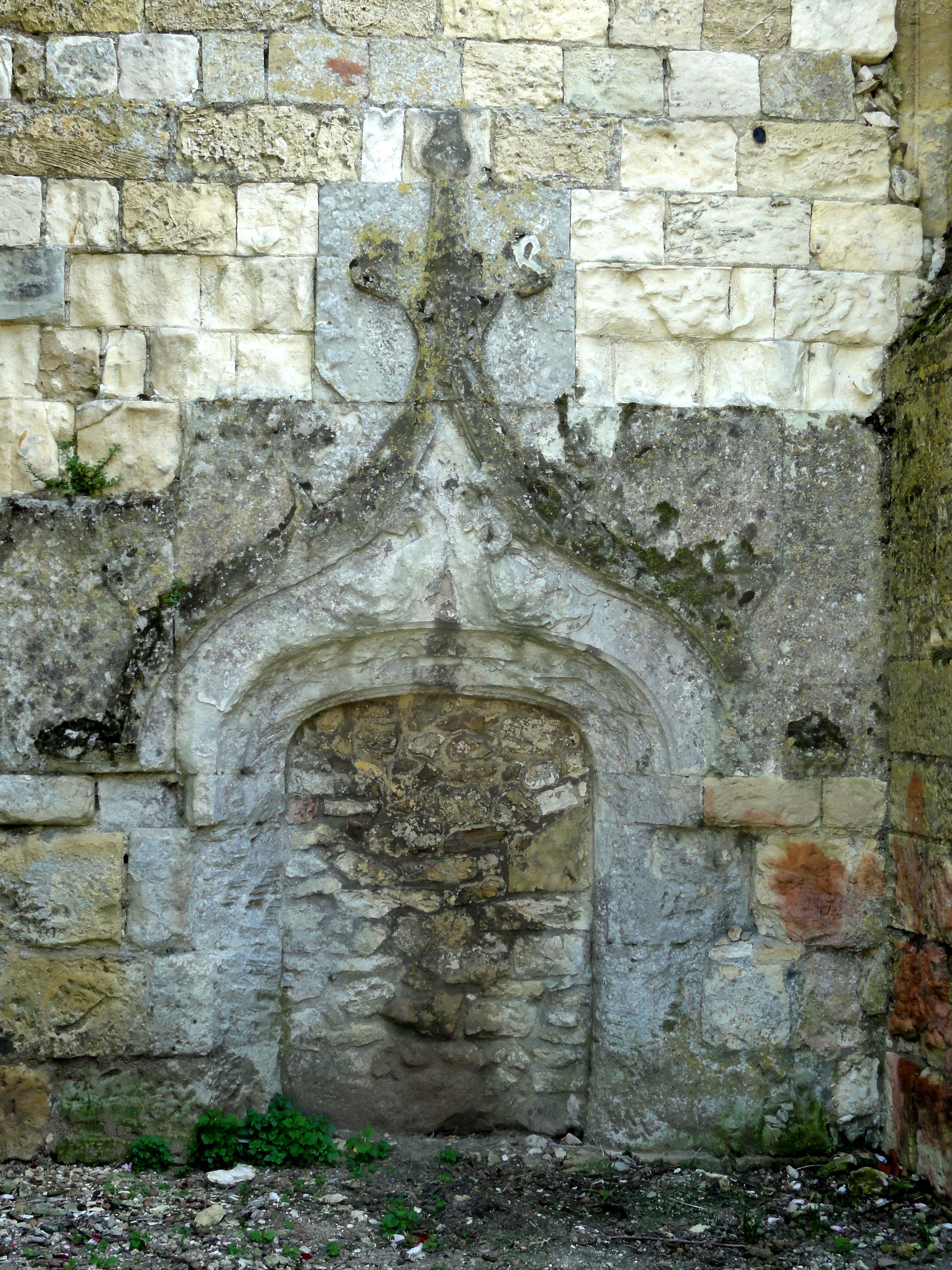
Porte flamboyante bouchée du clocher sud.

La façade occidentale est la seule qui donne directement sur le domaine public, et c'est donc elle que l'on aperçoit quand on se rend à l'église. Cette imposante et austère façade est peu accueillante, ce qui peut s'expliquer par son caractère provisoire laissant paraître superflu le moindre élément de décoration. Seules les faces occidentales des clochers et des contreforts étaient destinées d'emblée à subsister dans le temps. Les clochers se terminent aujourd'hui par des toits plats. L'on sait par Louis Graves, qui visita l'ancienne abbaye pendant les années 1830, qu'au moins la tour du nord était coiffée d'une flèche de charpente couverte d'ardoise. Sans ces coiffes, les tours restent des moignons ; la tour du nord, dont la baie abat-son a perdu son remplage puis a été bouchée, est d'un effet disgracieux. Le remplage est celui des fenêtres du chevet, à savoir deux lancettes surmontées d'un trèfle. La tour du nord est dotée de contreforts plats sous la forme de pilastres côté ouest, ce qui n'est pas le cas de son homologue au sud. Les deux tours sont par contre épaulées par des contreforts minces, mais très saillants respectivement au nord et au sud, en alignement avec les contreforts des collatéraux du chœur. Sur la face occidentale des premiers de ces contreforts, on peut voir de brefs départs de voûtes pour les bas-côtés de la nef manquante. Les mêmes départs de voûtes existent à gauche et à droite du mur qui bouche le chœur, en haut et en bas ; ils sont moins visibles car en partie dissimulés derrière de difformes massifs de maçonnerie qui tiennent lieu de contreforts « provisoires ». Sur la face occidentale des clochers, l'on note également ce qui paraît de première vue comme les arrachements des toits en appentis de ces bas-côtés, mais qui ne sont en réalité que des ressauts dans l'appareil, qui suivent une ligne très régulière et qui ont été ménagés afin de faciliter la pose de la charpente. En dessous, une forme ogivale se dessine sur le mur, mais en regardant de près on ne peut identifier aucune arcade bouchée,,.
La partie inférieure de ce qui devait être les doubleaux intermédiaires entre les collatéraux du chœur et de la nef est obstruée par un mur qui fait légèrement saillie devant la façade. Devant la tour du nord, il conserve une fenêtre en tiers-point bouchée ; devant la tour du sud, c'est une petite baie rectangulaire. Ici le mur est réalisé dans un appareil en pierre de taille presque identique à celui des tours ; ceci se retrouve sur le mur occidental du chœur. Philippe Bonnet-Laborderie indique qu'il a été refait au XIXe siècle, ce qui reste assez vague : rejointoiement ou reconstruction entière ? S'il peut s'agir de pierres de réemploi de la nef détruite, rien ne permet de dire si cette nef a bien existé ou pas. Des départs de voûte ont été construits avec chaque campagne de construction afin de faciliter une éventuelle poursuite du chantier, et existent même sur des églises qui demeurent complètes. Un caractère éminemment provisoire ne paraît évident que pour les massifs de maçonnerie réalisés en blocage. Le mur occidental du chœur est d'une qualité remarquable. Il est consolidé par deux contreforts scandés par des larmiers et se terminant par des glacis.

Ces contreforts encadrent une fenêtre en tiers-point bouchée, au-dessus du portail occidental en anse de panier. Ce dernier est assez bas et dépourvu de toute ornementation. Ce n'est pas le cas du portail flamboyant en bas du clocher du sud, qui doit dater de l'abbatiat de Guy de Baudreuil : à la fin du XVe siècle, la construction ou reconstruction d'une nef avec bas-côtés ne semble plus être à l'ordre du jour,,.

#### Élévations latérales et chevet

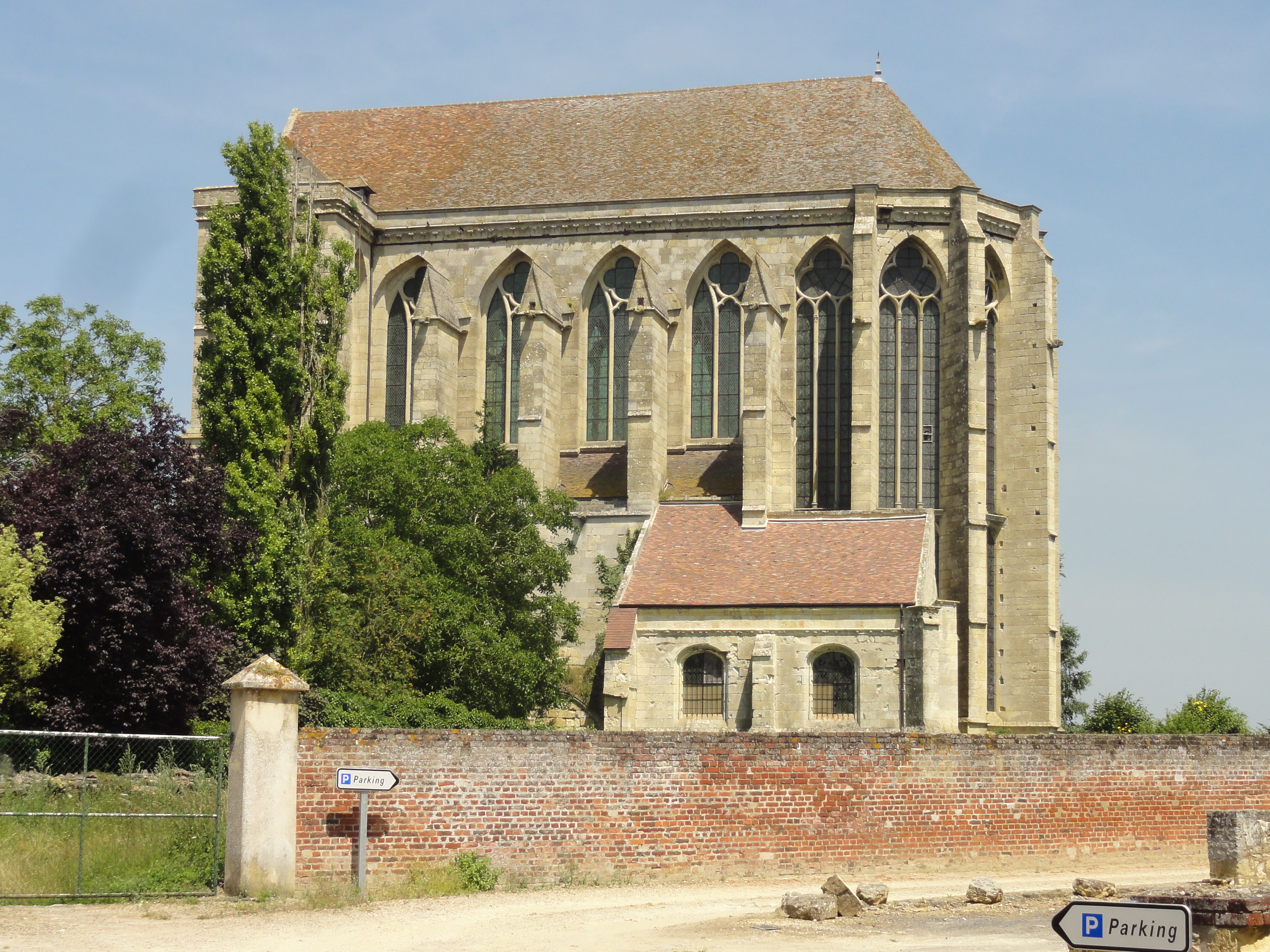
Élévation sud.

Avec une hauteur de la ligne de faîte dépassant nettement les trente mètres, et assise au milieu d'un plateau au faible relief, l'église de Saint-Martin-aux-Bois est visible à plusieurs kilomètres à la ronde. Cette silhouette est inhabituelle. Alors que c'est généralement par leurs clochers que les églises s'annoncent, c'est ici tout le chœur que l'on perçoit dans son immensité. Mais depuis la Grande-Rue du village, l'église demeure invisible : c'est depuis la rue du Moulin-Flamant menant vers Ménévillers et plus précisément depuis la place des fêtes du village que le chevet et l'élévation méridionale s'offrent le mieux au regard. L'architecte a subordonné la présentation extérieure de l'église à l'agencement de l'espace intérieur qu'il a voulu lui donner. La représentativité de l'édifice n'a été qu'une préoccupation de second ordre : ses volumes imposants devaient suffire à impressionner. Pour suivre la tendance de l'architecture de son temps, l'architecte s'est contenté de se faire terminer les murs par une corniche de crochets, constituée de feuilles entablées très régulières et très larges, comme sur la collégiale Notre-Dame de Montataire ou l'église Saint-Léger de Vauciennes et quelques autres églises de l'Oise. D'après Marcel Aubert, cette corniche correspond tout à fait aux années 1250, ce qui coïncide avec la datation déjà établie pour l'édifice. Mais ce qui marque l'extérieur sont avant tout les contreforts. Strictement verticaux, ils soulignent l'élan vers la hauteur que l'architecte a donné à l'espace intérieur. Très saillants, autant que les clochers, ils sont cependant très minces, ce qui enlève en même temps toute impression de légèreté pourtant si caractéristique de l'intérieur. Selon la perspective adoptée, les contreforts peuvent complètement disparaître et permettre la vue sur les fenêtres, ou bien faire à leur tour disparaître les fenêtres : Ils jouent aussi le rôle d'abat-jour. Les contreforts des murs gouttereaux ne sont pas solides avec ces murs mais situés à quelque distance. Ce sont en réalité les contreforts des collatéraux, qui se continuent presque jusqu'au sommet des piédroits des fenêtres hautes, où ils sont coiffés de chaperons et reliés aux murs hauts du vaisseau central par des arcs-boutants à simple volée. Des larmiers sur la face extérieure des contreforts et des gargouilles sous la forme de chimères font partie des très rares éléments décoratifs. Entre les pans de l'abside, les contreforts sont différents : ils sont solides avec le mur et donc un peu moins saillants, et ils montent jusqu'en haut du mur, en se terminant par un glacis puis une plate-forme. Une balustrade aveugle réunit les extrémités des contreforts et continue jusqu'aux clochers. Quant aux façades des collatéraux, elles font apparaître des murs complètement aveugles de la seconde à la troisième travée. Des fenêtres bouchées ne sont donc visibles que sur la première et la dernière travée, mais les auteurs ne renseignent pas sur la date de ces murs,.

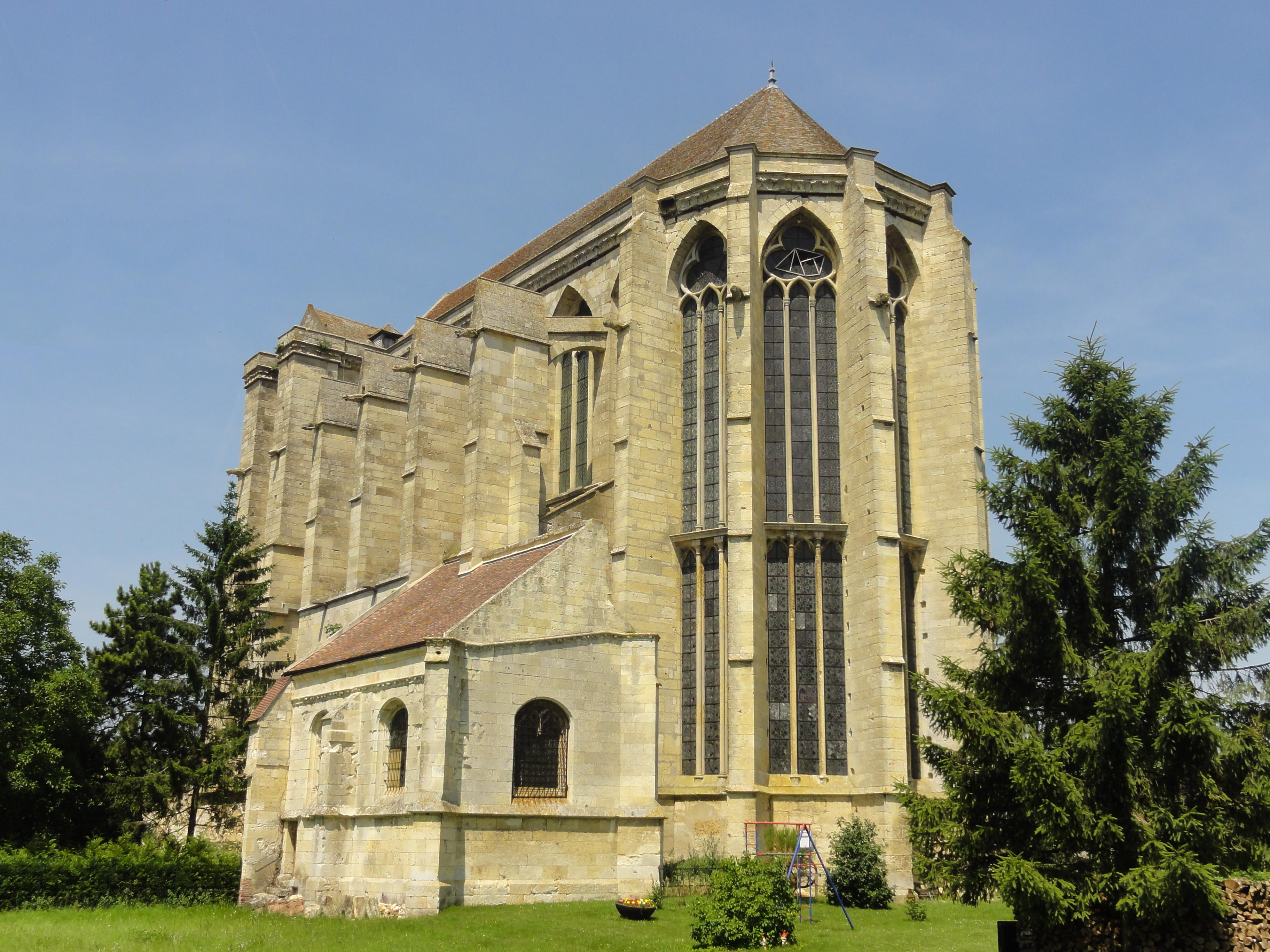
Vue depuis le sud-est.
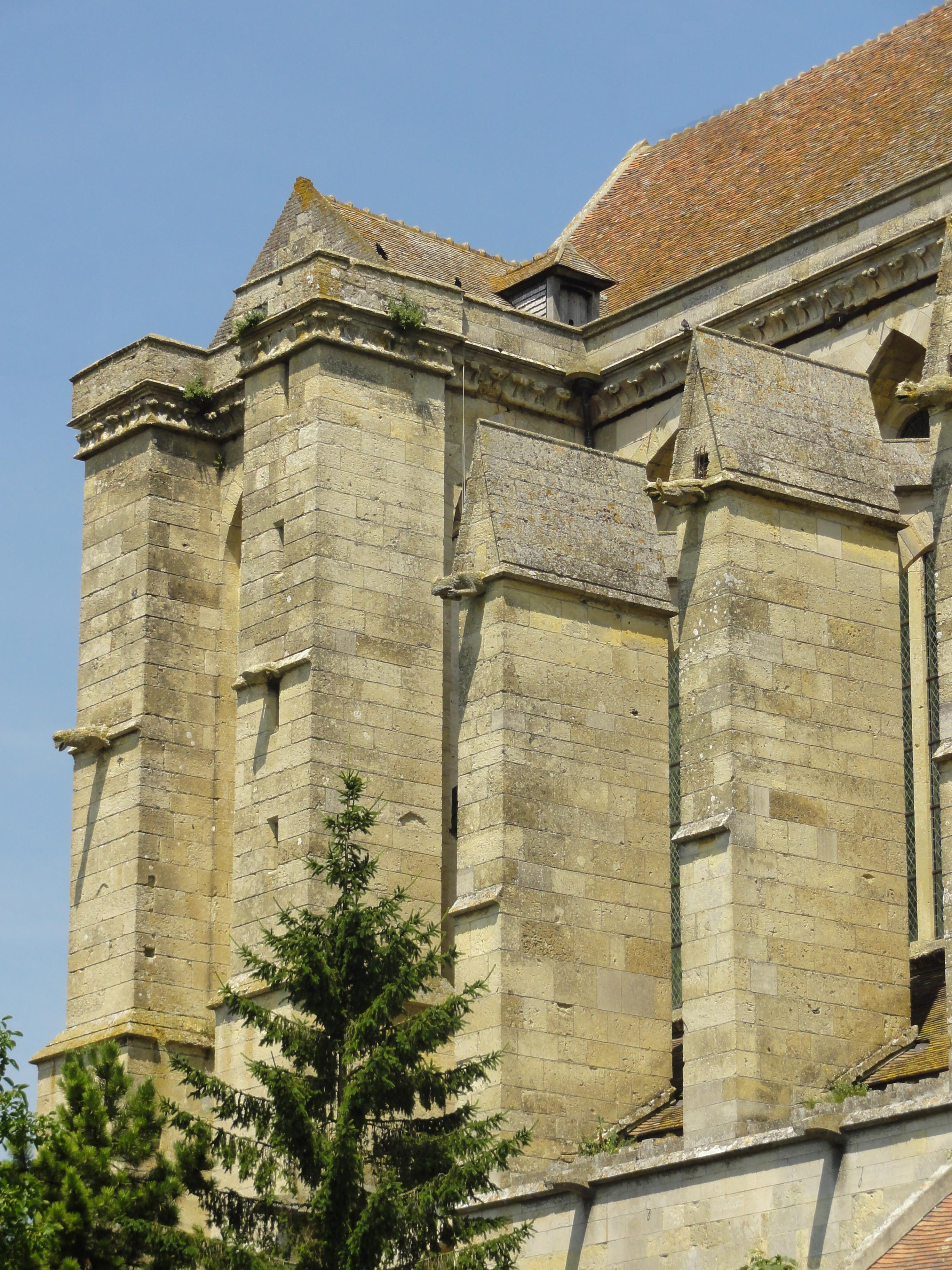
Tour sud.
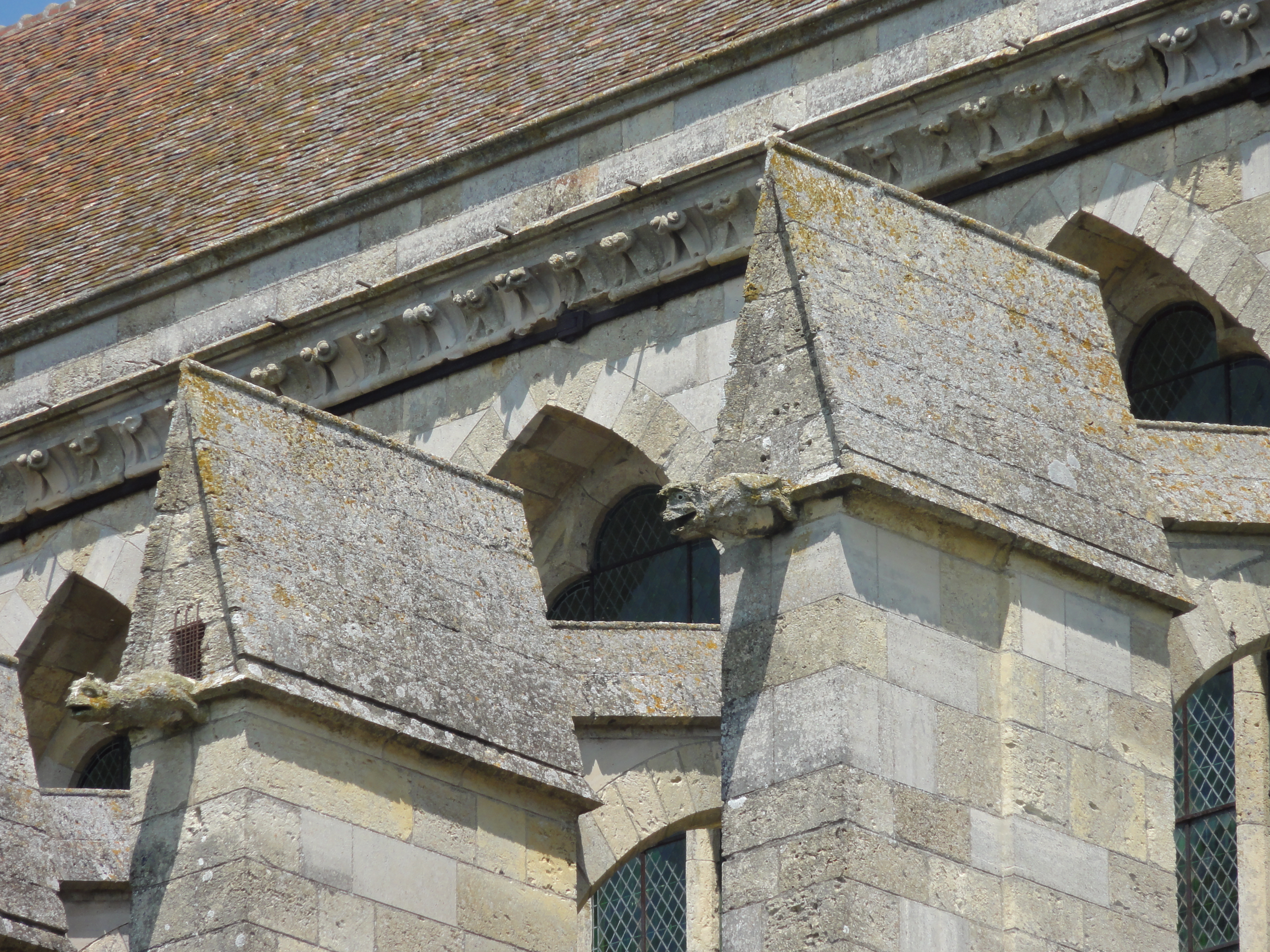
Culées des arcs-boutants.
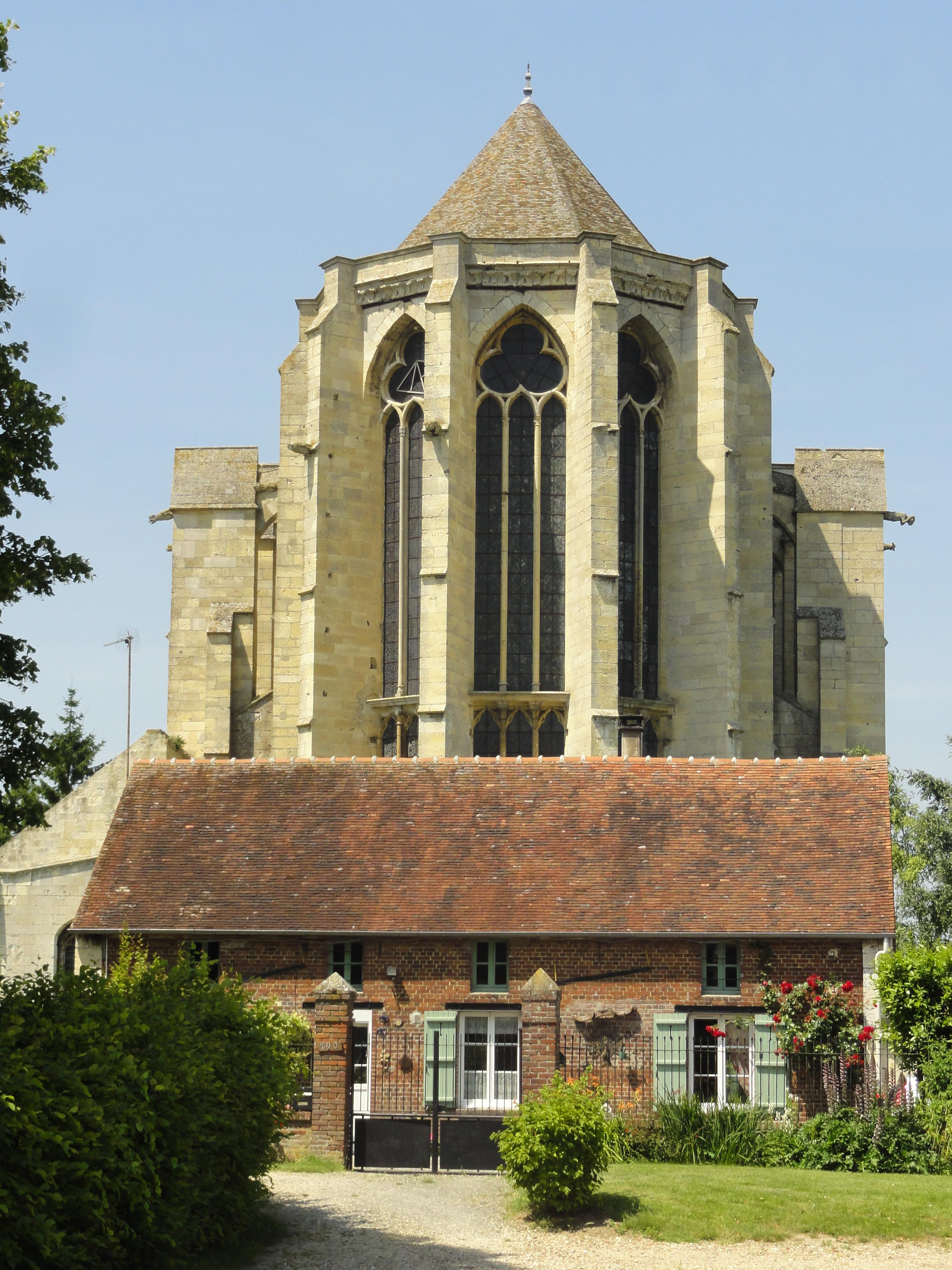
Chevet, vue de front.
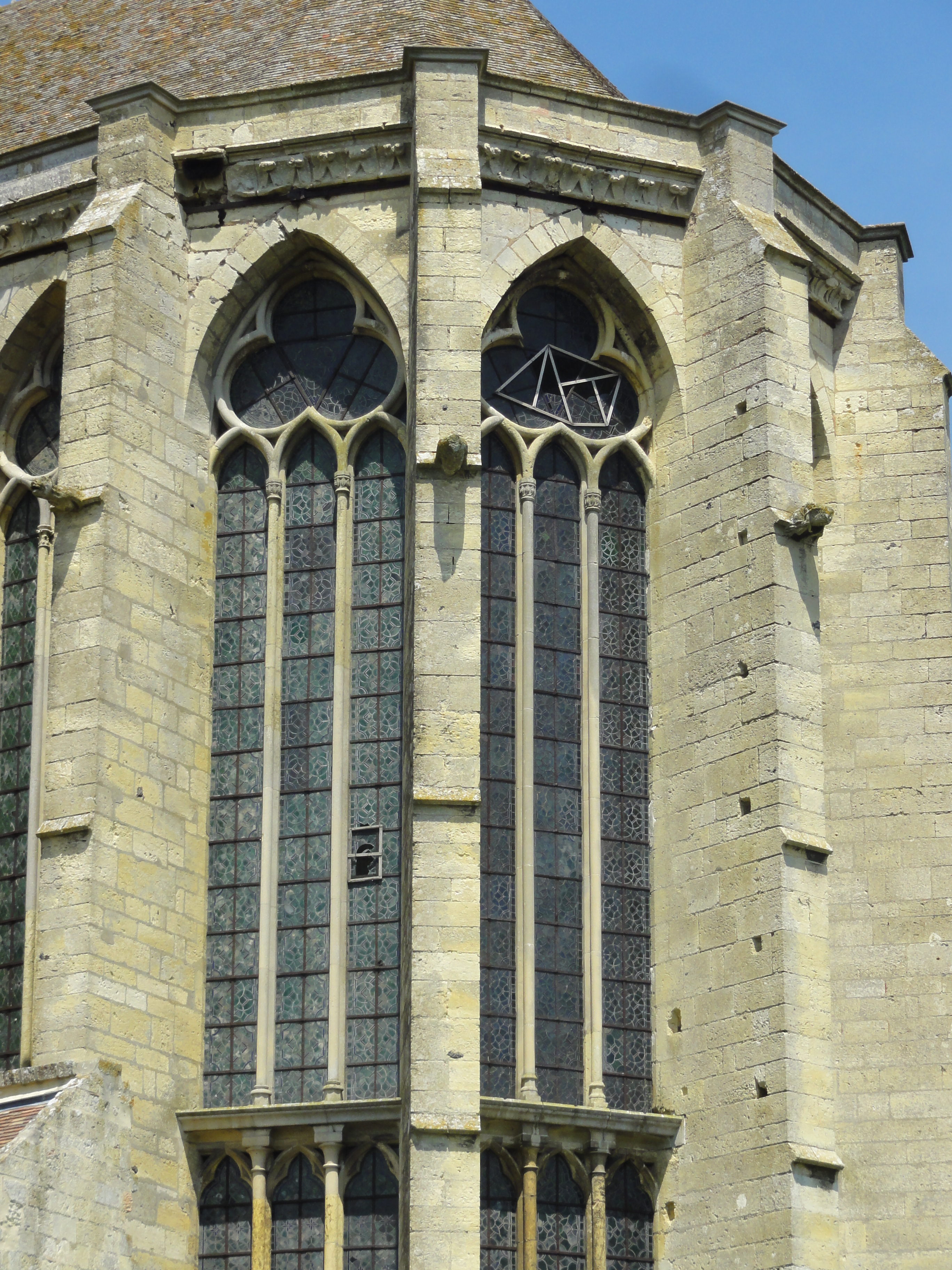
Parties hautes du chevet.
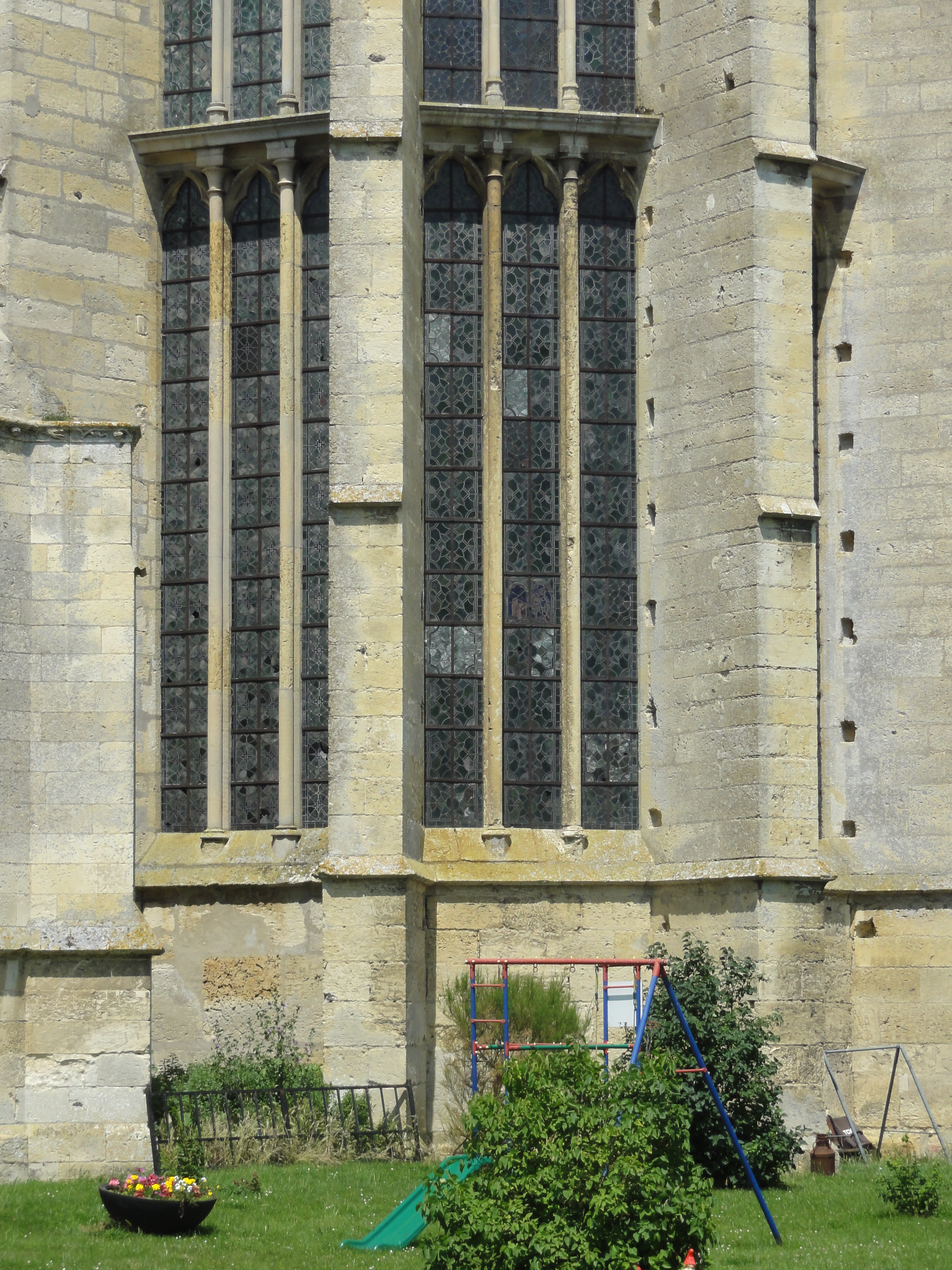
Parties basses du chevet.

### Autres bâtiments

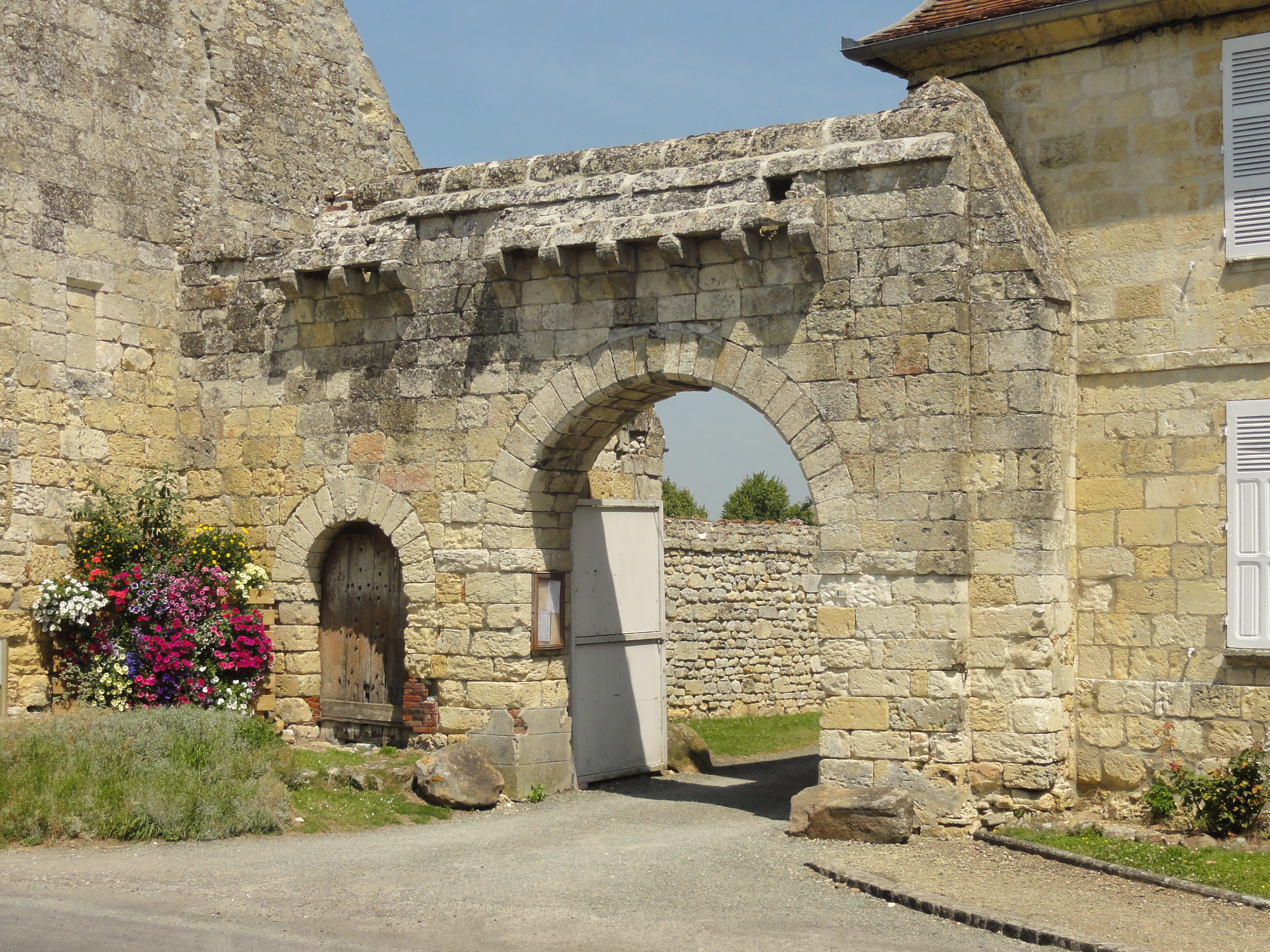
Porte fortifiée de l'abbaye.

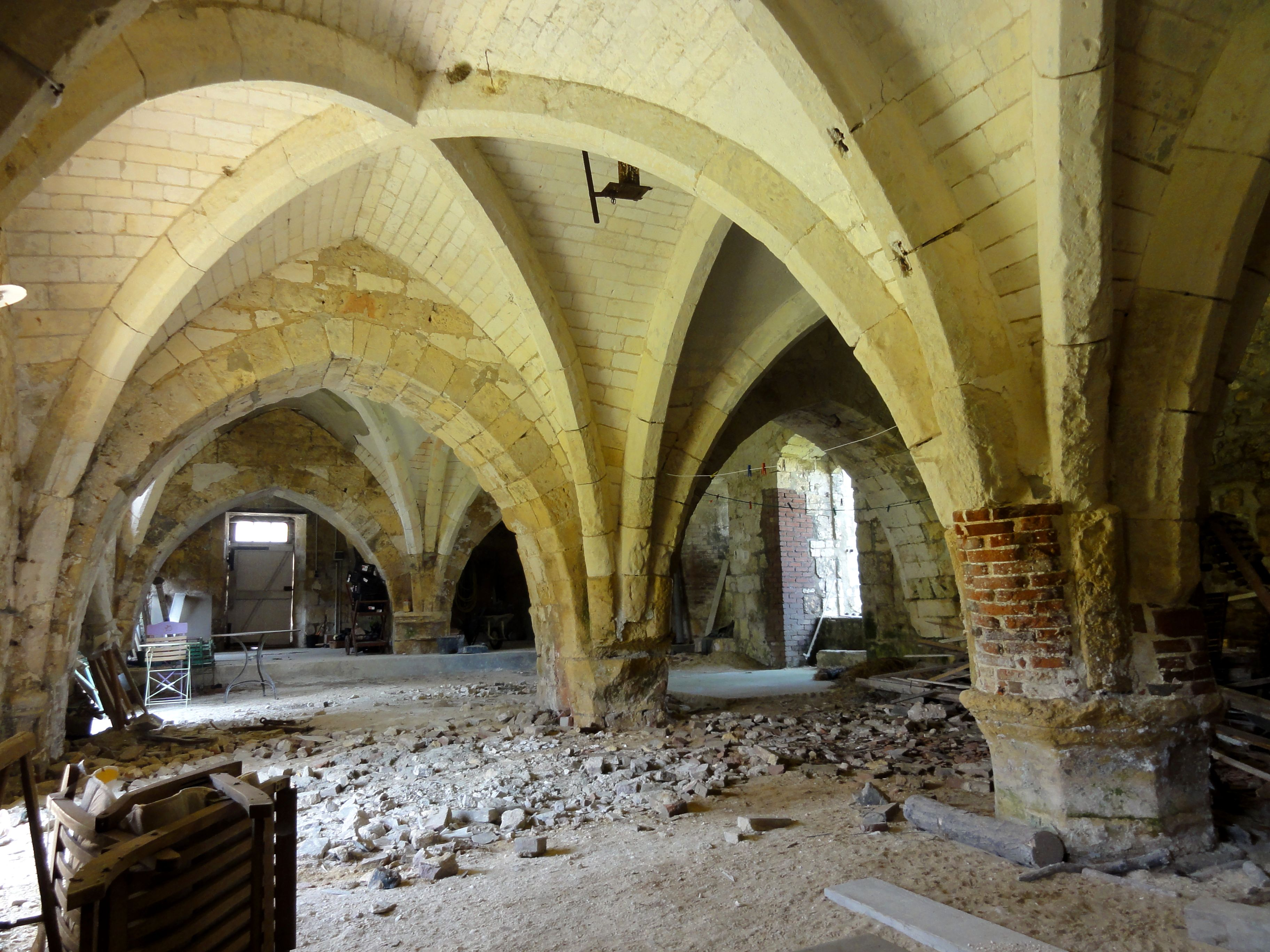
Rez-de-chaussée du Galata.

Le vaste enclos de l'abbaye reste toujours intact. Un mur d'enceinte d'environ trois mètres de haut et recouvert d'un chaperon le sépare du reste du village. Le mur ne manque que sur une courte section au nord-est. L'on accède à l'intérieur de l'enclos par la porte fortifiée du XVe siècle donnant sur la Grande-Rue : il faut la franchir pour se rendre à l'église et au cimetière. Mais des murs flanquent à son tour le chemin qui s'y rend : l'enclos de l'abbaye a été loti à la suite de la vente comme bien national de la plupart des bâtiments, en 1793. Il devient ainsi difficile de se faire une vue d'ensemble de la configuration de l'ancienne abbaye et des dépendances. Deux anciens bâtiments agricoles se situent au nord-ouest, à gauche du chemin menant vers le cimetière et l'église. Le bâtiment dit le Galata et les vestiges des bâtiments conventuels se situent au sud-ouest, à droite de ce chemin et au sud de l'église. Hormis le Galata qui est bien conservé, les vestiges des bâtiments conventuels sont peu importants, et ils se situent tous sur un terrain privé. Philippe Bonnet-Laborderie exagère toutefois largement en disant qu'il n'en reste rien, hormis les arrachements du mur nord du cloître. Mais il est vrai que les bâtiments en bon état sont surtout des bâtiments agricoles. La ferme dite de la Basse-Cour en fait partie. Elle se situe dans l'angle sud-est et possède un accès propre depuis la Grande-Rue. Construite pour les Jésuites après 1677, elle comporte un colombier carré peu intéressant mais néanmoins classé monument historique, visible depuis la rue du Moulin-Flamant,. La ferme Sainte-Antoine à droite de la rue du Moulin-Flamant, et donc séparée par cette rue de l'ancien enclos abbatial, appartenait également à l'abbaye.
Le Galata est l'édifice le plus intéressant. La plupart des auteurs le datent du XIIe siècle ; pour Philippe Bonnet-Laborderie, il est du XIIIe siècle et donc plus ou moins contemporain de l'église. C'est un long bâtiment rectangulaire comportant un rez-de-chaussée voûté d'ogives et un étage, ainsi que des combles. Le pignon occidental est à redents et possède deux fenêtres en tiers-point avec un meneau horizontal au-dessus d'un meneau vertical. Les murs sont épaulés par des contreforts, et une corniche de modillons se dégage sur les murs gouttereaux. Quelques ouvertures subsistent d'origine, mais les remaniements successifs ont laissé un bâtiment assez hétérogène. Ils sont intervenus sous l'abbatiat de Guy de Baudreuil en ce qui concerne la tourelle d'escalier carrée au nord, et au XIXe siècle quand le Galata est transformé en grange et étable. Du temps du cloître médiéval, l'aile sud du cloître flanquait le Galata au nord. Selon Christopher Henige, une moitié contenait le réfectoire des moines et le cellier, et l'autre moitié la maison d'hôtes. Guy de Baudreuil l'aurait transformé en logis abbatial. La situation sur un flanc du cloître exclut en tout cas un usage agricole du temps de l'existence de l'abbaye. Actuellement le Galata est inutilisé. Les toits ont été refaits par le propriétaire afin de pérenniser le bâtiment, mais une restauration proprement dite reste à faire,.
L'abbé Guy de Baudreuil a fait édifier le cloître à l'est de l'ancien cloître, dans l'angle formé par l'aile orientale de ce dernier et le mur méridional de l'église : ceci explique aussi pourquoi les fenêtres des travées occidentales du collatéral sud n'ont pas toujours été bouchées, comme l'a déjà démontré l'examen intérieur. Les murs qui délimitent le nouveau cloître subsistent à l'ouest, au nord et très partiellement à l'est. L'on peut y voir les arrachements des voûtes d'ogives. Comme les autres bâtiments de l'abbaye étaient disposés pour l'essentiel autour du cloître, des vestiges en subsistent également, pour la plupart sous la forme d'arrachements. L'un de ces vestiges est toutefois situé en dehors du cloître, devant la tour sud de l'église et sur le domaine public. Il s'agirait de l'ancienne loge du gardien. Christopher Henige situe l'ancienne salle capitulaire près de la sacristie et y attribue un pan de mur. À l'angle sud-est, il a identifié les anciennes cuisines. De l'aile occidentale bâtie à neuf vers 1678, ne subsiste que le mur ouest du rez-de-chaussée.

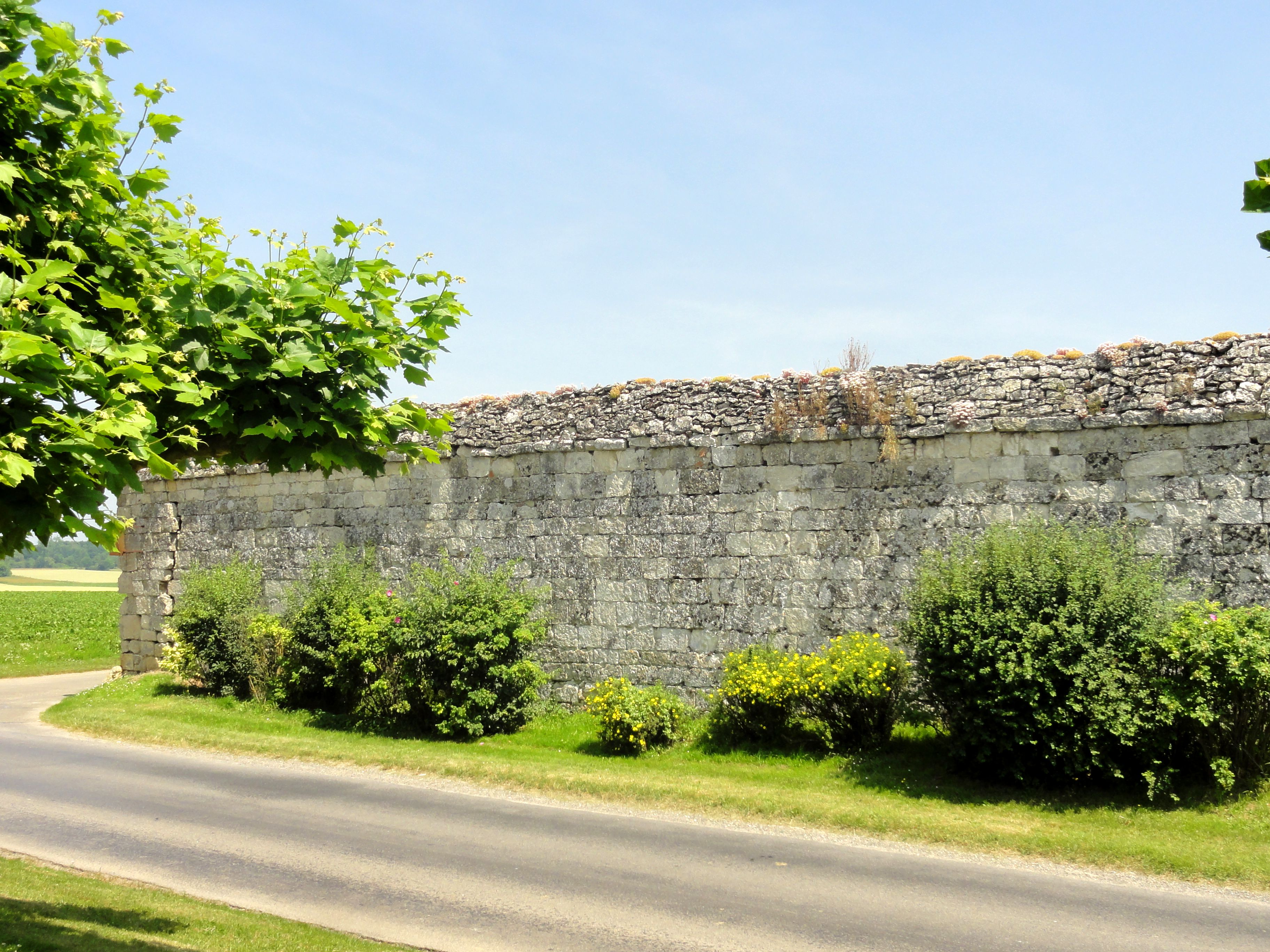
Mur d'enceinte de l'abbaye.
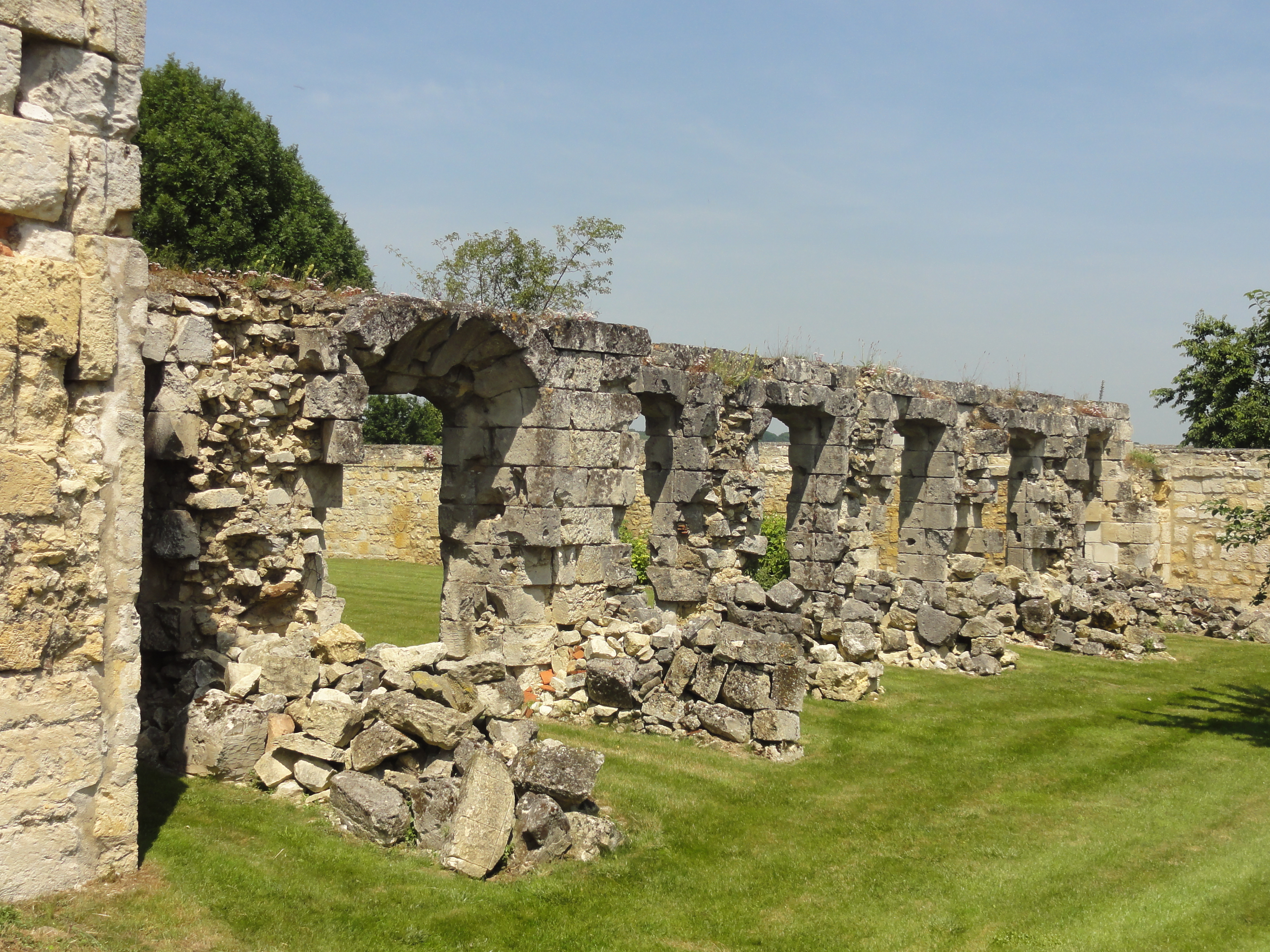
Vestige de l'aile oust.
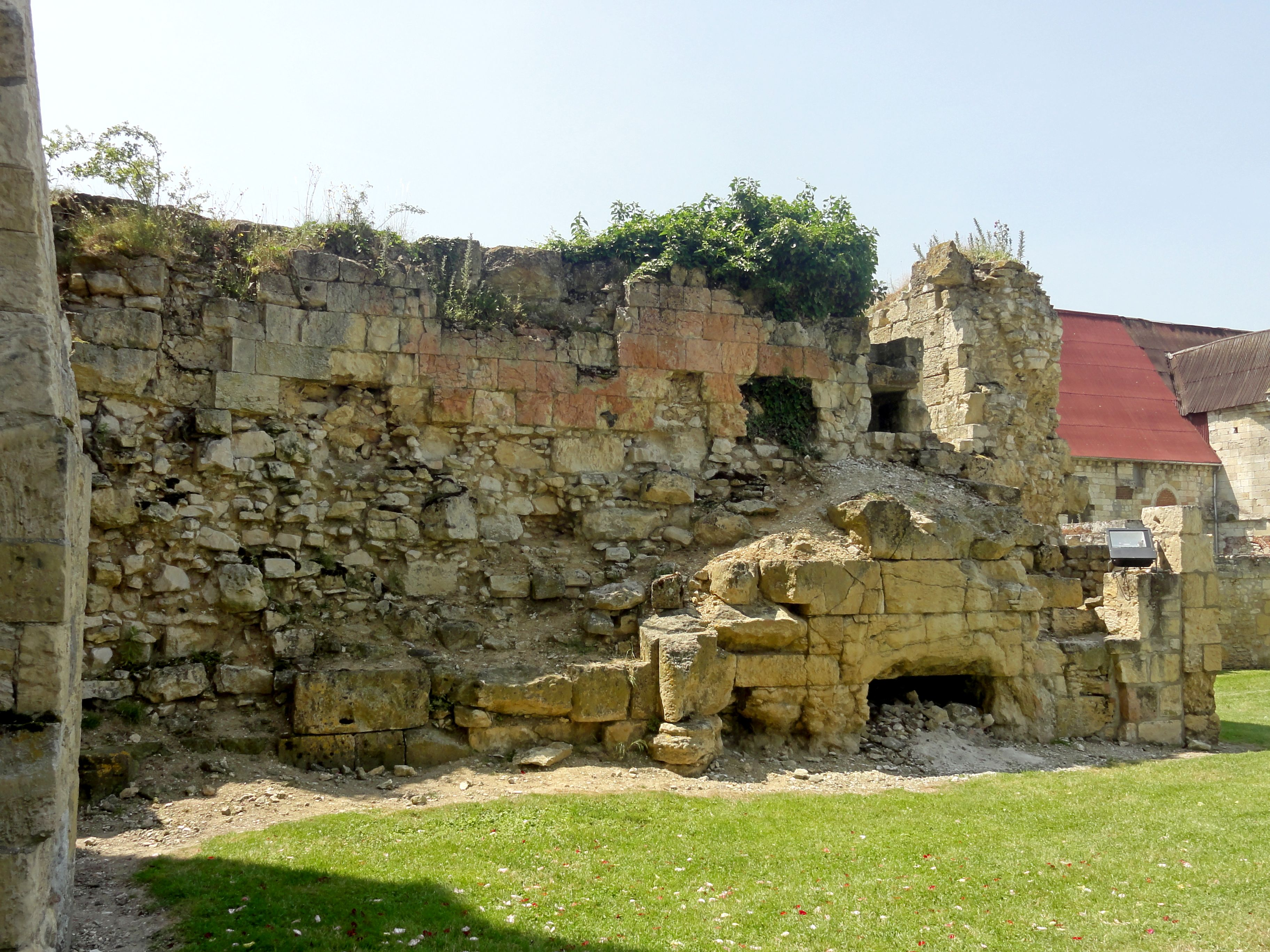
Loge du gardien.
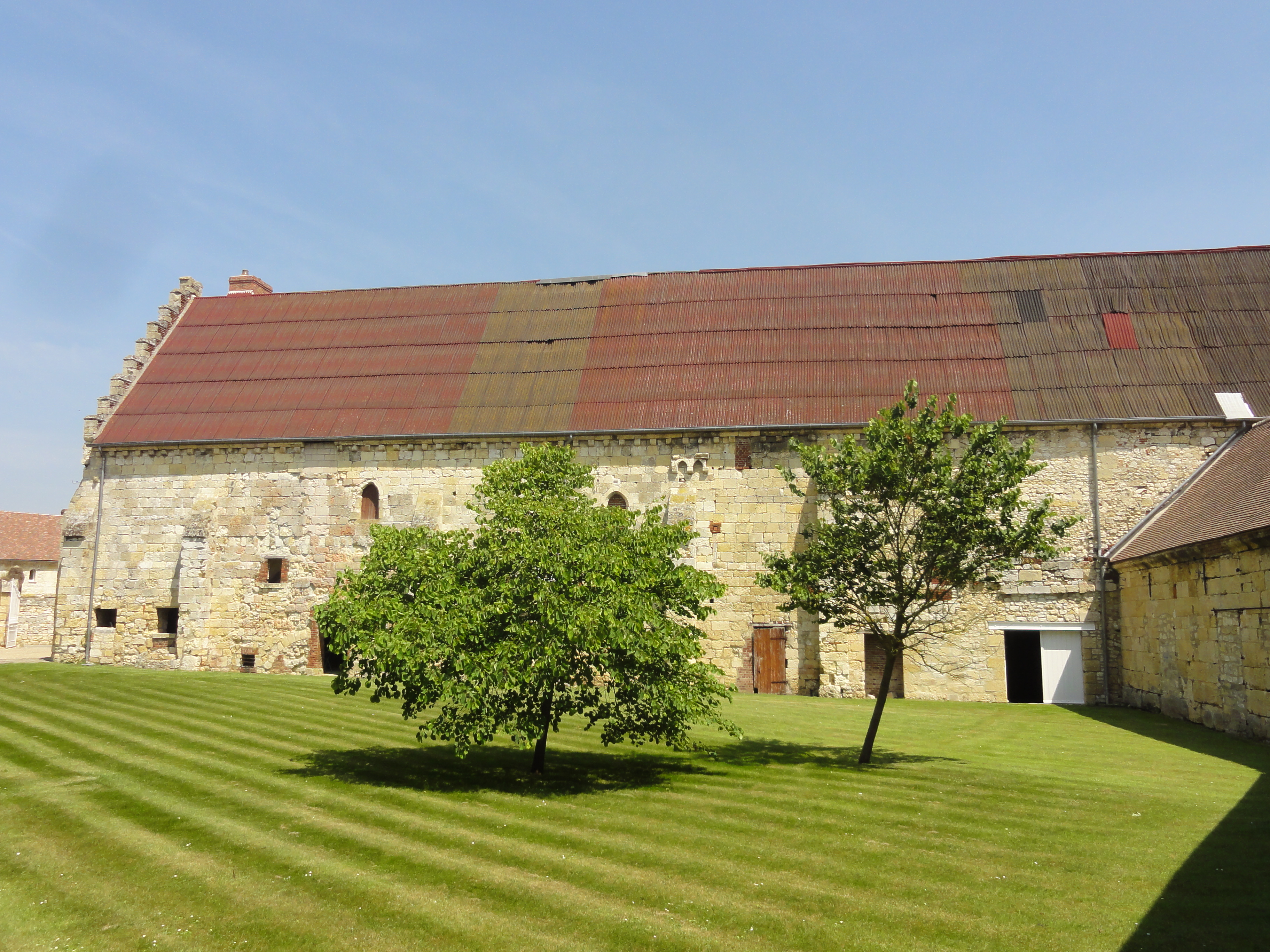
Le Galata, côté sud.
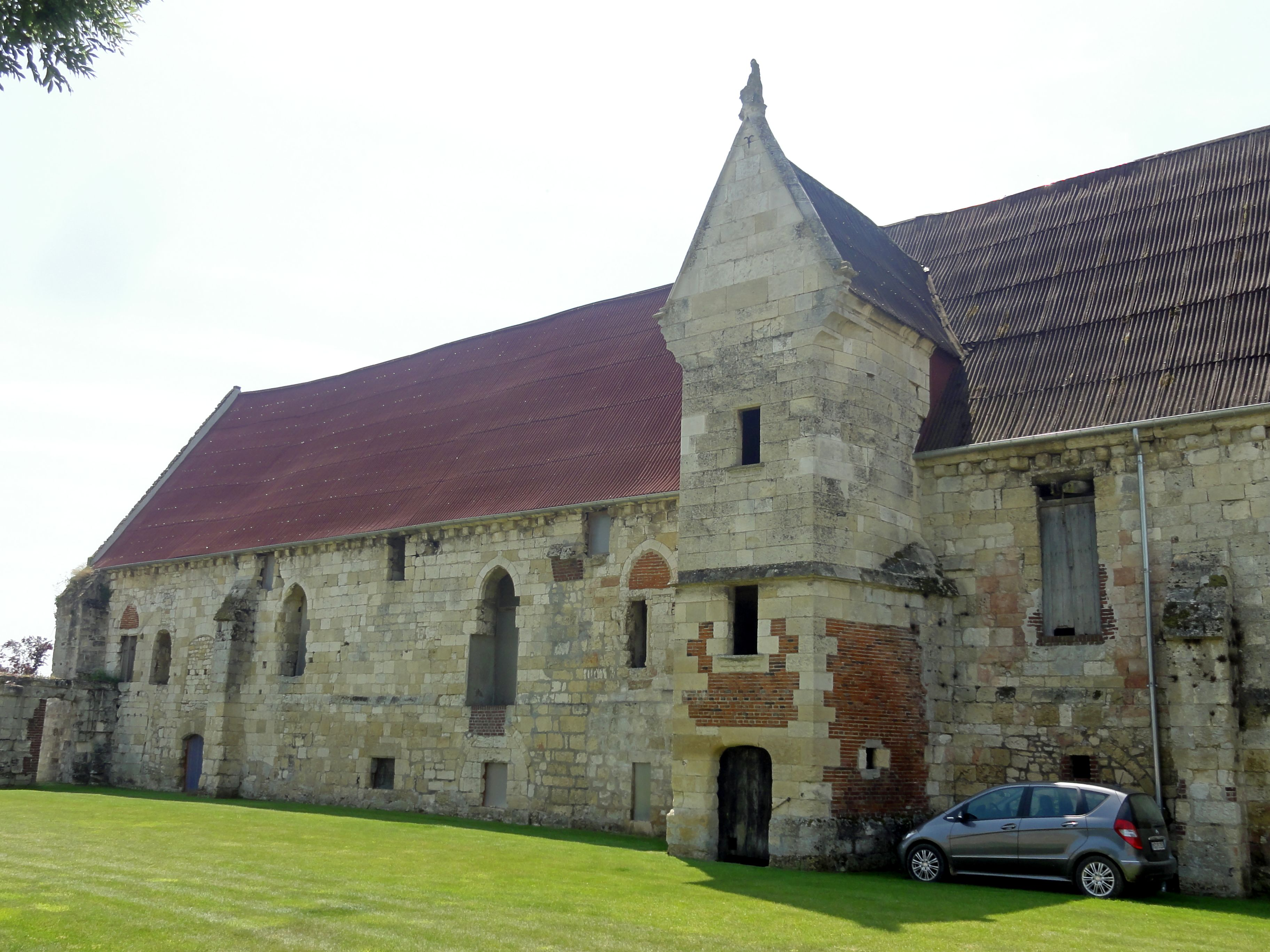
Le Galata, côté nord.
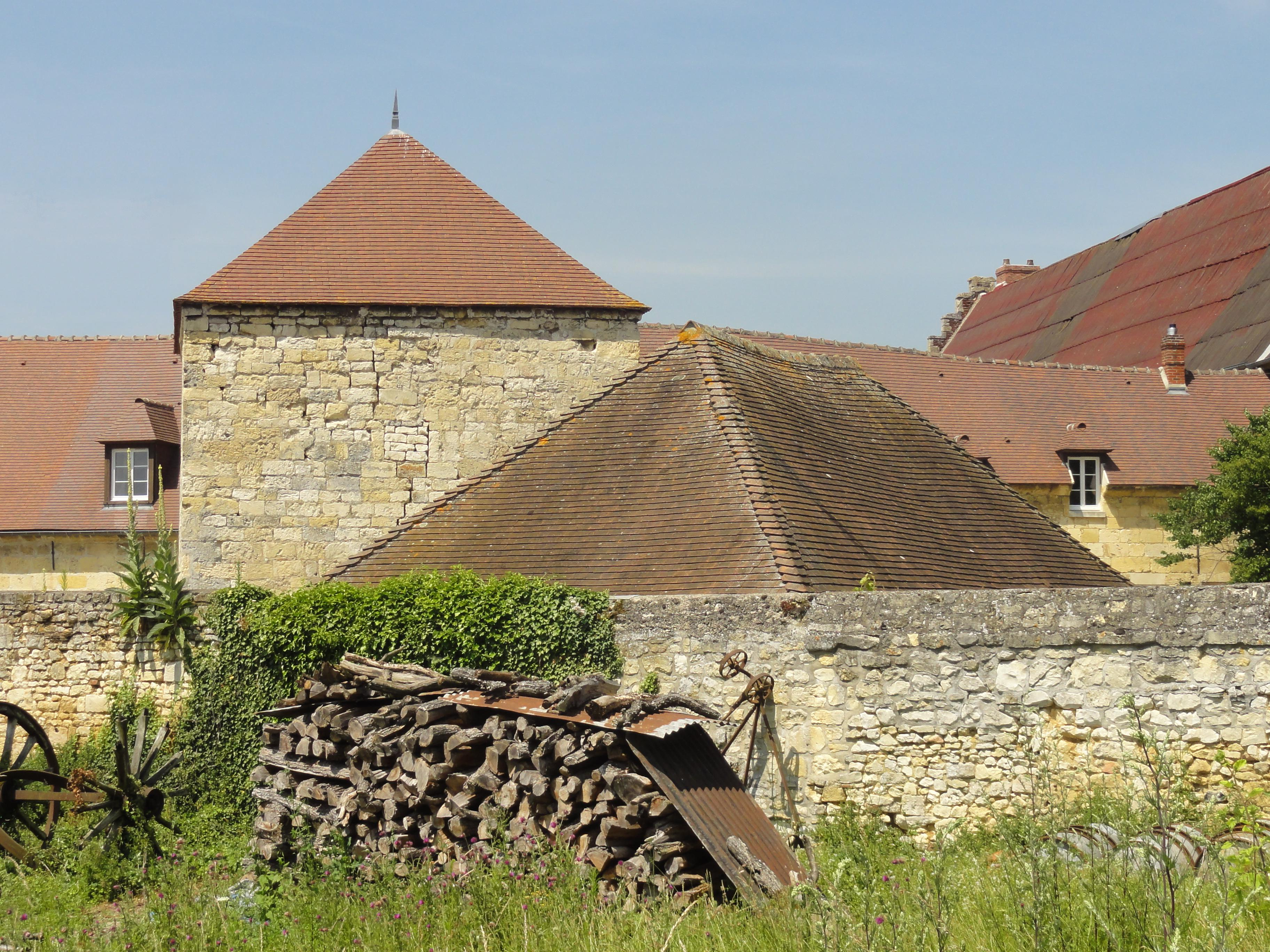
Colombier carré.

## Visite
L'église Saint-Martin est toujours affectée au culte et sert d'église paroissiale au village. Elle est affiliée à la « paroisse du Plateau Picard / paroisse Saint-Martin » qui réunit un total de vingt-huit villes et villages. Son siège se situe au presbytère de Tricot et sa ville principale est Maignelay-Montigny avec ses deux églises. L'on peut ainsi assister aux messes dominicales dans l'église de Saint-Martin-aux-Bois qui y sont célébrées de temps en temps en fonction du calendrier paroissial. Comme dans toutes les autres églises, des baptêmes, mariages et obsèques y sont célébrés plusieurs fois par an sur la demande des paroissiens. En dehors des messes et cérémonies, l'église reste fermée en permanence. Pour la visiter, il convient de prendre rendre-vous avec la mairie. Pendant les mois de juillet et août toutefois, les bénévoles de l'association Stalles de Picardie ouvrent l'église chaque dimanche après-midi. Ils assurent également son ouverture pendant les Journées européennes du patrimoine le dernier week-end de l'été.